# Camaret-sur-Mer
Pour les articles homonymes, voir Camaret.
Camaret-sur-Mer [kamaʁε syʁ mɛʁ] est une commune française située dans le département du Finistère, en région Bretagne.

## Géographie

### Situation

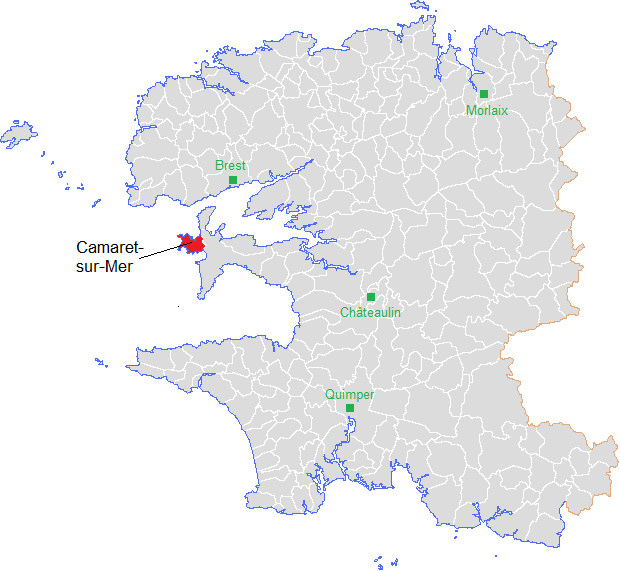
localisation de la commune de Camaret-sur-Mer dans le Finistère.

Camaret se trouve à 68 km de Brest par voie routière et 61 km de Quimper et se situe à l'extrême pointe ouest de la presqu'île de Crozon. Entourée par l'océan Atlantique, plus précisément la mer d'Iroise, à l'entrée du goulet de Brest, c'est cette situation géographique privilégiée qui fera de Camaret-sur-Mer, un important port de relâche, jusqu'à l'apparition de la navigation à vapeur. Camaret, dont la moitié de la superficie est constituée de zones naturelles protégées, fait partie du parc naturel régional d'Armorique et se situe désormais au cœur du parc naturel marin d'Iroise. C'est une station balnéaire familiale.

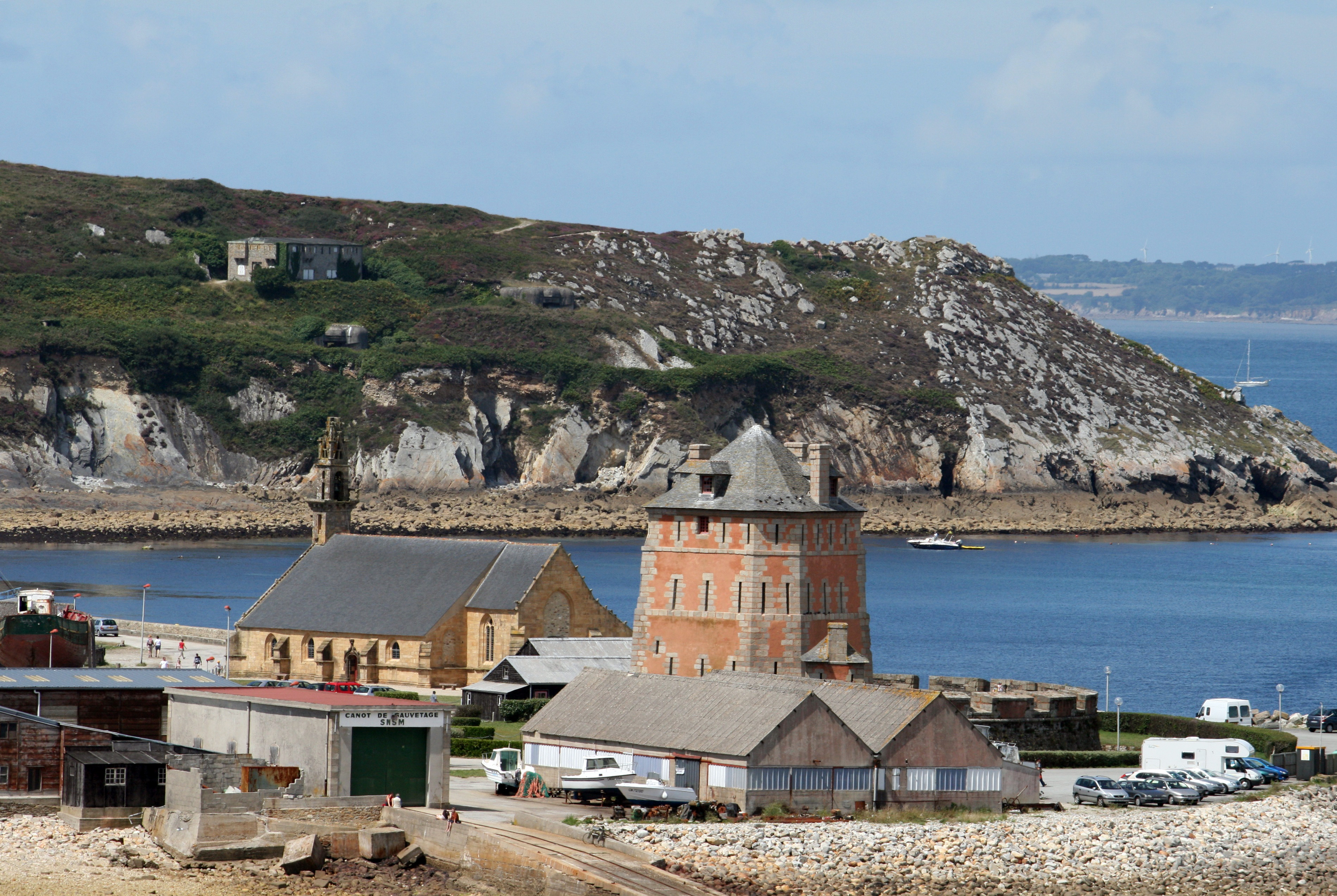
Camaret : le « Sillon » avec la tour Vauban et la chapelle Notre-Dame-de-Rocamadour ; à l'arrière-plan la pointe du Grand Gouin.

Le littoral est très découpé : au nord-est, la baie de Camaret avec l'avancée de la pointe Sainte-Barbe fait suite à la presqu'île de Roscanvel ; à l'ouest, la pointe du Grand Gouin au-delà de la plage du Corréjou ; plus à l'ouest encore, au-delà de la plage de Porzh Naye, la pointe du Toulinguet ; au sud-ouest, l'anse de Pen Hat prolongée par la pointe de Pen-Hir et les Tas de Pois, puis par la plage de Veryac'h ; au sud, la pointe de la Tavelle et la pointe de Portzen prolongées par l'anse de Dinan dans laquelle se jette l'aber du ruisseau de Kerloc'h qui sépare la commune de Camaret de celle de Crozon. Plus au sud, mais situées sur le territoire de la commune de Crozon se trouvent la pointe de Dinan et le cap de la Chèvre.
En avançant vers la pointe de Pen-Hir et les Tas de Pois, on rencontre une succession de falaises toutes aussi impressionnantes les unes que les autres par leurs énormes pans de roches qui tombent à pic dans l'océan. Quand on arrive à l'imposant promontoire supportant l'immense croix de Lorraine en granit bleu, inaugurée par le général de Gaulle le 15 juillet 1951, le paysage est grandiose. Une plate-forme naturelle à flanc de falaise, nommée la Salle Verte, est recouverte de gazon marin. Mais il faut être très prudent car le plan incliné et rapide qui y conduit est très dangereux. En contrebas se trouve la plage du Véryac'h, ce qui signifie plage de sable calcaire ou maërl. Elle dessine un demi-cercle qui se termine à droite par les Tas de Pois et à gauche par une succession de falaises aux tons bruns et jaunes.
Un peu plus loin, c'est l'endroit appelé en breton Lamm Saoz, le saut de l'Anglais, en souvenir de l'échec du débarquement anglais de 1404.
Le chemin piétonnier a été aménagé en 1975 jusqu'à la plage de Kerloc'h, à la sortie de Camaret, en direction de Crozon. On domine la mer de 50 à 60 mètres et on aperçoit, à l'extrémité, l'anse de Dinan.
La commune de Camaret-sur-Mer est voisine de celle de Crozon située à l'est.
| - Carte topographique de la commune de Camaret-sur-Mer. |

### Communes limitrophes
| Rade de Brest      | Roscanvel       | Roscanvel |
|                    | Camaret-sur-Mer | Roscanvel |
| Baie de Douarnenez | Crozon          | Crozon    |

### Un site portuaire bien abrité
Le port de Camaret est situé dans une anse orientée au nord, protégée par la presqu'île de Roscanvel à l'est et par la pointe du Grand Gouin à l'ouest, qui est assez profonde et de plus protégée par un cordon naturel de galets (protégeant le « Sillon ») donnant au site la forme d'un demi-cercle qui en fait un excellent havre pour les bateaux, lequel a été par la suite aménagé par l'Homme.

### L'évolution de la ville au fil du temps
La géographe Françoise Péron décrit aussi l'évolution de Camaret au fil du temps :

« Le tout premier quartier de Camaret fut le bourg, situé en hauteur et en retrait de la mer. Au Moyen-Âge, les barques s'échelonnaient sur la grève, mais personne n'habitait en contrebas. Les pêcheurs descendaient vers l'estran, de part et d'autre d'un étang aujourd'hui comblé, le Stang. Puis des cabanes furent construites le long des chemins vers la mer (...). Peu à peu, des ruelles s'organisèrent, où quelques familles de pêcheurs s'installèrent. (...) L'anse était alors marquée par un énorme rocher : Beg ar Gac. (...) Avec l'essor de la pêche sardinière, des maisons ont été construites sur les voies descendantes au port. Deux rues parallèles à la mer ont été dessinées aux XVIe siècle, XVIIe siècle et XVIIIe siècle. Il n'y avait toujours ici ni port ni quai. Mais le développement du port militaire de Brest renforça le rôle de Camaret comme havre d'escale et de ravitaillement. Des maisons de négociants, de pilotes et de constructeurs de barques fleurirent le long de la grève (...). On trouvait autour des entrepôts, des magasins de sel, des voileries et des ateliers. (...) Au milieu du XIXe siècle, de grands travaux (...) donnèrent à Camaret sa physionomie d'aujourd'hui. (...) Les façades colorées, autrefois blanchies à la chaux, datent de la construction du quai et du môle. On remblaya alors le bord de mer, en l'élargissant de plusieurs mètres. Sur ce polder, des maisons particulières et des auberges furent construites devant l'ancien front de mer aujourd'hui relégué au second plan et un peu oublié. (...) Quand le gros rocher fut arasé, le quartier du Styvel se développa à son tour. Camaret s'étendit alors jusqu'au Sillon où se déploya, avec la fin de la sardine et l'essor de la pêche à la langouste, une importante activité de construction navale. »

### Quartiers, lieux-dits et écarts

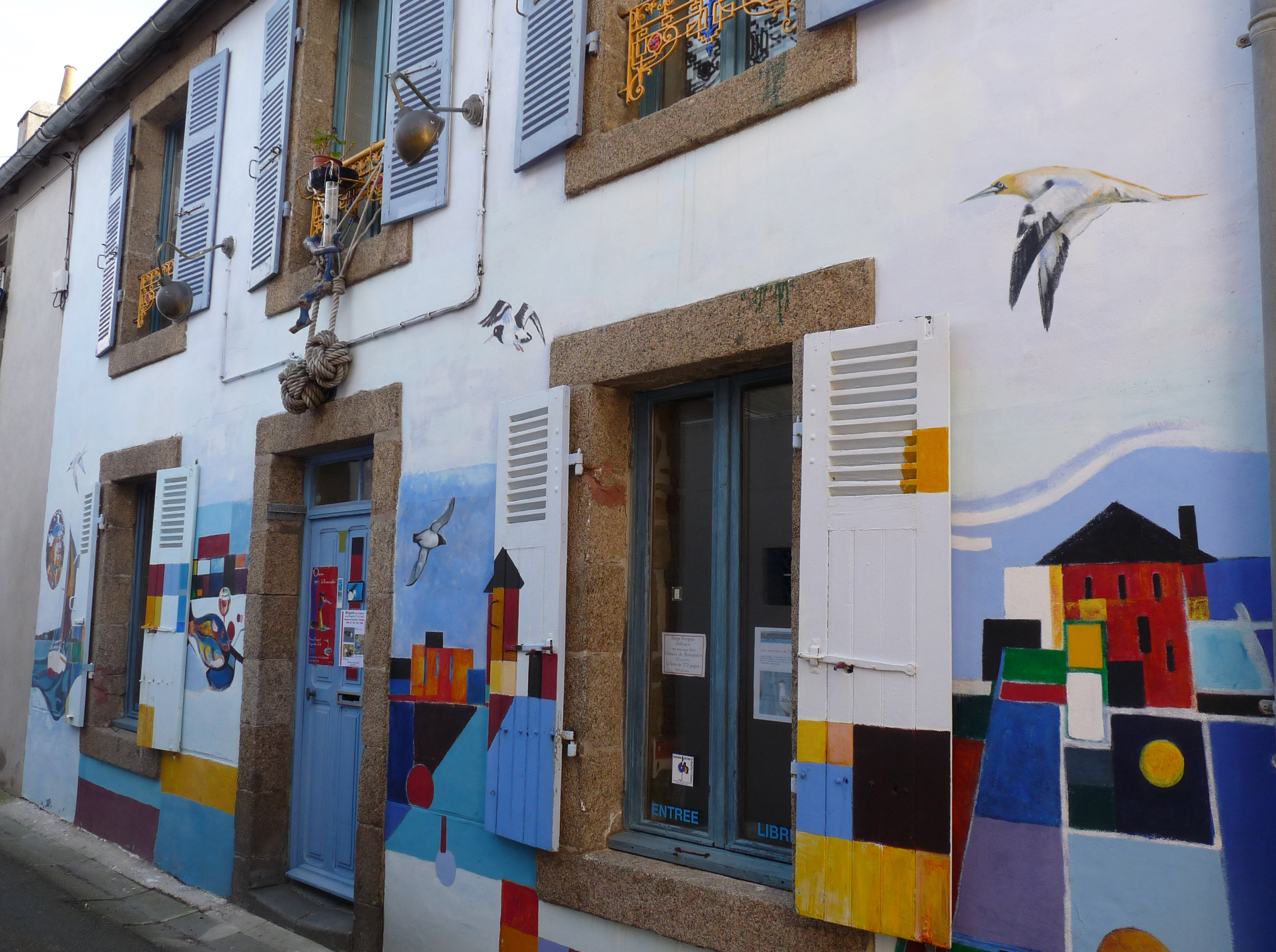
Saint-Thomas, le quartier des artistes.

Ar-Grill, le Bourg, le Cosquer, le Lannic, le Restou, le Styvel, le Yeun, Keranguyader, Keraudren, Kerbonn, Kerguélen, Kerhos, Kerloc'h, Kermeur, Kermoal, Kerven, Kervian, Lagatjar, Lambézen, Lannilien, Pen ar Yeun, Pen-hir, Penfrat, Rigonou, Saint-Julien, Saint-Thomas, Trésigneau, Ty ar Guen.

#### Plages
Plage du Corréjou, plage de Pen-Hat, plage du Veryac'h, plage de Lam Saoz, plage de Kerloc'h, plage de Trez-Rouz, plage de Notinau.

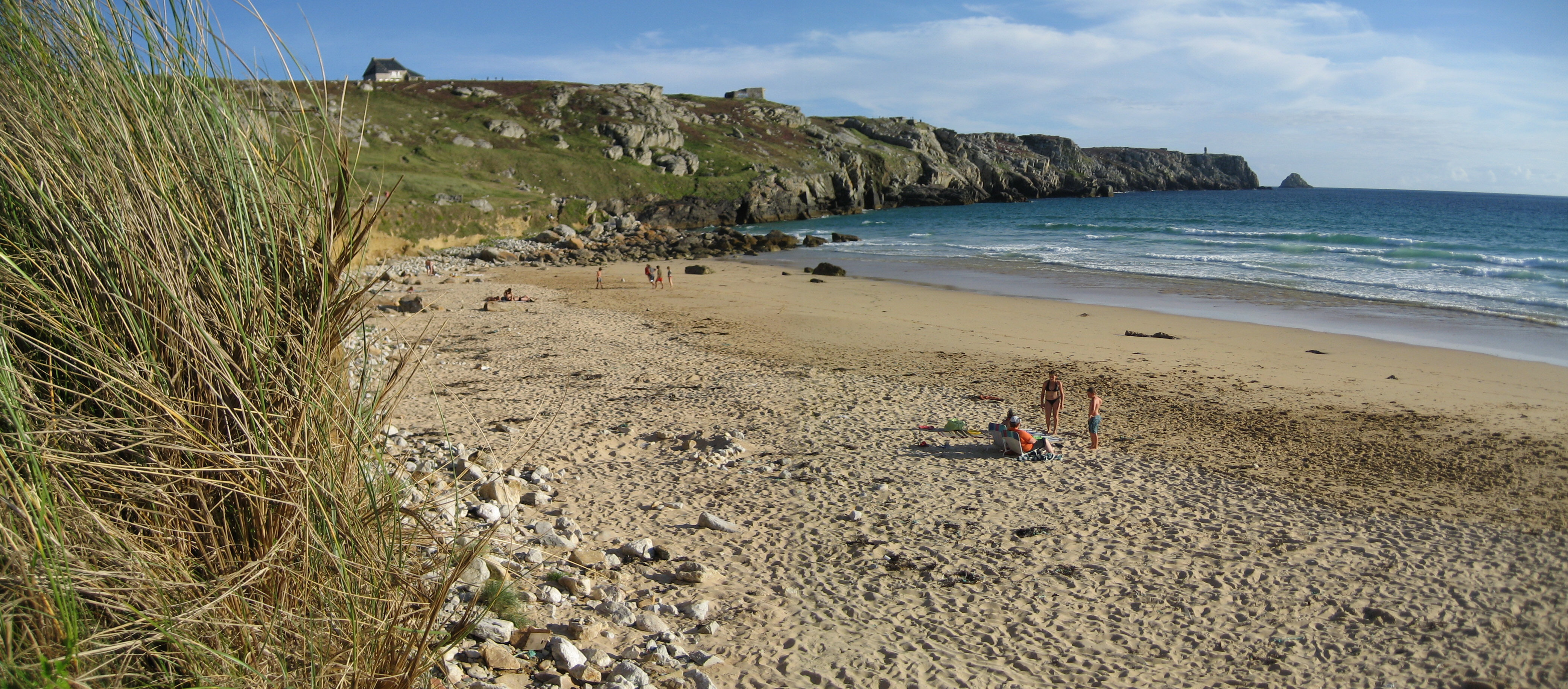
Plage de Pen-Hat, vue en direction du sud.
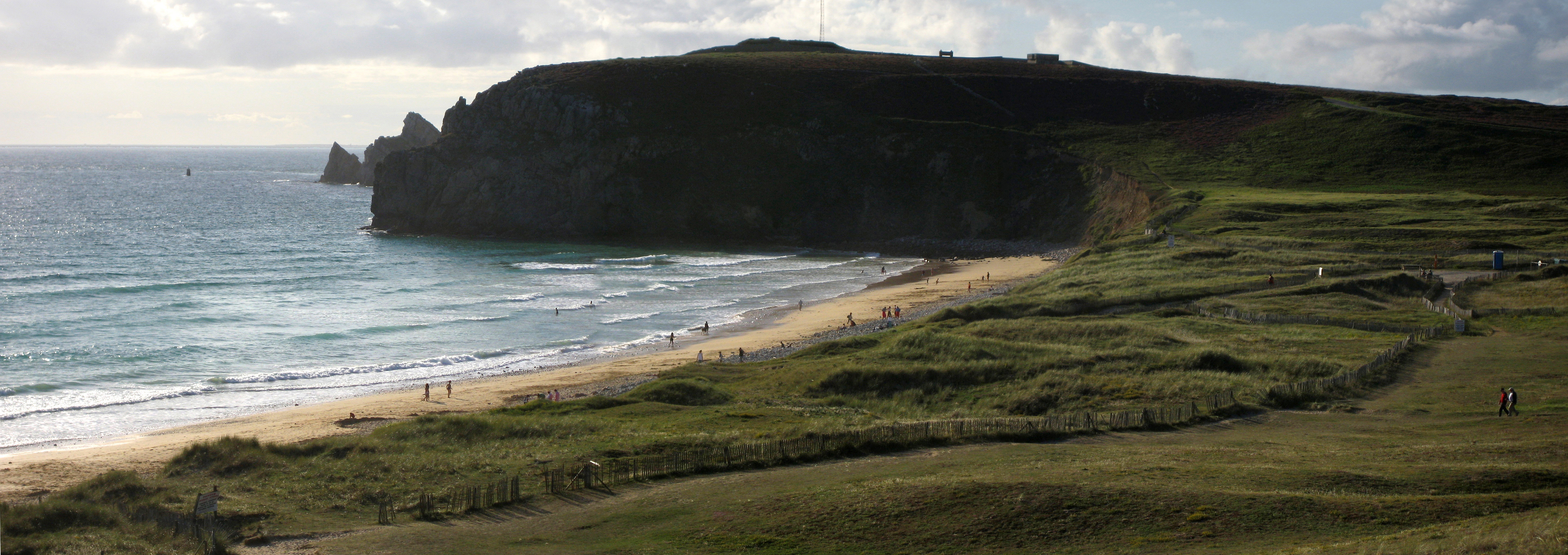
Plage de Pen-Hat, vue en direction de l'ouest.
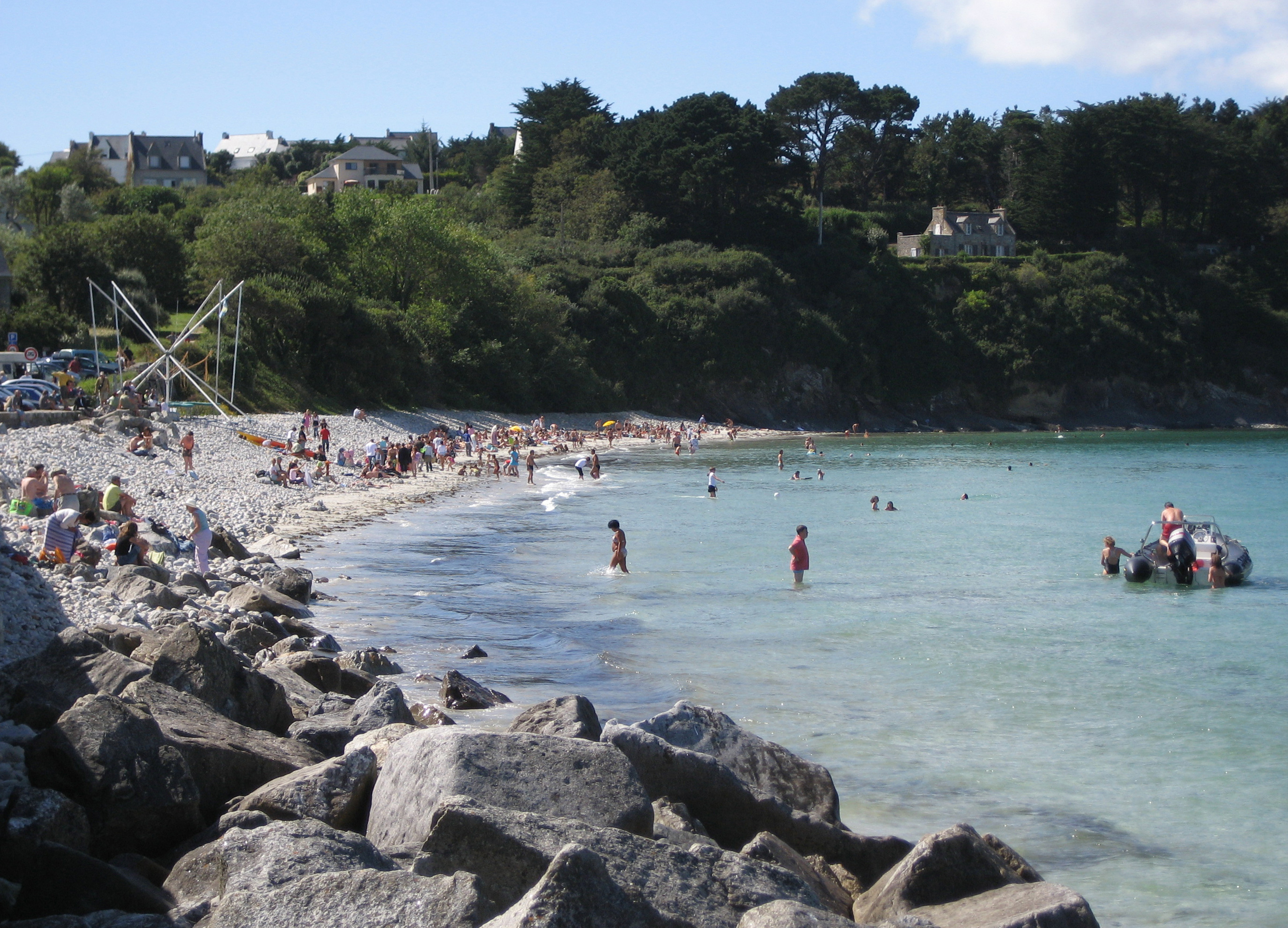
Plage du Corréjou.
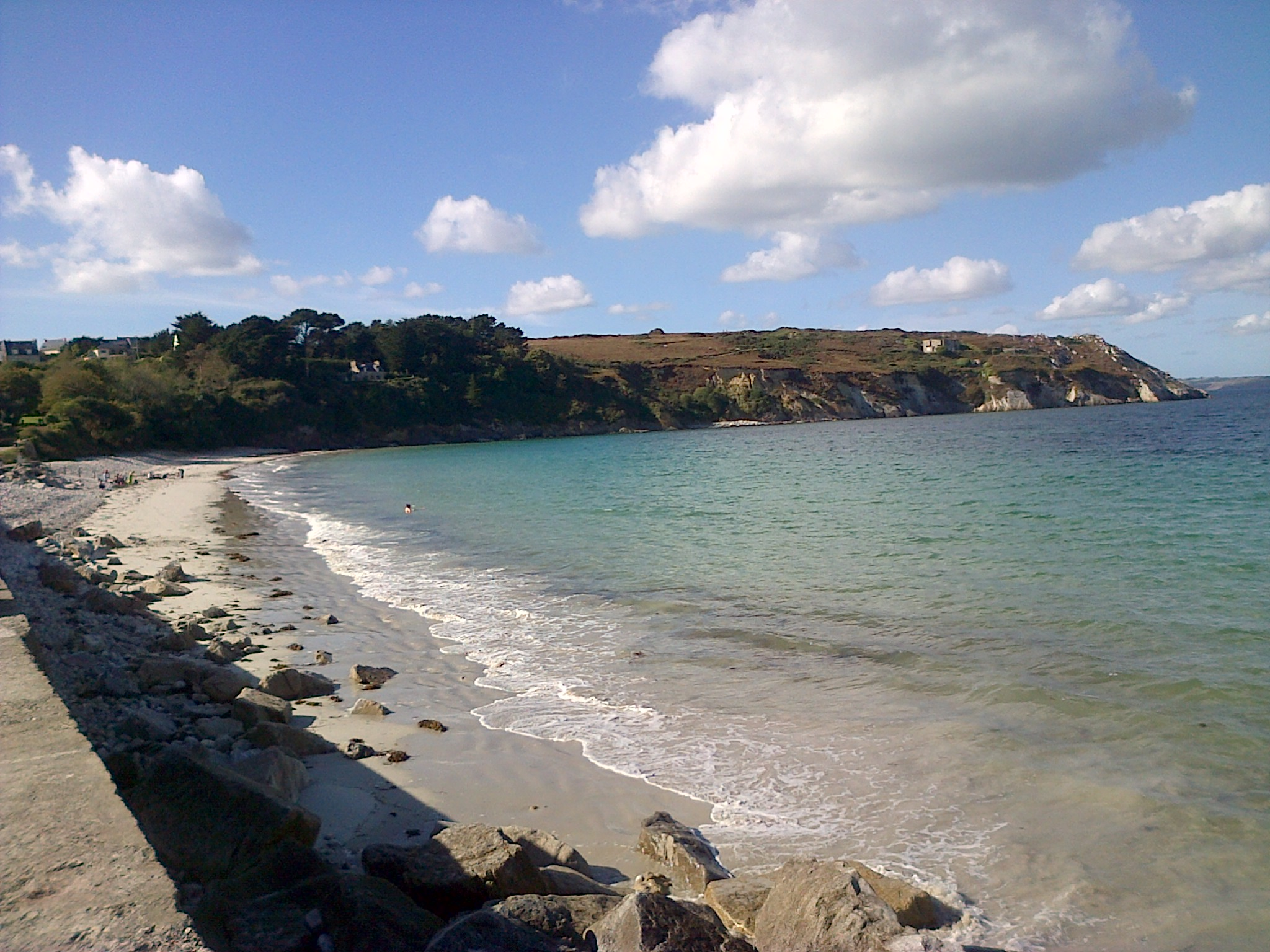
Plage du Corréjou.
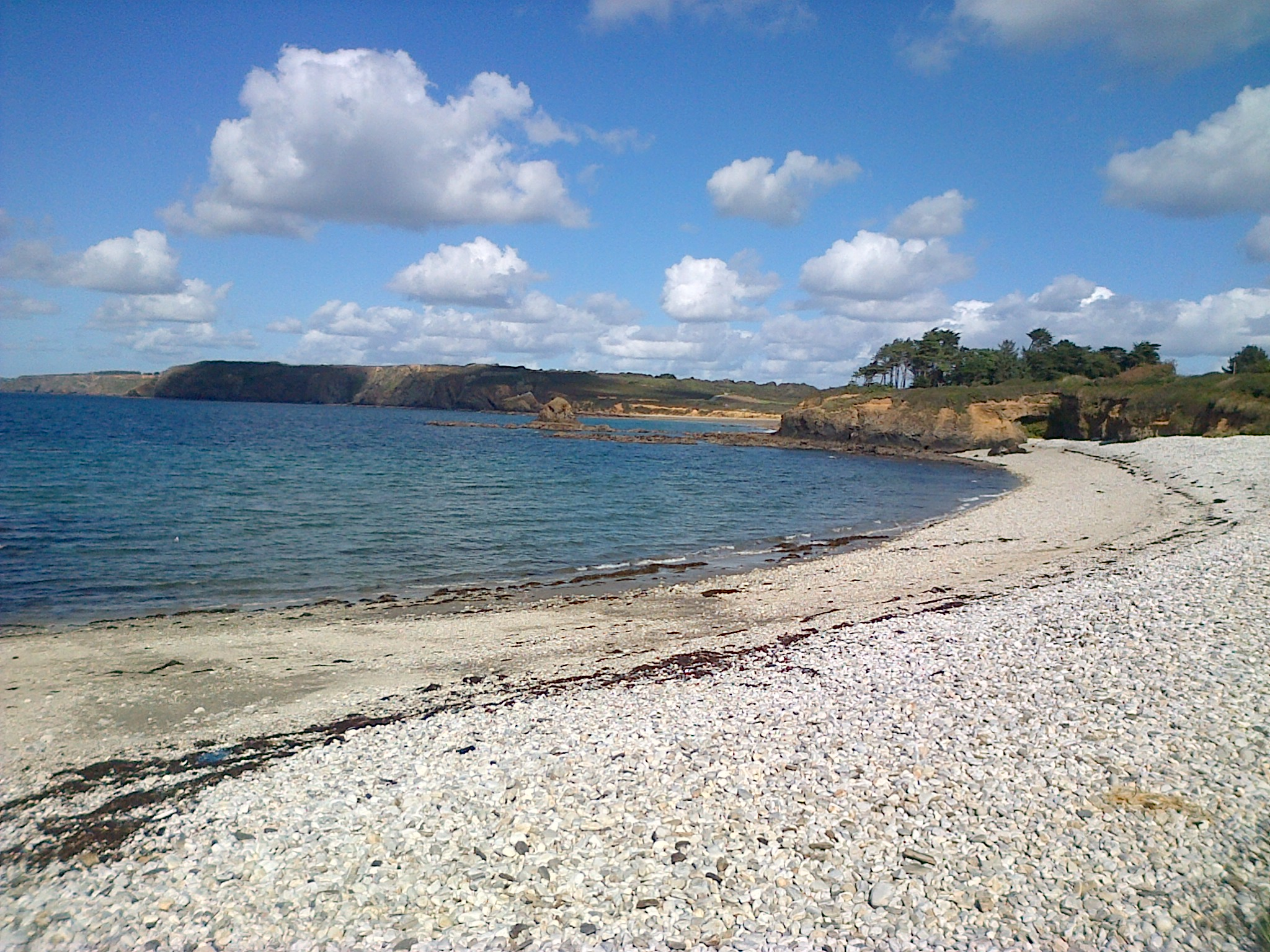
Plage de Notinau.
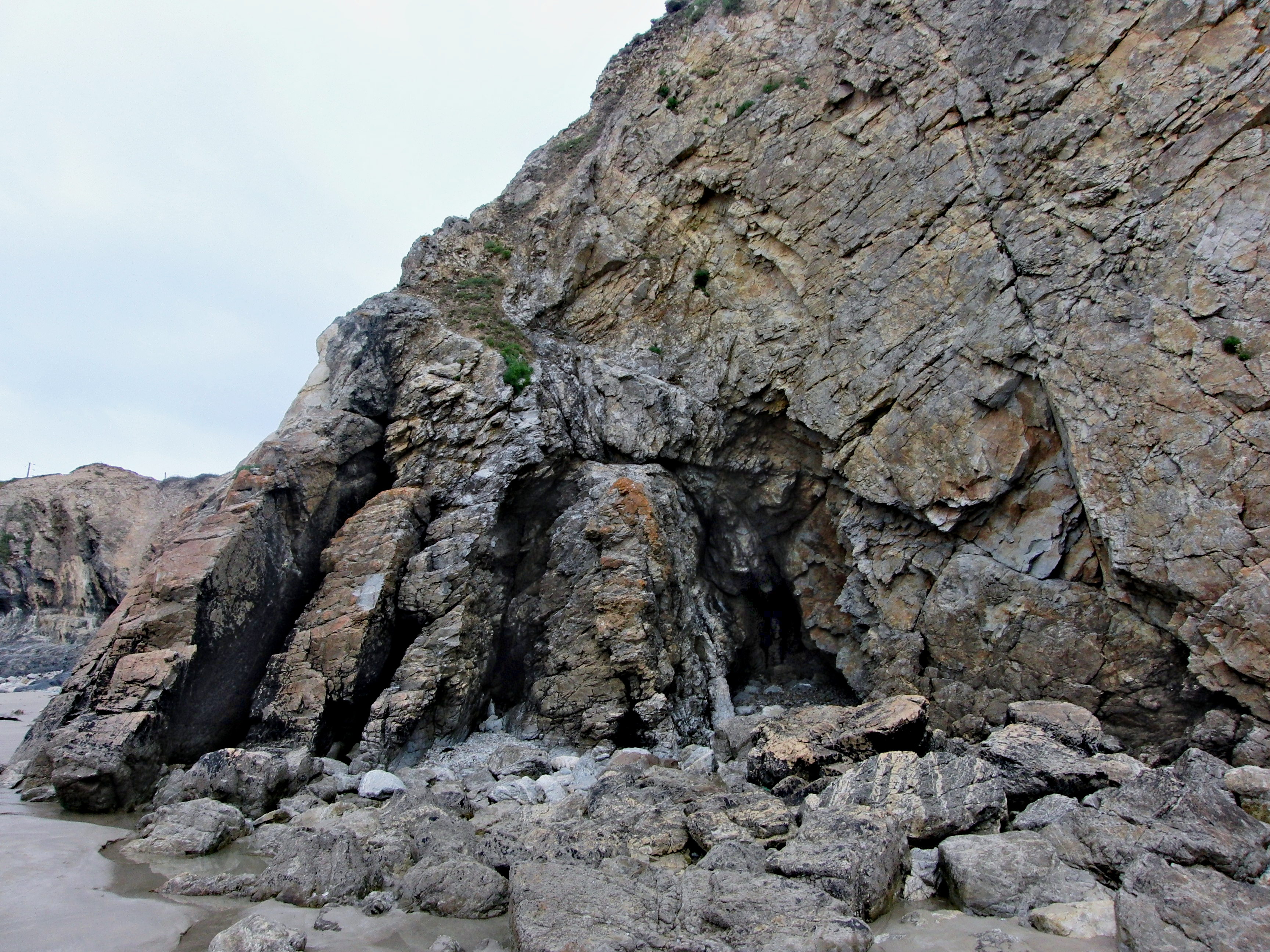
Falaise rocheuse de la Plage de Kerloc'h

#### Pointes et anses
Sur la côte ouest : pointe du Grand Gouin, pointe du Toulinguet, pointe de Pen-Hir, pointe de la Tavelle, pointe de Portzen.
Sur la côte ouest : pointe Sainte-Barbe, pointe du Pouldu.
Ces pointes délimitent des anses en roches plus tendres : anse de Porzh Naye et de Pen Hat dans les Phyllades de Douarnenez au cœur de l'anticlinal de la Mort-Anglaise - Le Toulinguet (affecté par le décrochement de la faille Kerforne), anse de Camaret dans les schistes.

### Géologie
Les falaises bordant la plage de Veryac'h présentent une véritable coupe de référence des terrains datant de l'Ordovicien et de la base du Silurien ; celles bordant la plage du Corréjou présentent des traces de ripple-marks dans du grès armoricain ; un anticlinal est visible dans les falaises de la Mort anglaise.
Dans l'anse de Porz Naye peut être observé un petit front de taille (les effondrements du sol sont issus d'une ancienne carrière qui a permis de construire des penty) et la falaise littorale, sur lesquels affleure la discordance des grès armoricains, couverture transgressive (avec un petit conglomérat de base) sur le socle de schistes briovériens qui correspond à l'ensellement de l'anse. Des failles hercyniennes ont fait remonter le socle entre deux compartiments de couverture. L'eau d'infiltration contenant du fer (issu des minéraux ferro-magnésiens des roches) qui descend par les diaclases se meut à l'intérieur des schistes au hasard de la distribution des diaclases, et elle sort aussi au hasard de cette distribution, donnant naissance à une zone de suintement ferrugineux à la base de la falaise. Le Fe2+, en arrivant à l'air libre contenant 21 % d'O2, est oxydé en Fe3+. Cette oxydation a lieu sous l'action de bactéries chimiolithotrophes ferroxydantes qui font précipiter le Fe3+ sous forme d'hydroxydes ferriques [Fe(OH)3]. Ces minéraux aux teintes rouille et ocre-jaune peuvent donner une curiosité naturelle à marée basse : au niveau de l'eau, au-dessous de la ligne de marée haute, la formation de minéraux d'oxydes de fer évoque l'œil du Diable qui surgit du fond des enfers de la Terre et qui vous regarde de sa pupille de feu.
Cinq des vingt-sept sites de la réserve naturelle régionale des sites d'intérêt géologique de la presqu'île de Crozon sont situés à Camaret-sur-Mer : une coupe de référence Quaternaire à Pen Hat ; des dalles à rides et mégarides dans le grès armoricain – surfaces à « ripples-marks » à la Pointe du Gouin - Correjou ; un pli anticlinal dans le grès armoricain à la Pointe Sainte-Barbe ; une discordance du Paléozoïque sur le Briovérien à Porz Naye ; une coupe continue la plus complète dans l'Ordovicien et le Silurien du Massif armoricain à Veryac'h.
L'érosion modifie l'aspect de ces sites : par exemple le 28 novembre 2020 un pan entier de la falaise surplombant la plage du Veryach, à un endroit où affleurent des schistes de Postolonnec, s'est effondré.

### Hydrographie
Pour un article plus général, voir Réseau hydrographique du Finistère.
La commune est située dans le bassin Loire-Bretagne. Elle est drainée par le Kerloc'h et divers autres petits cours d'eau,.
Le Kerloc'h, d'une longueur de 17 km, prend sa source dans la commune de Crozon et se jette  dans l'anse de Bénodet sur la commune et de Crozon. 

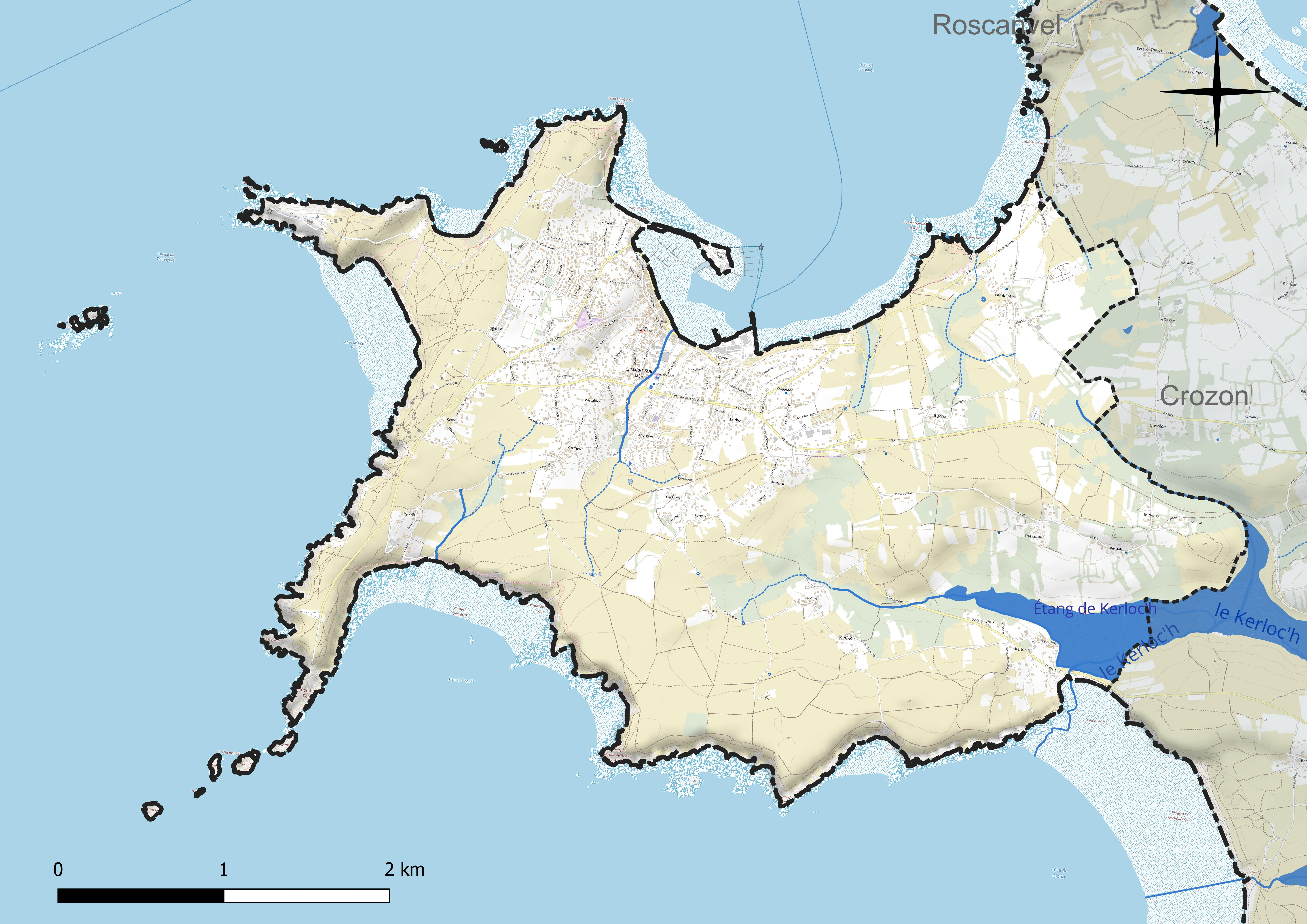
Réseau hydrographique de Camaret-sur-Mer.

Un plan d'eau complète le réseau hydrographique : l'étang de Kerloc'h, d'une superficie totale de 87,2 ha (27,1 ha sur la commune),.

### Climat
Pour des articles plus généraux, voir Climat de la Bretagne et Climat du Finistère.
En 2010, le climat de la commune est de type climat océanique franc, selon une étude du Centre national de la recherche scientifique s'appuyant sur une série de données couvrant la période 1971-2000. En 2020, Météo-France publie une typologie des climats de la France métropolitaine dans laquelle la commune est exposée à un climat océanique et est dans la région climatique  Finistère nord, caractérisée par une pluviométrie élevée, des températures douces en hiver (6 °C), fraîches en été et des vents forts. Parallèlement l'observatoire de l'environnement en Bretagne publie en 2020 un zonage climatique de la région Bretagne, s'appuyant sur des données de Météo-France de 2009. La commune est, selon ce zonage, dans la zone « Littoral », exposée à un climat venté, avec des étés frais mais doux en hiver et des pluies moyennes.  
Pour la période 1971-2000, la température annuelle moyenne est de 11,9 °C, avec  une amplitude thermique annuelle de 9,3 °C. Le cumul annuel moyen de précipitations est de 833 mm, avec 15,1 jours de précipitations en janvier et 6,3 jours en juillet. Pour la période 1991-2020, la température moyenne annuelle observée sur la station météorologique la plus proche, située sur la commune de Lanvéoc à 10 km à vol d'oiseau, est de 12,2 °C et le cumul annuel moyen de précipitations est de 1 030,1 mm,. Pour l'avenir, les paramètres climatiques de la commune estimés pour 2050 selon différents scénarios d'émission de gaz à effet de serre sont consultables sur un site dédié publié par Météo-France en novembre 2022.

## Urbanisme

### Typologie
Au 1er janvier 2024, Camaret-sur-Mer est catégorisée bourg rural, selon la nouvelle grille communale de densité à 7 niveaux définie par l'Insee en 2022.
Elle appartient à l'unité urbaine de Camaret-sur-Mer, une unité urbaine monocommunale constituant une ville isolée,. Par ailleurs la commune fait partie de l'aire d'attraction de Crozon, dont elle est une commune du pôle principal,. Cette aire, qui regroupe 7 communes, est catégorisée dans les aires de moins de 50 000 habitants,.
La commune, bordée par la mer d'Iroise, est également une commune littorale au sens de la loi du 3 janvier 1986, dite loi littoral. Des dispositions spécifiques d'urbanisme s'y appliquent dès lors afin de préserver les espaces naturels, les sites, les paysages et l'équilibre écologique du littoral, tel le principe d'inconstructibilité, en dehors des espaces urbanisés, sur la bande littorale des 100 mètres, ou plus si le plan local d'urbanisme le prévoit.

### Occupation des sols
L'occupation des sols de la commune, telle qu'elle ressort de la base de données européenne d'occupation biophysique des sols Corine Land Cover (CLC), est marquée par l'importance des forêts et milieux semi-naturels (61 % en 2018), en diminution par rapport à 1990 (65,5 %). La répartition détaillée en 2018 est la suivante : 
milieux à végétation arbustive et/ou herbacée (61 %), zones urbanisées (18,4 %), zones agricoles hétérogènes (16,5 %), zones humides intérieures (2 %), zones humides côtières (1,4 %), eaux maritimes (0,7 %). L'évolution de l'occupation des sols de la commune et de ses infrastructures peut être observée sur les différentes représentations cartographiques du territoire : la carte de Cassini (XVIIIe siècle), la carte d'état-major (1820-1866) et les cartes ou photos aériennes de l'IGN pour la période actuelle (1950 à aujourd'hui).

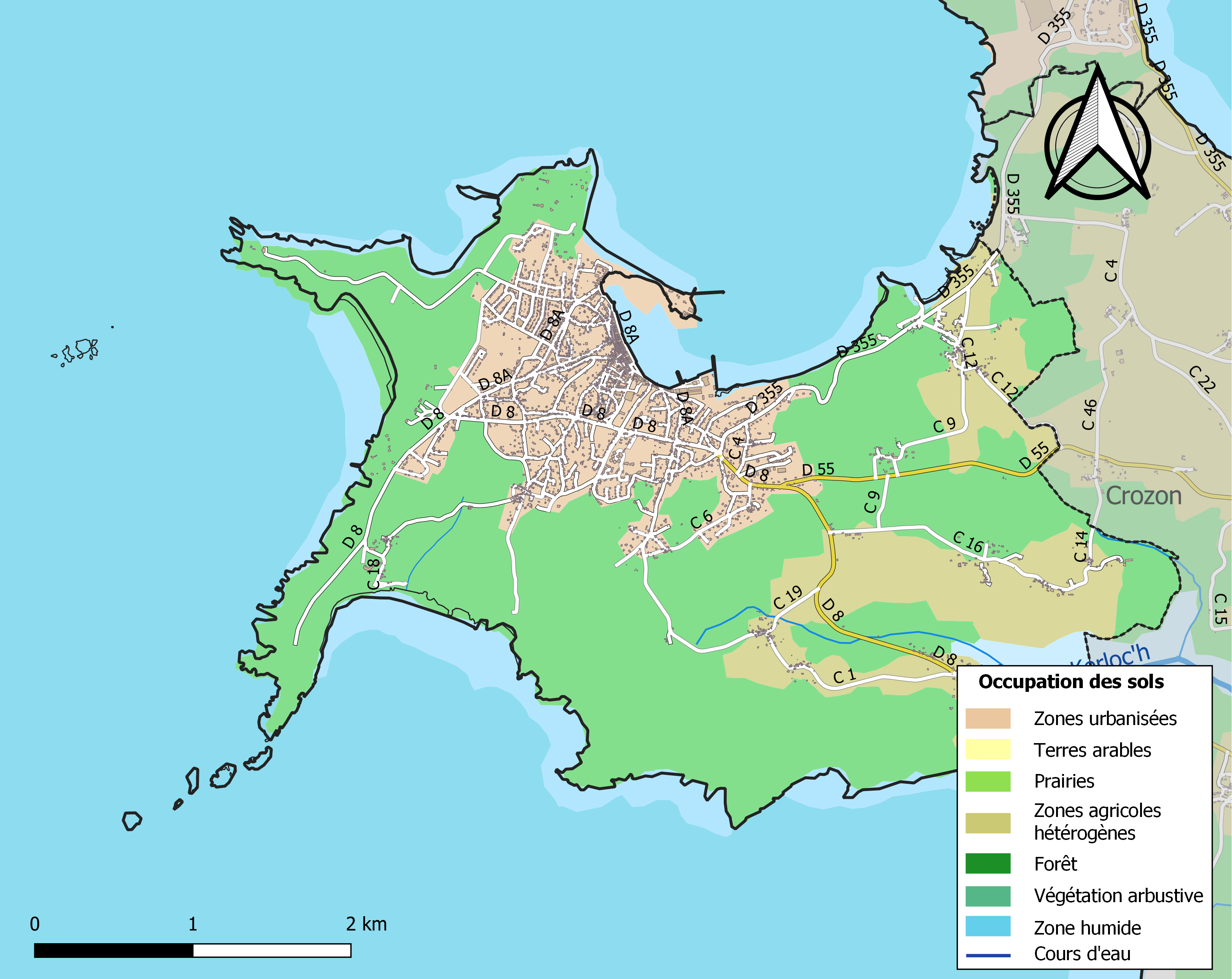
Carte des infrastructures et de l'occupation des sols de la commune en 2018 (CLC).

## Héraldique
|  | Blason de Camaret-sur-Mer. D'azur à une nef équipée, habillée et flammée d'argent, voguant sur une mer de sinople, senestrée d'une tour d'or maçonnée ouverte et ajourée de sable, au chef d'hermine. Devise: Custos oræ Aremoricæ (Gardienne du littoral de l'Armorique). Blason crée en 1878 par Le Menn, mais sans préciser les couleurs. Le bateau fait référence aux activités portuaires, la tour symbolise la tour Vauban construite à partir de 1689 pour protéger Camaret des invasions, et le chef d'hermine rappelle l'appartenance bretonne, colorisé par la Commission départementale d'héraldique. |

## Toponymie
Camaret a été, comme toute la presqu'île de Crozon, témoin des civilisations lointaines. Camaret, du fait de sa situation unique de port naturel accessible du large entre le chenal du four et le raz de Sein a été utilisé depuis fort longtemps. Le sillon aurait pour origine les apports de pierres charriées par l'Aulne qui, à l'époque tertiaire, passait par la dépression de Quélern à Trez-Rouz. Après avoir conflué avec l'Elorn et la Penfeld, elle se jetait dans la Seine au large de l'Iroise. On peut supposer que de ce sillon, Camaret tire son nom. En effet, en breton, Camaret se dit Kameret ou Kamelet, Kamm-eret. Le mot ero signifiant sillon et le mot kamm signifiant courbe. D'où Kamm-eret, signifiant sillonné en courbe
Comme pour preuve, on trouve, dans la géographie du lieu, le port du sillon courbe. À l'appui de cette thèse, le nom de gorrejoù, pluriel de gorred, qui signifie barrage de sable et de galets. Il est possible que l'étymologie ait une origine pré-bretonne, issue de [cambaro / cambo] en gaulois, « courbe », « anse », et du suffixe -etum. Le nom de Camaret ferait ainsi référence à l'anse au fond de laquelle se trouve le bourg.
Deux mille ans environ avant l'ère chrétienne, arrivèrent les Gaulois qui s'installèrent sur tous les territoires. Ils nommèrent Armor cette avancée de la Bretagne entourée des trois côtés par la mer et se baptisèrent hommes du pays dans la mer (Armoricains). Ce port prit le nom de Kamelet. Il faudra attendre la période de règne de Charlemagne pour que soit formé le nom de Camaret.
Afin d'éviter toute confusion, dans les adresses des télégrammes, avec d'autres localités qui portent également le nom de Camaret, le Conseil municipal demande, en 1891, l'autorisation de modifier le nom de la commune, qui s'appellerait désormais Camaret-sur-Mer. Autorisation accordée par décret en février 1892,.
La pointe de ce sillon constituée par un plateau de rochers granitiques, sera choisie à partir de 1692 pour la construction de la tour Vauban.

## Histoire

### Préhistoire
On n'a qu'une vague idée des premiers groupements humains aux environs de Camaret, mais les alignements de Lagatjar prouvent que cette région était habitée il y a des millénaires. Camaret semblait être, environ 2500 ans av. J.-C., un important centre religieux. En 1776, on dénombrait encore quelque 600 menhirs, ce qui rendrait cet alignement aussi important que celui de Carnac dans le Morbihan
.
Les druides y célébraient aussi leur fête annuelle qui consistait à honorer les défunts, et plus particulièrement les péris en mer. Cette cérémonie a été magnifiquement relatée par l'écrivain François-René de Chateaubriand (1768-1848), dans son ouvrage Les Martyrs.
Dans le même temps s'établissait, sur le site portuaire, une population de marins. Ce site offrait à la fois protection et ouverture sur l'océan.
Le large plan d'eau qui forme l'anse de Camaret est protégé, d'un côté par la pointe du Grand Gouin, de l'autre par la grève de Trez-Rouz et les hautes falaises de Quélern (pays des renards) et Roscanvel (le roc dans le vent). C'est ainsi que ce repli naturel creusé par la mer devint le refuge de ces Armoricains, et par là même fut fondé le port de Camaret.

### Antiquité
Lors des invasions romaines, la totalité de l'Armorique dut se soumettre à l'envahisseur. Mais Camaret et l'ensemble de la presqu'île ne semblent pas avoir vécu dans la terreur et la soumission.
Les Gaulois armoricains, marins et paysans à la fois, continuaient leur besogne. La surveillance militaire romaine la plus importante basée à Carhaix, envoyait des garnisons à travers le pays.
L'ancienne voie romaine, devenue le chemin dénommé Hent-Ahès au Moyen Âge « venant de Carhaix passait par Plouguer, Le Pénity en Landeleau, le Respidal en Collorec, 400 m au sud du Cloître, 2 800 m au nord de Pleyben, la chapelle de Lospars en Châteaulin, Dinéault, 2 400 m au sud d'Argol, Crozon et la chaussée de l'anse du Kerloc'h pour parvenir à Camaret ».
Pour Camaret, le camp romain de surveillance était installé à l'emplacement de l'actuel village de Kerloc'h, entre les marais de Crozon et la pointe de Dinan. Puis ce fut la chute de l'Empire romain et les libertés retrouvées. L'Armorique, délimitée géographiquement par l'océan Atlantique et les monts d'Arrée, intègre un nouveau système politique et prend le nom de Cornouaille.

### Moyen Âge
La Cornouaille s'érige en comté avec à sa tête le roi Gradlon. Camaret entre à nouveau dans l'histoire.

#### Camaret et la légende de saint Riok
La religion chrétienne s'implante en Bretagne par la venue des moines. Le jeune seigneur Riok, prince héritier de l'Elorn, se convertit à la foi nouvelle. L'histoire de Camaret est liée à la légende de saint Riok. Au IVe siècle, un authentique saint vécut à Camaret en ermite, retiré dans l'une des nombreuses grottes de la pointe du Toulinguet. Il fut le patron de l'église de Camaret mais son nom ne figura jamais sur la liste des canonisations romaines. Après le Concile de Trente, il dut céder officiellement sa place à un saint reconnu : saint Rémy.
La vie du saint est contée par le moine Albert le Grand dans son ouvrage La Vie des saints de la Bretagne Armorique. Il était le fils d'un roitelet nommé Élorn (roi d'un petit État), celui-là même qui donna son nom au fleuve de Landerneau et dont le château s'élevait sur la rive droite vers Brézal, près de La Roche-Maurice. Le vieux roi Élorn n'était pas commode et, bien que délivré par saint Derrien et saint Néventer d'un dragon qui dévastait son royaume, il refusa de se convertir et finit par chasser son épouse et son jeune fils Riok, lesquels avaient embrassé la foi chrétienne.
À la mort de sa mère, Riok quitte le Léon et vient au bout du monde chercher refuge dans une grotte : « Au rivage de la paroisse de Kamelet, lieu entièrement désert et écarté, ceint de la mer de toutes parts, fors aux basses marées qu'on peut sortir et venir en terre ferme. Il entra dans cette affreuse solitude, environ l'an de salut 352 et y demeura quarante et un ans. » (Albert le Grand)
Le roi Gradlon régnait alors sur le pays et saint Guénolé s'établissait à Landévennec : « Lequel ayant ouïe parler de l'ermite saint Riok, l'alla voir en sa grotte et, l'ayant salué, apprit de luy qu'il y avait quarante et un ans qu'il faisait pénitence en ce lieu, se substentant d'herbes et petits poissons qu'il prenait sur le sable au pied de son rocher ; son origine ; toutes les autres particularités de sa vie. Que quand il montoit sur ce rocher, il estoit vestu d'une simple soutane, laquelle estant usée par longuer de temps, Dieu lui couvrit le corps d'une certaine mousse roussâtre, laquelle le garantissoit de l'injure du temps. Saint Guénolé ayant ouïe le récit de ces merveilles, fut tout étonné et rendit grâce à Dieu et, voyant saint Riok vieil et cassé d'autéritez et macérations, il le pria de venir avec lui en son monastère de Land-Tévennec, à quoy il s'accorda. Saint Guénolé l'ayant dépouillé de ceste mousse, luy donna l'habit de son ordre ; et, chose bien remarquable, que sa peau fut trouvée aussi blanche et aussi nette que si elle eust toujours estée couverte de fin linge et de soye ».
« Il vécut quelques années en ce monastère religieux. Depuis sa mort, Dieu a fait tant de miracles à son tombeau que saint Budoc, troisième archevêque de Dol, métropolitain de la Bretagne Armorique en ayant deuëment informé, le déclara saint, environ l'an 633. » (Albert le Grand)
Sur la face nord du Toulinguet, existe une grotte appelée l'Ermitage, difficilement accessible. Serait-elle celle de saint Riok ?

#### Les moulins de Camaret
Une des principales activités de Camaret à cette époque était la meunerie. Il existait différentes sortes de moulins : les moulins à vent et les moulins à eau. Les premiers étaient bien exposés au vent, donc en hauteur. Les seconds étaient à proximité d'un cours d'eau et proches d'une écluse. À partir du XIe siècle, les moulins à blé, à tan (écorces du chêne et du châtaignier réduites en poudre pour préparer les cuirs) et à fouler se multiplièrent.
Au XIIe siècle apparaissent deux types de moulins : les moulins à eau et les moulins à marée. Ils étaient souvent associés à une pêcherie. Les seigneurs riverains avaient toute autorité sur ces industries et les développèrent. Le vicomte du Léon en possédait une à Pen-Hir (Camaret). Du fait de la position géographique des villes et des gros bourgs finistériens, l'importance des échanges maritimes ne fait pas de doute.
Camaret se développe à la fois comme port de pêche et de commerce, mais aussi, en cette fin de Moyen Âge, sert de port d'escale pour des caboteurs du littoral français et pour les long-courriers qui montent de l'Espagne et du Portugal.

#### Les invasions anglaises
Durant la guerre de Cent Ans qui mit aux prises l'Angleterre et la France aux XIIIe et XIVe siècles, une escadre anglaise vint chercher au port de Camaret, à la faveur d'une trêve, la duchesse Jeanne de Navarre, veuve du duc de Bretagne, Jean IV de Montfort. Le 13 janvier 1403, elle embarqua pour l'Angleterre afin d'épouser le roi Henry IV de Lancastre, et devint ainsi souveraine du Royaume-Uni. Les Bretons et la cour de France virent là une trahison. Lors de cet événement, la Marine britannique avait pu constater que ce port finistérien, du fait de sa position géographique, constituait un point stratégique et commandait l'entrée de Brest. En 1404, une flotte anglaise tenta l'assaut face à Camaret, sur la plage de Trez-Rouz. Les Camarétois, avec à leur tête Olivier de Clisson, second connétable de France, et plus de 700 soldats, engagèrent le combat. L'ennemi allait l'emporter lorsque le jeune duc de Bretagne, Jean V, alors âgé de 15 ans, apparut accompagné de 2 500 soldats. Les Anglais étaient repoussés à la mer et Camaret ainsi que la Bretagne étaient sauvés.
En 1434, un nouveau débarquement fut tenté par la flotte britannique. Le troisième connétable de France, le comte de Richemont (fils de Jean IV de Montfort et de Jeanne de Navarre) — qui deviendra plus tard le duc Arthur III de Bretagne — combattit l'assaillant avec son armée de chevaliers, soutenue par les Camarétois. Une fois de plus, la Bretagne fut sauvée grâce à Camaret.
Ce port à l'extrême bout de la terre, projeté dans l'océan, véritable gardien des côtes et du goulet de Brest, prit tout au long des siècles une place prépondérante dans le commerce maritime.
Le port de Camaret est une excellente escale et les nombreux navires de commerces qui y mouillent, suscitant la convoitise des pirates. Ainsi les Camarétois font appel en 1469 au pape Paul II qui, avec une bulle pontificale en 1470, excommunie tout agresseur.

### LesXVIIesiècleetXVIIIesiècle

#### Une attaque de Guy Eder de La Fontenelle (1597)
En 1597, une escadre forte de sept navires de guerre commandés par le capitaine Orange, mais appartenant à Guy Eder de La Fontenelle se présente au havre de Camaret, probablement dans l'intention d'attaquer ensuite Brest ou Ouessant. Sourdéac dépêche à leur rencontre cinq forts navires de guerre qui se postent à l'entrée du goulet. « Le feu fut, dit-on, si terrible que les vaisseaux de La Fontenelle furent obligés de gagner le large ». L'un d'entre eux, La Marie, commandée par le capitaine La Roche aux Ramiers, alla s'échouer sur les côtes du Léon où il se perdit corps et biens ; les autres navires furent obligés de s'enfuir et de regagner l'Île Tristan.

#### Les fortifications de Vauban et la bataille de Trez-Rouz (18 juin 1694)

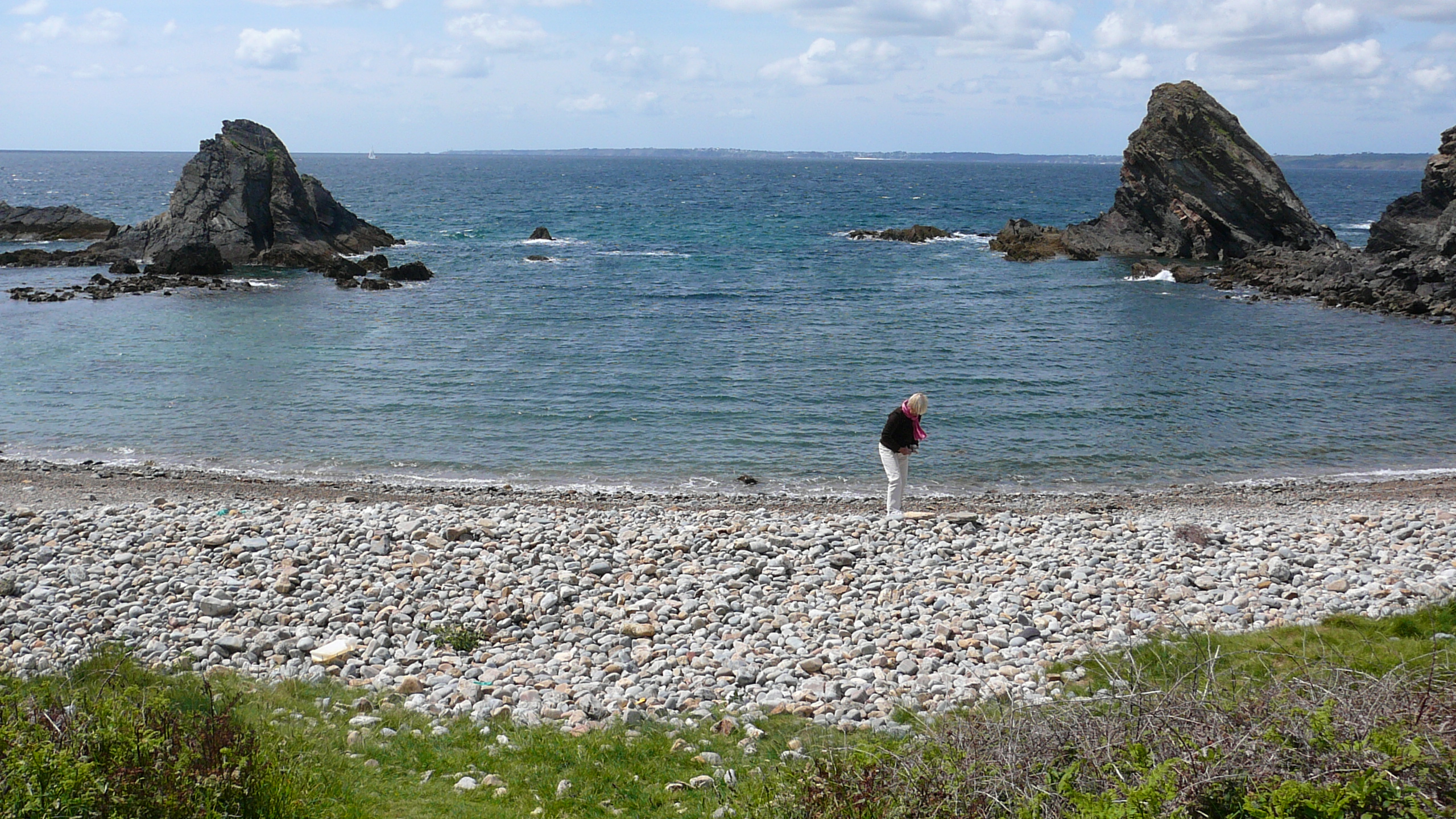
La grève de Trez-Rouz.

En pleine guerre de la Ligue d'Augsbourg, Vauban, commissaire général des fortifications, se voit confier le commandement des défenses du goulet de Brest. Il s'appuie notamment sur Camaret et sa « tour dorée », puissant fortin innovant pour l'époque. Vauban s'est occupé d'aménager la défense de l'anse de Camaret qui commande l'entrée du goulet de Brest, en faisant aménager selon ses plans, outre la Tour Vauban sur le "Sillon" de Camaret, des batteries dans le voisinage au Grand Gouin, à la Pointe Sainte-Barbe (rebaptisée "Mort anglaise" par la suite), à la Pointe du Toulinguet, à Kerbonn et tout le long de la presqu'île de Roscanvel (Fraternité, Capucins, Cornouaille, Pointe des Espagnols).
Grâce au commandement combiné de la marine, des troupes terrestre et des fortins, il repousse efficacement la tentative de débarquement anglais et hollandais lors de la bataille de Trez-Rouz. Depuis cette date, les falaises à l'est du "Sillon" sont appelées "La mort anglaise" et les dunes avoisinantes furent transformées en cimetière pour y enterrer les marins anglais et hollandais morts.
Depuis cette démonstration (qui fut la seule occasion pour Vauban de commander directement des opérations militaires), on nota la supériorité du feu des batteries situées à terre contre celles, forcément instables, des navires. Les Anglais, pragmatiques, s'inspirèrent de ce système pour fortifier leurs côtes.

#### L'épidémie de typhus de 1758
En 1758, la "maladie de Brest" (le typhus) « causa des ravages effrayants dans les paroisses de Crozon, Argol, Roscanvel et Camaret ; l'intendant est forcé de rappeler que les chirurgiens qu'il y avait envoyés, car personne ne les écoute. (...) Ils [les malades] ne veulent prendre d'autres remèdes que ceux que leurs recteurs leur distribuent, et pourvu qu'ils aient avec cela du vin, ils sont contents ».

### La Révolution française
Joseph Meilar et Joseph Mazet sont les deux délégués représentant les 150 feux de Camaret lors de l'élection des députés du tiers état de la sénéchaussée de Quimper aux États généraux de 1789.
Dans le cahier de doléances de Camaret, les pêcheurs locaux se plaignent du prix excessif de la rogue importée du Danemark : « Les riches négociants qui accaparent les cargaisons danoises arrivant dans nos ports n'ont d'autres bornes que leur cupidité. Ils attirent par là à eux tout le produit de la pêche et ne laissent aux pêcheurs que la peine du travail qui les réduit à la plus extrême misère ».

### LeXIXesiècle

#### Premier essai sous-marin

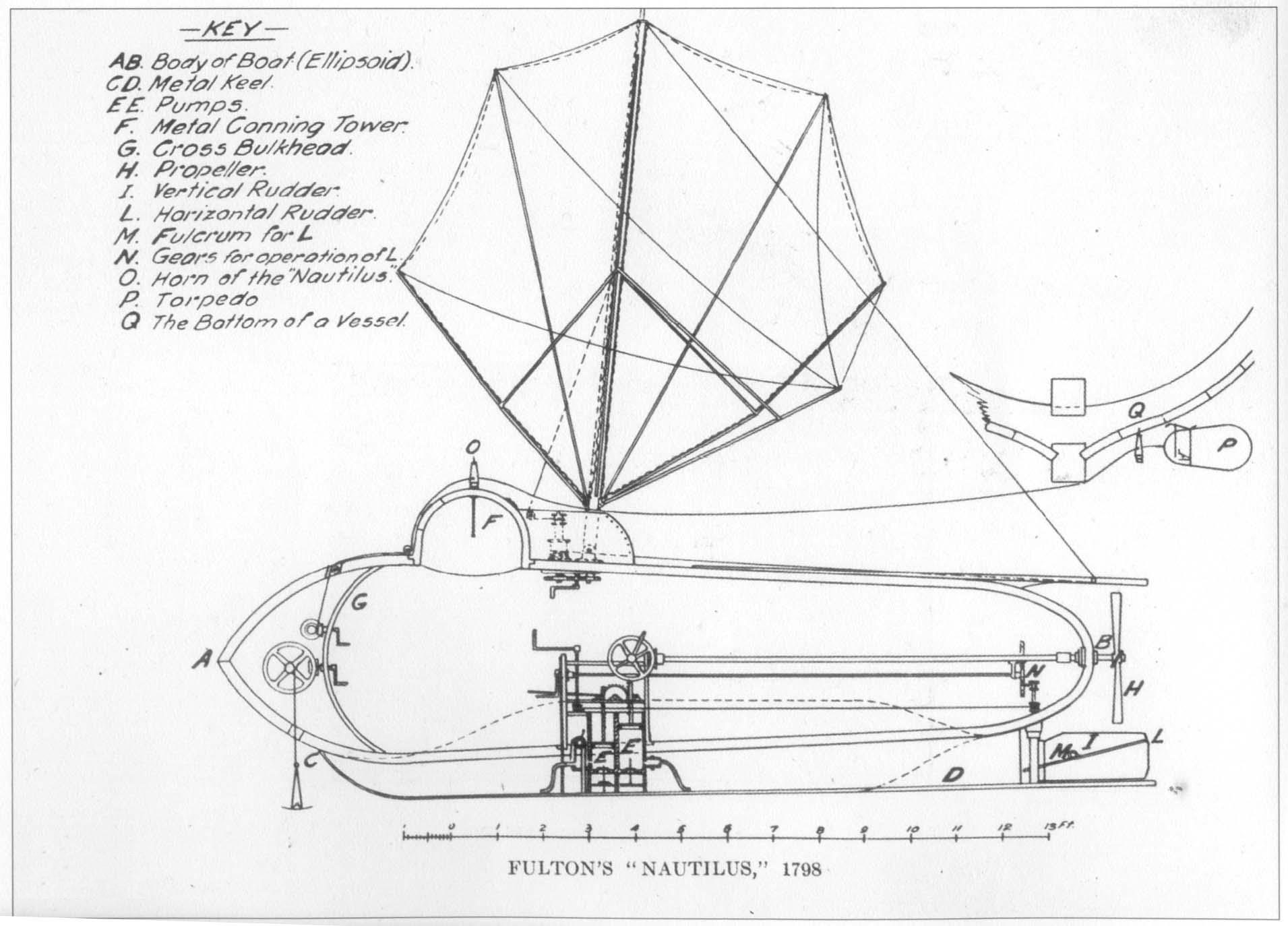
Le Nautilus de Robert Fulton (gravure du XIXe siècle).

Au mois d'août 1801, l'ingénieur américain Robert Fulton faisait des essais avec son sous-marin à hélice, le Nautilus, dans la baie de Camaret, afin de convaincre Napoléon Bonaparte de l'avenir de la navigation sous-marine. Le Nautilus essaya de placer une mine sur un navire anglais, alors dans la rade de Camaret. L'essai aurait peut-être été concluant, si la frégate n'eût par hasard appareillé au moment où le sous-marin s'approchait lentement du navire.

#### Les aménagements portuaires duXIXesiècle
Déjà fortifiée par Vauban, la Pointe du Toulinguet est puissamment aménagée en 1812 pour protéger l'anse de Penhat. En 1893, le site est protégé d'une éventuelle attaque à revers par un mur d'enceinte.
En 1815, un mur de défense est construit sur le flanc nord du « Sillon ». En 1842, la municipalité fait construire un quai (l'actuel quai Toudouze) en bordure de ce qu'on appelait encore l'étang de Prat ar Pont et en 1846, un môle perpendiculaire au Sillon sur la pointe de Rocamadour.
Un corps de garde est aménagé en 1859 au Petit Gouin ; abandonné un temps, il est réaménagé en 1896.

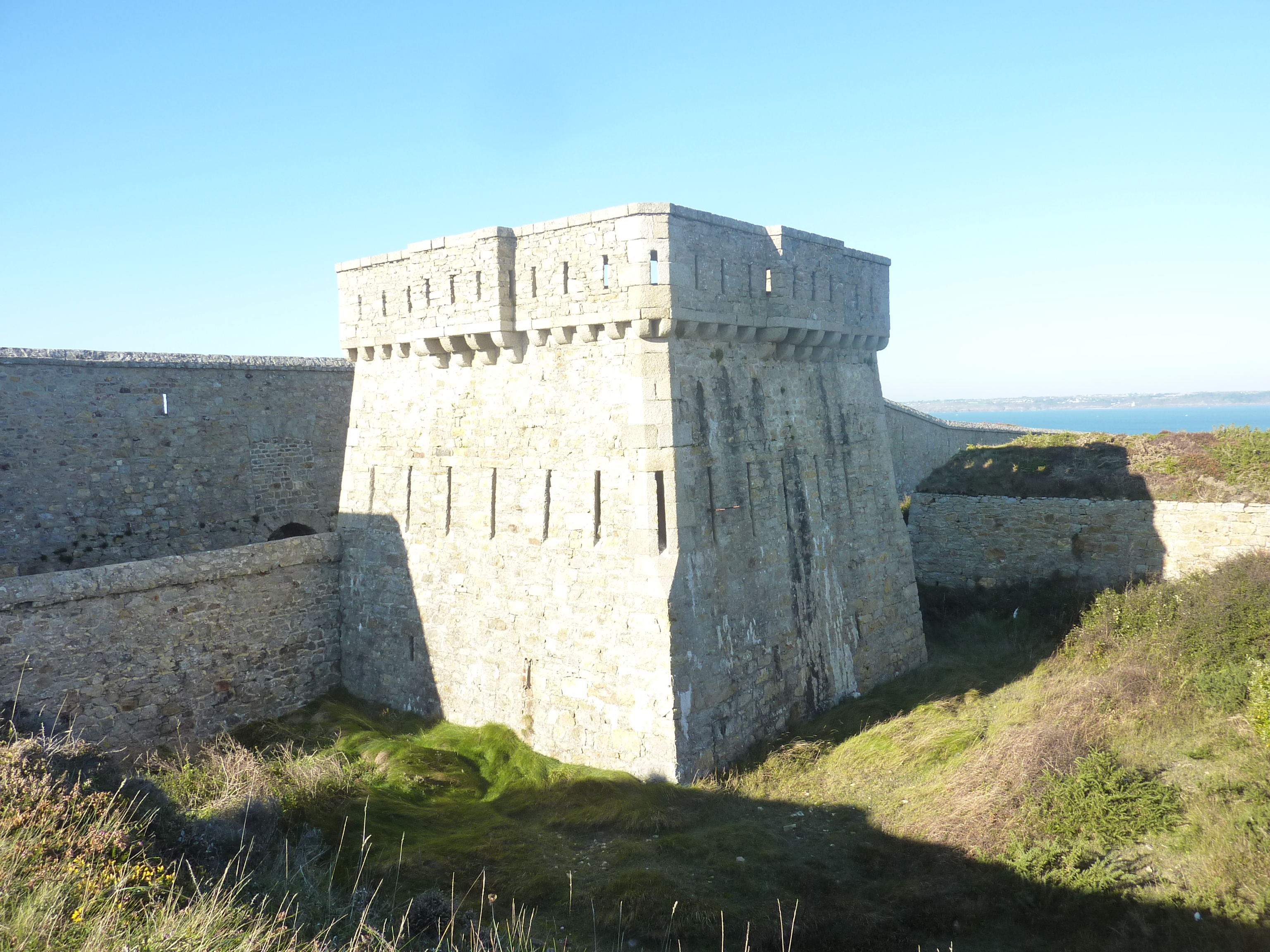
La tour de défense du Toulinguet (1812).
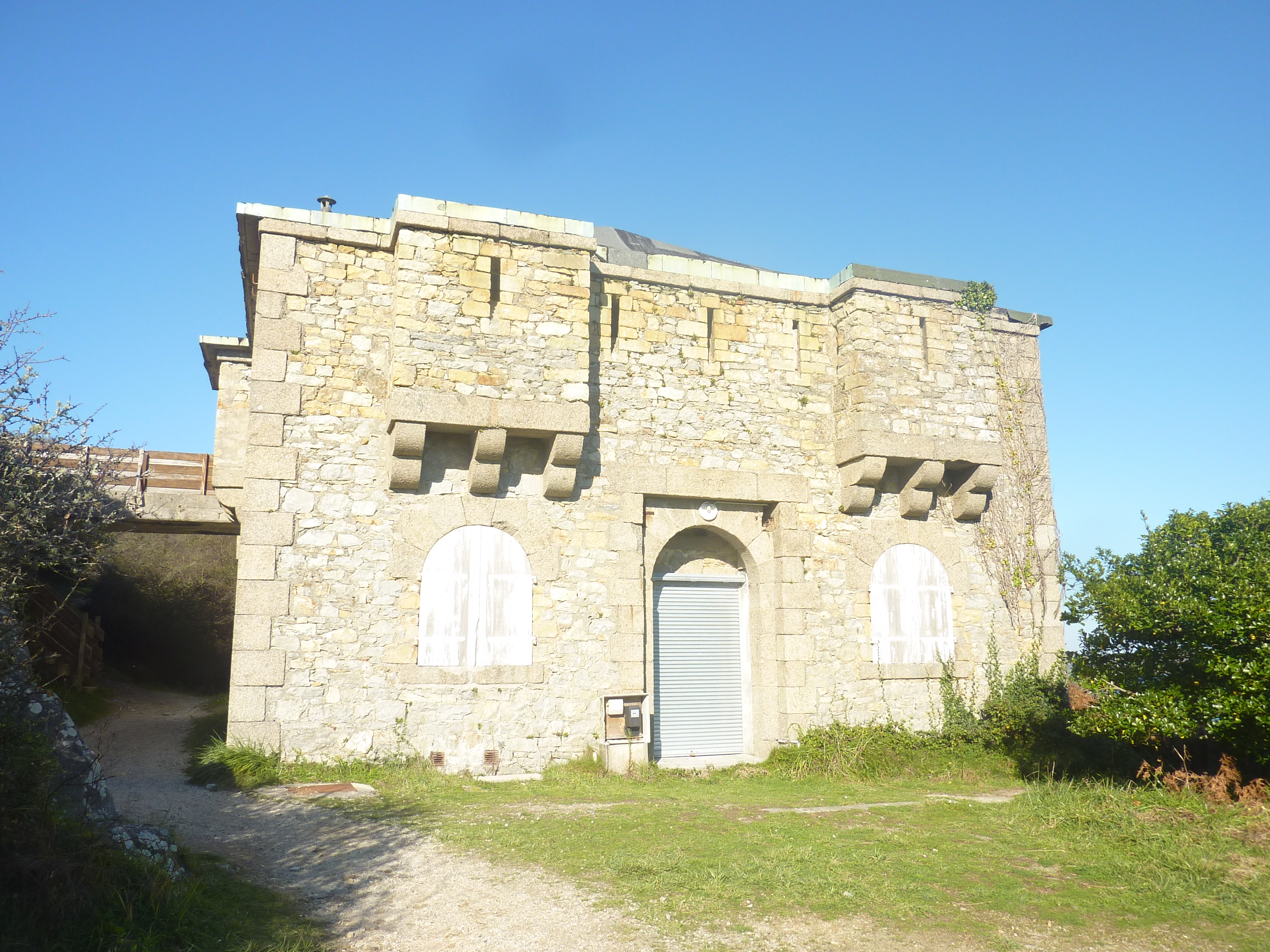
Le corps de garde du Petit Gouin (1859).
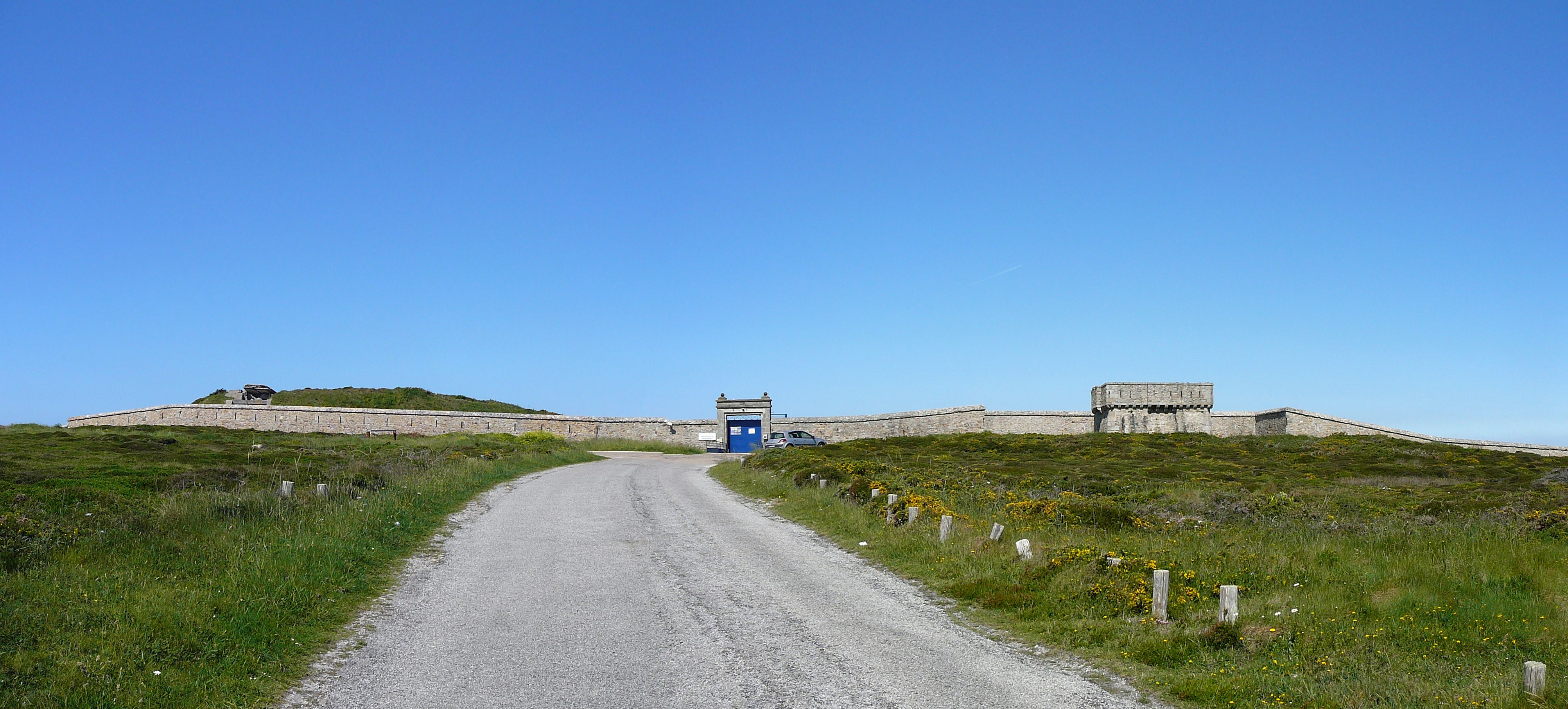
Le mur d'enceinte de la forteresse du Toulinguet (1893).

##### Les épidémies de choléra
Camaret fut atteint fin septembre 1834 par une épidémie de choléra, probablement venue de Brest et qui dura un mois faisant « 107 morts dans une population qui ne devait pas dépasser alors 1 200 habitants ». Une autre épidémie en 1849-1850 fit trois morts à Camaret ; d'autres épidémies survinrent en 1854 et 1866.

##### Un port de pêche sardinier

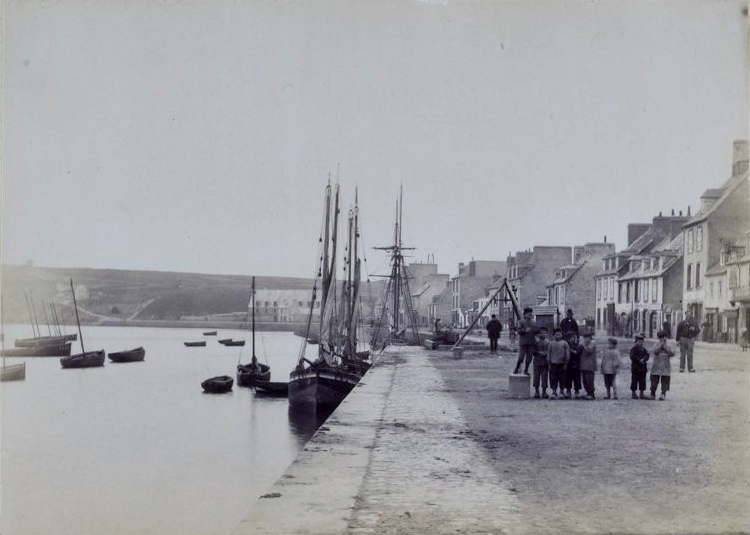
Camaret en 1885 (photographie d'Armand Peugeot)

Camaret était, tout comme Douarnenez, Concarneau et les autres ports de pêche du littoral atlantique, du XVIIe siècle au XIXe siècle un port sardinier. En 1850, le port compte 94 chaloupes sardinières; chaque chaloupe étant armée par un équipage de 4 à 5 marins, pour partie des paysans qui trouvaient dans ce travail saisonnier un revenu complémentaire. La pêche à la sardine était au cœur de la vie économique de la commune de Camaret jusqu'à la grande crise sardinière de 1903-1904.
Le port de Camaret situé à l'avant du Goulet de Brest, était aussi un port de relâche et un abri pour les pêcheurs de Douarnenez ou les bateaux de commerce.
Avant 1840, les maisons étaient directement bâties sur le front de mer dans le quartier du Notic. Mais à cette époque, le port était devenu trop petit et, afin de permettre de charger et décharger plus aisément, il fallut l'agrandir et construire un quai. Ce quai, avec un mur droit et quatre cales obliques, porte, depuis 1902, le nom de quai Gustave-Toudouze, en hommage au romancier, qui sut si bien décrire le pays.
En 1870, la société Béziers crée une conserverie à l'entrée du port ; en 1879, six conserveries sont en activité (la dernière a fermé en 1955), des chantiers navals se créent (Leroux, Le Goff, Marchand, Dorso, Le Hir), favorisés par l'afflux des commandes de nouveaux bateaux.

#### Description du port à la fin duXIXesiècle

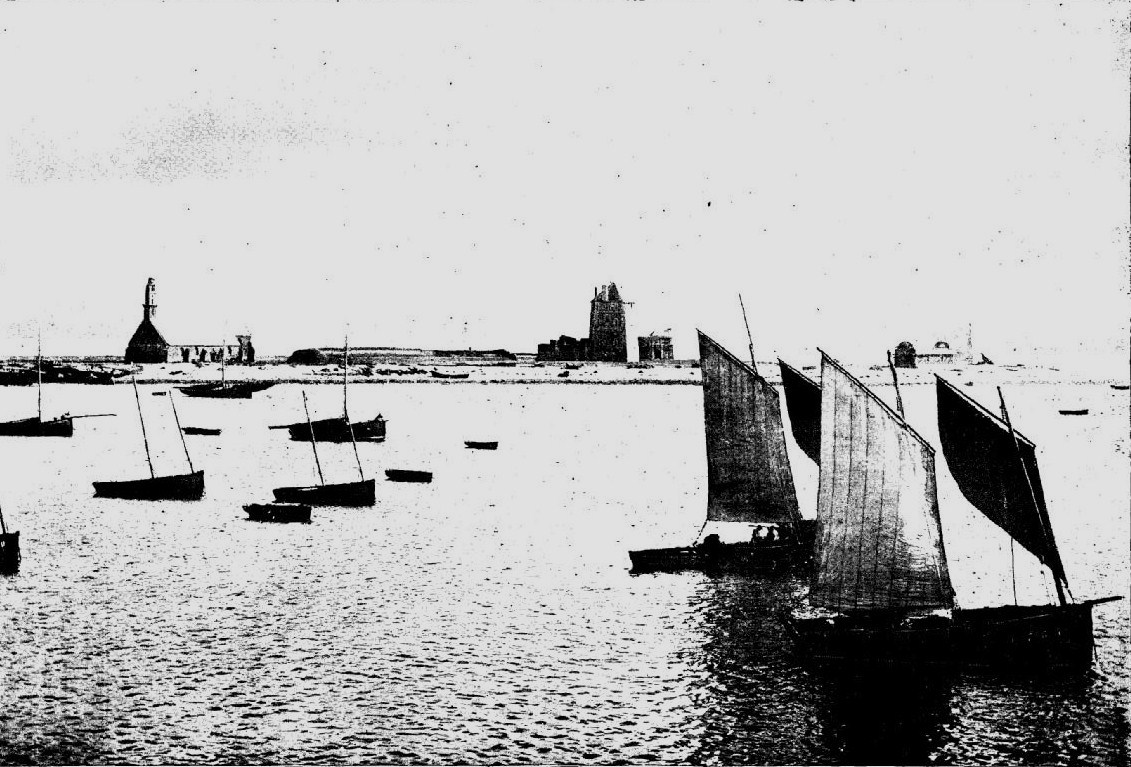
Le port de Camaret en 1903.

Valentine Vattier d'Ambroyse décrit ainsi le port de Camaret en 1892 : « Le port intérieur est protégé par un sillon de galets et une jetée que termine une batterie circulaire, avec une tour en briques. La baie sablonneuse est battue en plein par le vent de nord-ouest. Trop souvent les sautes, c'est-à-dire les changements de brise s'y font sentir avec brusquerie (…) et les ancres, tenant mal, sont arrachées violemment. Chaque année voit plusieurs sinistres ».
La même auteur rapporte que « les équipages venant de Bordeaux trouveraient, paraît-il, toute facilité pour vendre dans le bourg le vin soutiré au chargement et remplacé, avec un soin religieux, par une égale quantité d'eau. »
Camaret était aussi les siècles passés un port de relâche où de nombreux bateaux faisaient escale entre le passage du Raz de Sein et celui du Fromveur

### LeXXesiècle
En réponse à une enquête épiscopale organisée en 1902 par François Dubillard, évêque de Quimper et de Léon en raison de la politique alors menée par le gouvernement d'Émile Combes contre l'utilisation du breton par les membres du clergé, le recteur de Camaret écrit : « Je ne crois pas qu'il y ait actuellement à Camaret plus de 40, ou au maximum, 50 grandes personnes, incapables d'entendre suffisamment une instruction [religieuse] française » ; ceci est confirmé par un rapport du préfet du Finistère daté de décembre 1902 qui écrit que « le français est presque seul employé à Camaret, dont la population oublie assez rapidement le breton ».
La trève de Saint-Julien (700 habitants), qui dépendait de Crozon, fut rattachée à Camaret en 1909 à la suite d'un référendum qui donna 72 voix pour l'union à Camaret et 71 voix pour le statu-quo.

#### La colonie littéraire et artistique à Camaret pendant laBelle Époque

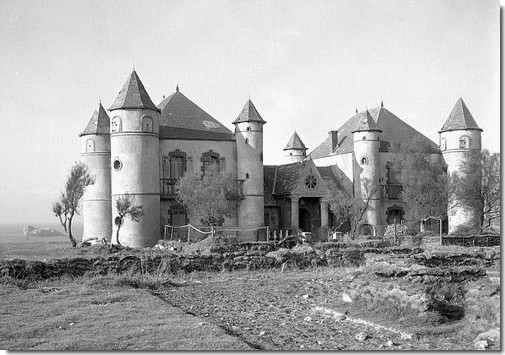
Le manoir du Boultous vers 1905 (carte postale).

À partir de la décennie 1880, Camaret devient progressivement un lieu de villégiature prisé par un certain nombre d'intellectuels et d'artistes parisiens pendant la saison estivale, la plupart fréquentant les deux hôtels du port, l'hôtel de la Marine, tenu par Nathalie Dorso, et l'hôtel de France. Eugène Boudin fut le premier d'entre eux, bientôt suivi de Charles Cottet, Gustave Toudouze, André Antoine (fondateur du Théâtre Antoine, puis directeur du Théâtre de l'Odéon, qui séjourna un temps dans la Tour Vauban), Maxime Maufra, Henri Rivière, Laurent Tailhade (à partir de 1901), Saint-Pol-Roux, etc. Certains finirent même par construire une maison face à la plage de Pen-Had comme Saint-Pol-Roux (le manoir du Boultous, renommé par la suite manoir de Cœcilian) et André Antoine.

Tableaux d'Eugène Boudin
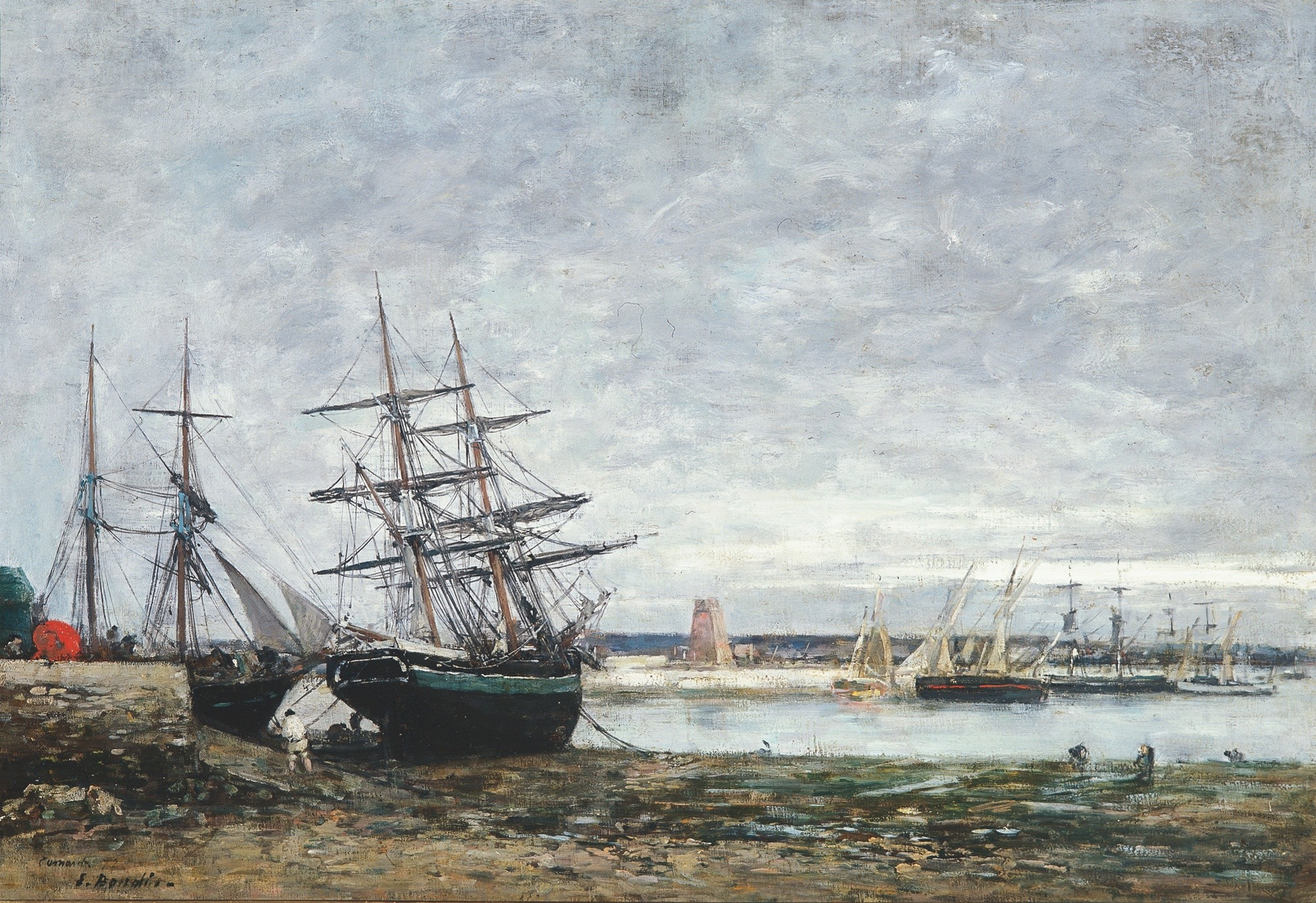
Camaret, marée basse dans la rade, (1871-1873) Musée national des Beaux-Arts (Argentine)
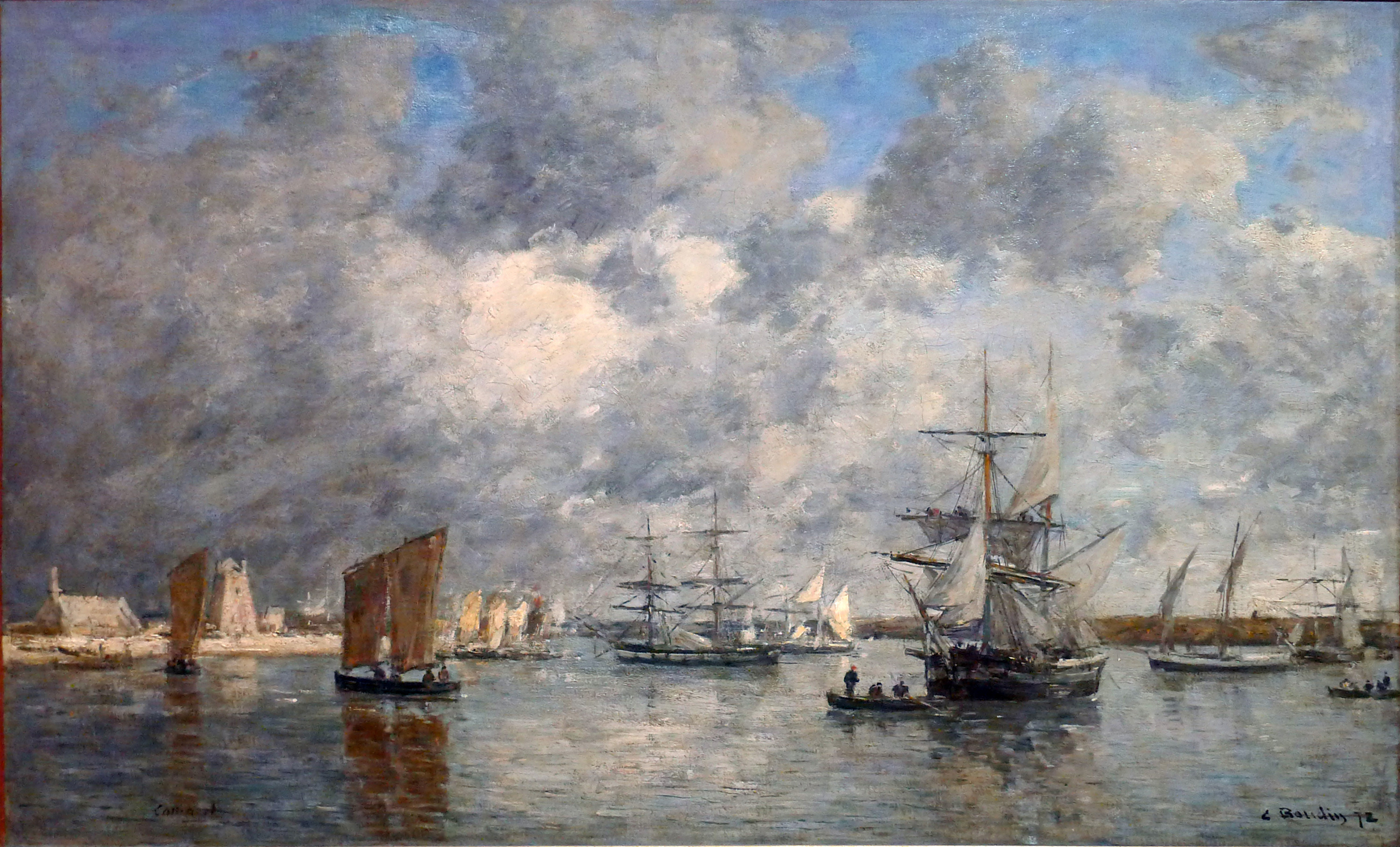
Le Port de Camaret, (1872) Musée des Beaux-Arts d'Angers
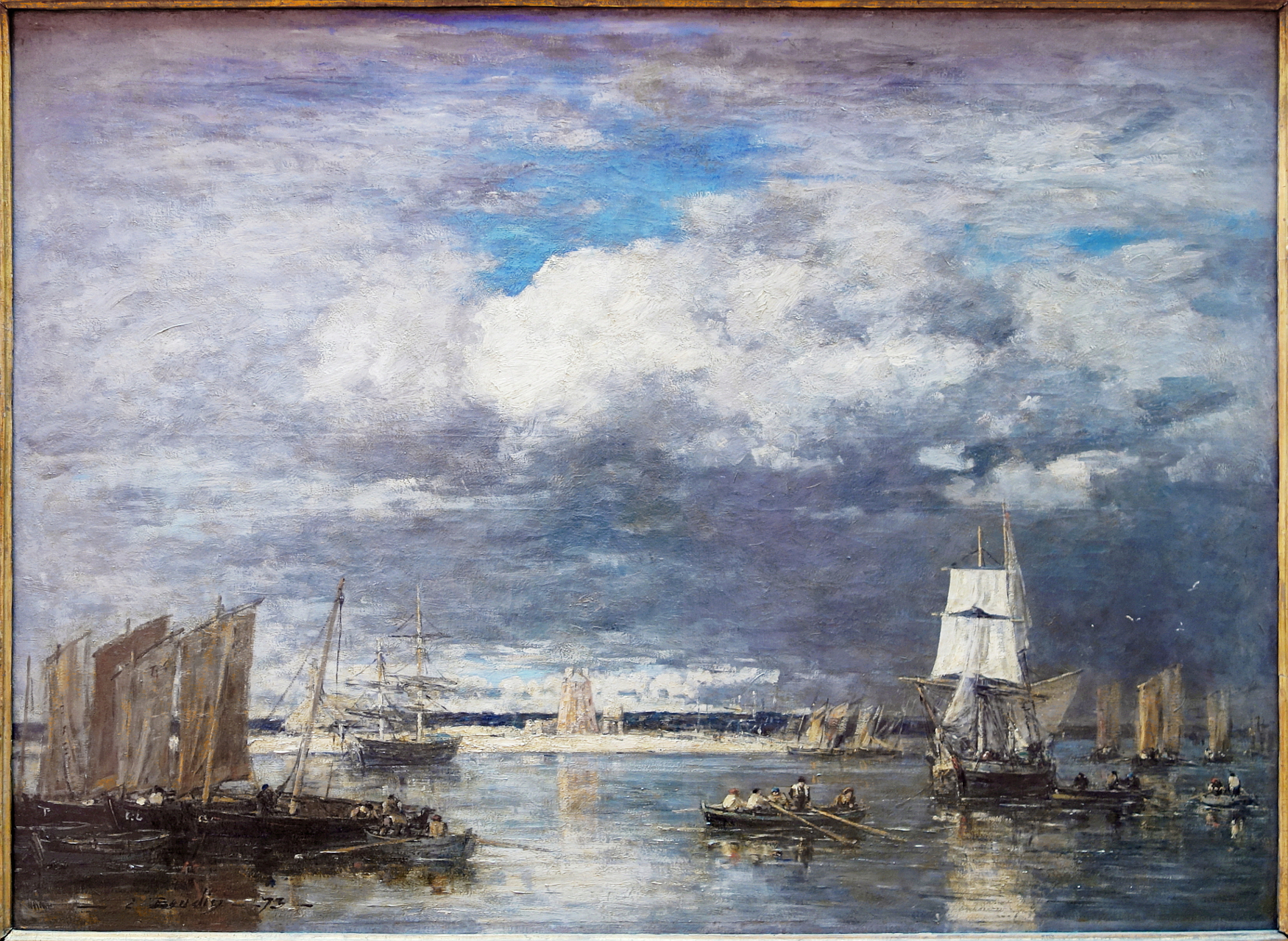
Le Port de Camaret par ciel d'orage, (1873) Palais des Beaux-Arts de Lille
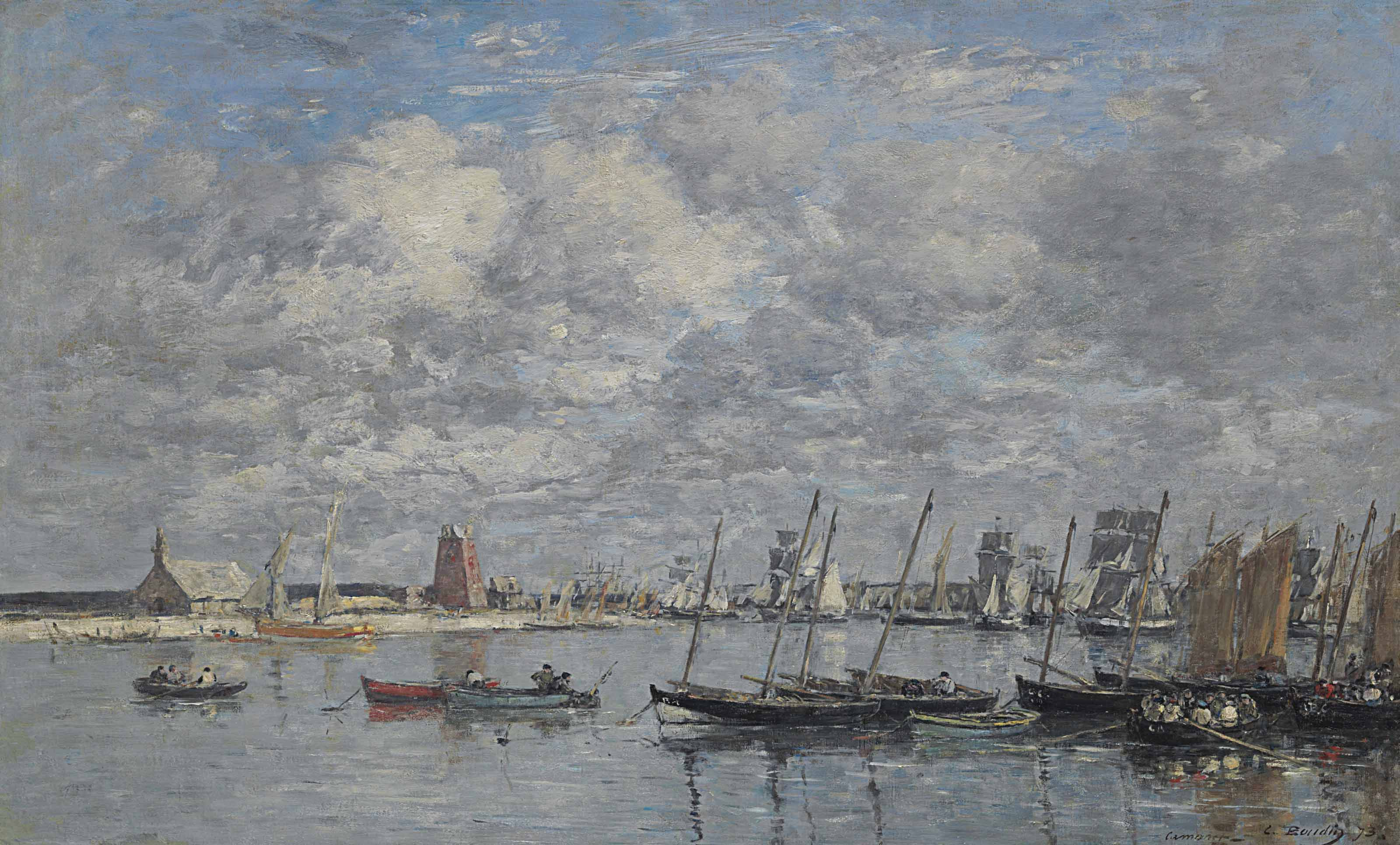
Camaret, le port, (1873) Collection privée, Vente 2018
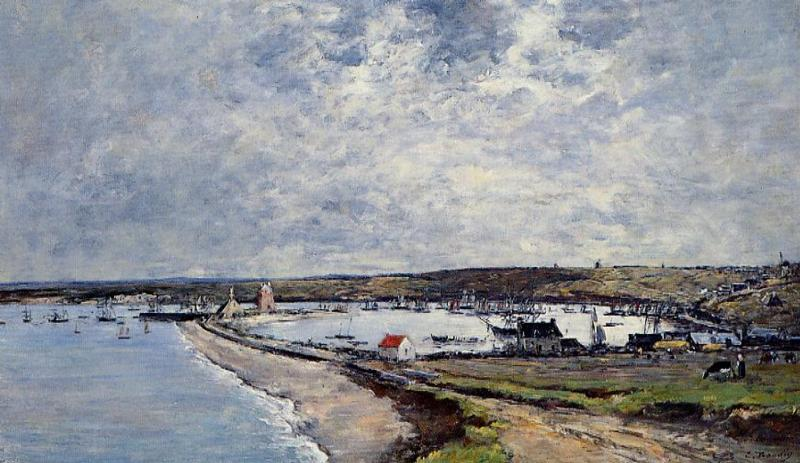
Camaret, vue generale Collection privée, Vente (2017)

À l'instigation de Saint-Pol-Roux, certains de ces intellectuels se mobilisent pour sauver de la destruction la chapelle Notre-Dame de Rocamadour, victime d'un incendie en février 1910 et grâce à une souscription lancée dans des journaux parisiens et surtout à la ténacité et à l'argent de Saint-Pol-Roux à en permettre la restauration.
Certains membres de cette colonie font aussi parfois scandale ; ce fut en particulier le cas de Laurent Tailhade : d'opinion libertaire, voire anarchiste, de mœurs libres (il fait scandale en partageant sa chambre à l'Hôtel de France à la fois avec sa femme et un ami peintre), il était volontiers provocateur, écrivant des articles incendiaires dans différents journaux, entre autres L'Action, souvent très durs à l'encontre des Bretons dont il critique à la fois l'ivrognerie et la soumission à la religion (même s'il aimait les paysages bretons, se promenant beaucoup à pied dans la presqu'île de Crozon).
Le scandale du 15 août 1903 est resté longtemps célèbre à Camaret : le 15 août est traditionnellement le jour de la Fête de la bénédiction de la mer et des bateaux : après la messe, la procession part de la chapelle Notre-Dame-de-Rocamadour, suit le "Sillon" et longe les quais du port avant de faire demi-tour et de retour à la chapelle, est suivie des vêpres ; des couronnes de fleurs sont jetées à la mer et les bateaux sont bénis par le curé de la paroisse tout au long du parcours de la procession. Lorsque celle-ci se trouve à hauteur de l'hôtel de France, Laurent Tailhade, dans un geste de provocation, pose un vase de nuit sur le rebord de la fenêtre de sa chambre, située au premier étage. Le 28 août 1903, 1 800 Camarétois font le siège de l'hôtel de France, menaçant d'enfoncer la porte d'entrée, criant « À mort Tailhade ! À mort l'anarchie ! », et menacent de jeter Tailhade dans la vase du port. L'intervention des gendarmes de Châteaulin dans la nuit suivante suffit à peine à calmer les manifestants et le 29 août l'écrivain est contraint de quitter Camaret, "bénéficiant" de plus d'une véritable « conduite de Grenoble » de la part des manifestants qui l'accompagnent jusqu'à la limite de la commune. Il se réfugie à Morgat et se venge, notamment en publiant dans la revue satirique L'Assiette au beurre du 3 octobre 1903 un pamphlet intitulé "Le peuple noir" où il critique violemment les Bretons et leurs prêtres. Un procès lui est par ailleurs intenté par le recteur (curé) de Camaret devant la cour d'assises de Quimper. La chanson paillarde Les Filles de Camaret a d'ailleurs probablement aussi été écrite anonymement par Laurent Tailhade pour se venger des Camarétois. Le nom tailhade est devenu pendant une bonne partie du XXe siècle dans le parler local un nom commun synonyme de "personnage grossier, mal élevé", même si ce mot est désormais tombé en désuétude.

#### La Première Guerre mondiale
À la fin de l'année 1916, afin de lutter contre les sous-marins allemands, une base d'hydravions est installée à Camaret à proximité de la cale du canot de sauvetage ; placée sous les ordres du lieutenant de vaisseau Poyer, elle entre en service le 5 janvier 1917, les premiers hydravions venant de La Pallice, elle dépend du Centre aéronautique de Brest, qui regroupe aussi une base de dirigeables située à Guipavas et une base de ballons captifs située à Brest-Laninon. Cette base d'hydravions fut très active, ses 32 hydravions s'illustrant dans 21 combats contre des sous-marins allemands.
Le 8 août 1918, le cargo britannique Swansea Vale coule au large de Camaret, l'origine du naufrage reste sujet à caution.
Le monument aux morts de Camaret porte les noms de 106 soldats morts pour la France pendant la Première Guerre mondiale, dont de nombreux "péris en mer", la plupart des Camérétois servant dans la Marine nationale

#### Le raz-de-marée du 9 janvier 1924
Le 9 janvier 1924, un véritable raz-de-marée frappe le littoral sud-ouest de la Bretagne, provoquant des dégâts importants, entre autres à Camaret :

« Le port de Camaret a beaucoup souffert du raz-de-marée. Les nombreux constructeurs du port, MM. Kerandren, Morvan fils, Le Bris, Benec et Hugot, ont de lourdes pertes à déplorer. On évalue les dégâts en barques de pêche, tant en langoustiers qu'en sardiniers, à plus d'un million. Les pêcheurs eux-mêmes sont victimes d'un véritable désastre. Avec leurs embarcations, ils perdent leur gagne-pain et l'on conçoit que la courageuse population de Camaret soit dans la consternation. »

#### La voie ferrée Châteaulin-Camaret
La Ligne de Carhaix à Camaret-sur-Mer, concédée à la Compagnie des chemins de fer de l'Ouest, mais exploitée par la Société générale des chemins de fer économiques permit le désenclavement de Camaret et favorisa son essor ; le tronçon Crozon-Camaret de cette ligne ferroviaire du réseau breton à voie étroite ouvre le 14 juin 1925, prolongeant le tronçon Châteaulin-Crozon lui-même mis en service le 12 août 1923. L'ensemble de la ligne de Carhaix à Camaret est fermée le 10 avril 1967 à tout trafic. La ligne est déclassée en totalité par décret le 9 août 1969.

#### La pêche à Camaret auXXesiècle
Le port de Camaret était réputé pour la pêche à la langouste, aujourd'hui elle a définitivement cessée : le nombre des inscrits maritimes était supérieur à 1500 vers 1900, il n'est plus que de six en 2010. Le site devient de plus en plus un port de plaisance. Le port de pêche est géré par la Chambre de commerce et d'industrie de Brest.
De tout temps, la pêche à la sardine fut pratiquée à Camaret. En 1870, la première usine de conserves est implantée, quatre usines existent vers 1900. Les sardines remontaient chaque année en fin d'hiver, du golfe de Gascogne aux côtes bretonnes. Les marins allaient pêcher le petit poisson bleu et les femmes travaillaient dans les conserveries.
En février 1903, grâce à un don de Marie-Louise Lemonnier et à l'aide financière d'autres personnalités locales, à l'initiative d'André Potigny, commissaire à l'Inscription maritime, ouvre, en bordure du plateau du Lannic, une grande maison, l'Abri du marin de Camaret. Elle a été vendu en 1961.
En 1905, se déclenche la crise sardinière, le poisson ne remonte plus vers le nord et la misère s'installe. Les marins se reconvertissent alors dans la pêche à la langouste. La vocation langoustière de Camaret a son origine en 1902, année où Pierre le Douguet, patron de L'aventurier, se hasarda, avec son équipage, sur un bateau non ponté à aller pêcher la langouste dans les parages des îles Sorlingues, et en revint avec les cales pleines ( le bateau ayant tardé à revenir, on avait cru les marins morts et leurs femmes avaient pris le deuil). Les anciens bateaux sont remplacés par un nouveau type, le dundee d'Espagne. Les Camarétois entrent dans la grande épopée de la langouste. Ils partent pêcher en Espagne, au Portugal, en Irlande, au Maroc et en Mauritanie.
La pêche aux crustacés est ancienne à Camaret. Les pêcheurs de la région ont tiré parti d'une situation géographique favorable, à mi-chemin entre les zones de pêche des îles de Sein et Ouessant. En 1898, on découvre le plateau de Rochebonne, au large de la Vendée. Les marins camarétois se lancent dans l'aventure en créant un nouveau type de bateau capable d'affronter les mers plus difficiles. Ce sera la naissance des sloops pontés, construits notamment dans les chantiers Kéraudren.

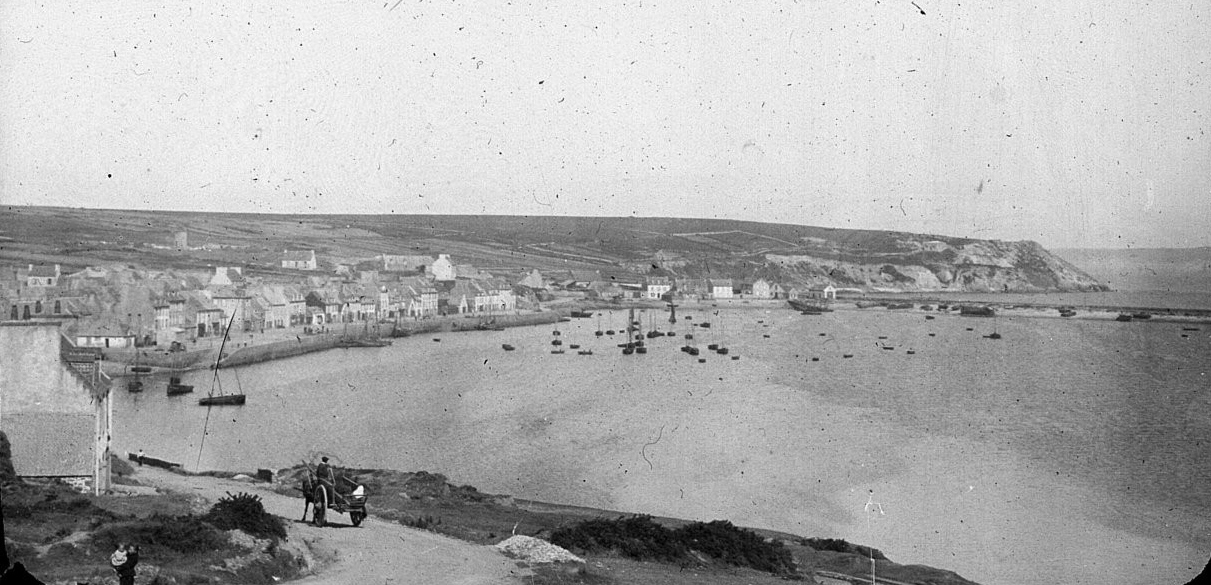
Camaret vers 1910 (photographie d'Henri Duval)
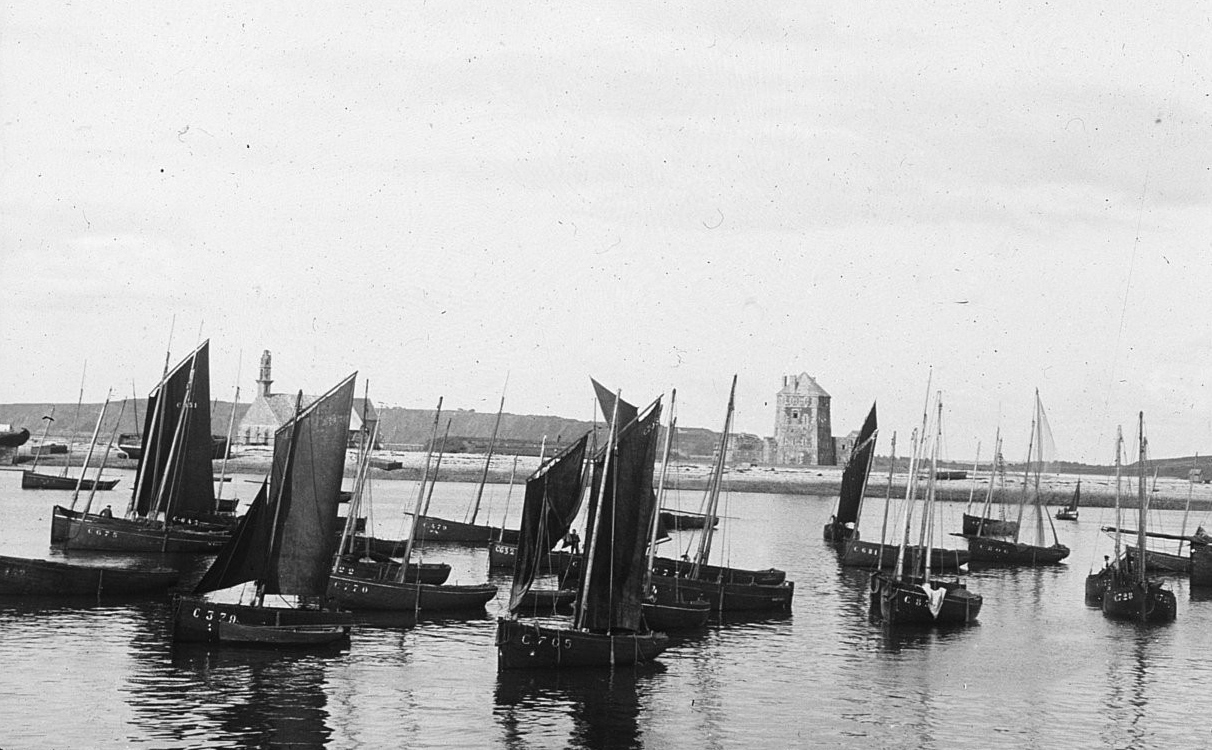
Bateaux de pêche à Camaret vers 1910 (photographie d'Henri Duval)
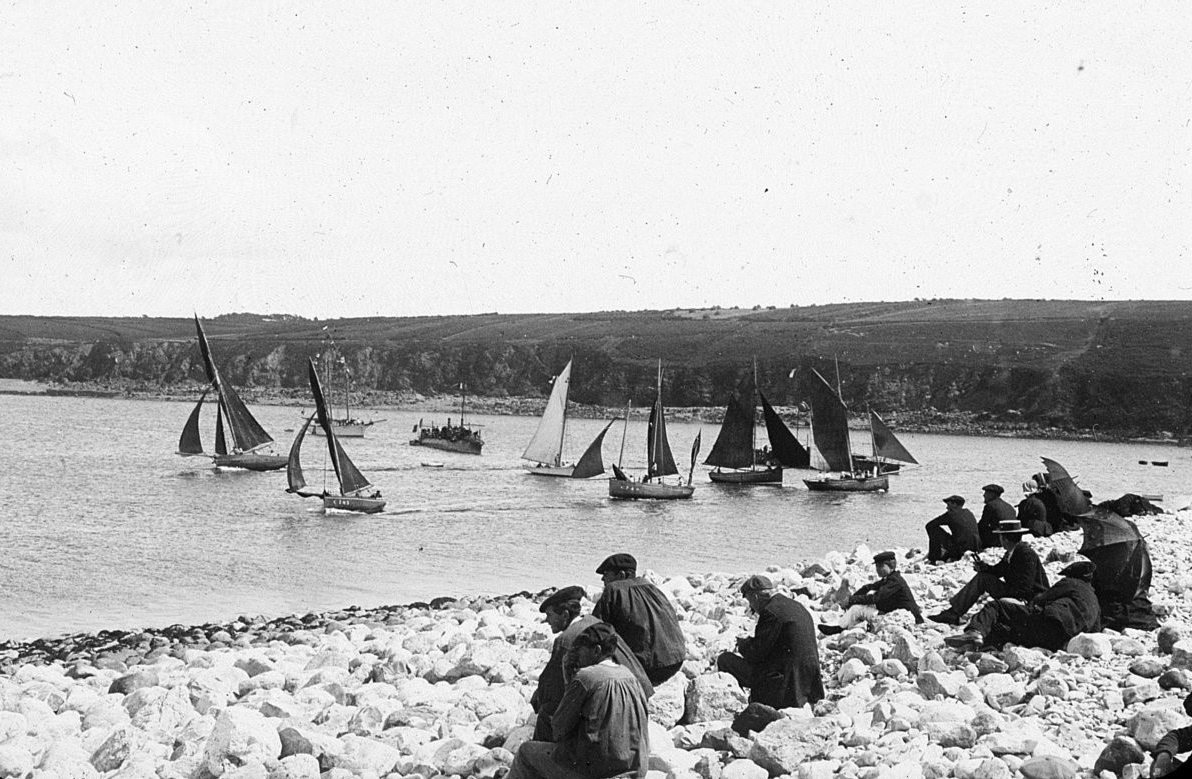
Régates à Camaret vers 1910 (photographie d'Henri Duval)
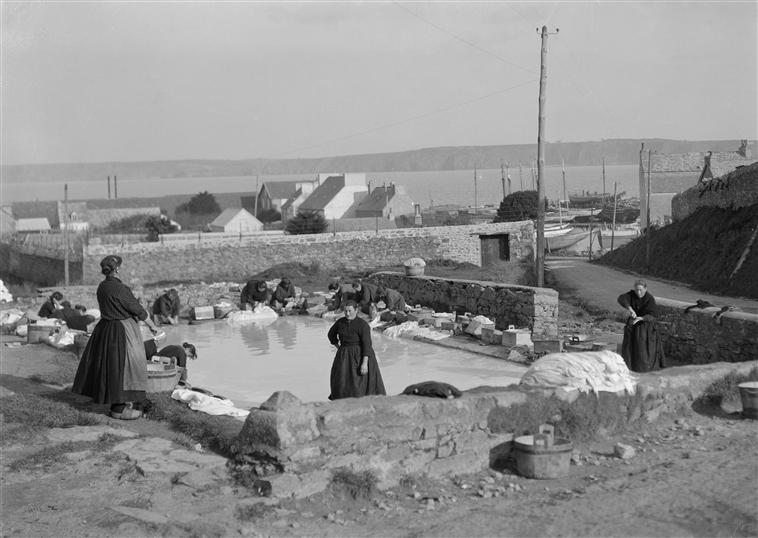
Au lavoir de Camaret-sur-Mer (photo de Georges-Louis Arlaud, 1925)

##### La pêche à la langouste
La crise sardinière de 1902 favorise la reconversion des marins vers la pêche à la langouste, le site du port situé au fond d'une anse, sans ruisseau important s'y jetant, donc sans apport d'eau douce pouvant engendrer des variations de salinité, facilite l'installation de viviers afin de les conserver vivantes. En fait, la pêche à la langouste "bretonne" était déjà pratiquée précédemment - Denis Provost fut le premier à s'y lancer à partir de 1877 sur son bateau La Louise, un dundee équipé d'un vivier - dans les parages de l'Île de Sein, le plateau de Rochebonne (au sud de Belle-Île), aux alentours des Îles Scilly et s'aventurant jusqu'au large de l'Espagne dans le Golfe de Gascogne.
Au début du XXe siècle, les zones de pêche s'élargissent, allant depuis environ 1900 jusqu'aux Îles Sorlingues, puis à partir de 1907 le long de la côte ibérique et jusqu'aux Canaries, enfin dans la décennie 1910 jusqu'au large du Maroc et de la Mauritanie. Le voyage aller prenait de deux à trois semaines, la période de pêche sur place durait de 10 à 20 jours et il fallait de trois à quatre semaines pour faire le voyage de retour. La flotte langoustière se développe : 17 langoustiers en 1902, 27 en 1912 ; en juillet 1914, 197 langoustiers sont inscrits au port. La pêche reprend après la Première Guerre mondiale : 28 sloops qui jaugeaient de 24 à 27 tonneaux en 1919, 130 en 1928. En 1931, la flottille camarétoise est à son apogée avec 150 petits sloops et environ 70 de plus grande taille. En 1935, Camaret est le premier port français pour la pêche à la langouste. Les chantiers camarétois lancent de nouveaux langoustiers. À la veille de la Seconde Guerre mondiale, Camaret est le premier port langoustier de France et abrite plus de 150 unités. Les chantiers de constructions navales tournent à plein régime. Puis une nouvelle génération de navires naît peu à peu, les dundees langoustiers, de 120 à 150 tonneaux. Ils mesurent de 25 à 30 mètres et par la suite de 30 à 35 mètres.
Les premières expériences de pêche de langoustes rouges au large du Maroc et de langoustes vertes au large de la Mauritanie remontent à 1910. Les bateaux ont un équipage d'une douzaine d'hommes et le trajet, selon les vents, dure de 15 à 35 jours ; la campagne de pêche dure environ 6 semaines. À partir de 1955, la langouste verte se raréfiant, une reconversion se produit vers la pêche de la langouste rose sur le banc d'Arguin, initiée d'abord par Louis Callec et son bateau Ma Petite Folie. En 1957 est lancé le premier langoustier congélateur.
En 1960, Camaret arme une quarantaine de langoustiers "mauritaniens" qui rapportent des prises considérables représentant 90 millions de francs ; c'est alors le premier port européen pour la pêche à la langouste, devant Douarnenez qui compte 33 "mauritaniens". En 1961 à Camaret, 41 bateaux pêchent 3 595 tonnes de langoustes roses. Les viviers continuent à s'approvisionner en langouste rouge, pêchées au filet dans les eaux bretonnes (Ouessant, Molène, pointe de la Torche, Le Croisic). À partir de 1963, la pêche à la langouste commence le long des côtes brésiliennes, ce qui entraîne une crise diplomatique entre la France et le Brésil (la "guerre de la langouste"), ce pays arraisonnant deux langoustiers français (dont le Françoise Christine de Camaret) et étendant ses eaux territoriales à 200 milles nautiques pour protéger ses pêcheurs.
Camaret a mis à profit son patrimoine pour attirer les touristes. Parmi les bateaux les plus célèbres, citons la Belle Étoile (dont une réplique à l'identique fut construite à l'occasion de Brest 92), la Ma Petite Folie, mais aussi l'Équateur, l'Armorique, le Saint-Rioc, le Castel Dinn, le Portzic ou encore le Notre-Dame de Rocamadour (aujourd'hui exposé au musée flottant du Port-Rhu à Douarnenez).
À la fin des années 1960, la pêche langoustière amorça un lent déclin, dû notamment aux différentes interdictions de pêche dans leurs zones économiques exclusives décidées par les gouvernements y ayant autorité (Maroc, Mauritanie), puis périclita complètement à la fin des années 1980.
La situation d'ensemble de la pêche est précaire. En 1963, on comptait 963 marins embarqués dans le quartier maritime de Camaret. En 1978, sur les 80 bateaux que comprend la flottille, il ne reste plus que 360 marins, 175 de Camaret, 170 de Crozon-Morgat, les 15 autres faisant partie des différents autres ports de la presqu'île. La crise langoustière provoquée par l'exclusion de la flottille des eaux réservées marocaines et autres depuis 1973 a porté un rude coup aux langoustiers camarétois. Plus du tiers du volume de pêche était de provenance des eaux marocaines ; les tonnages pêchés ont évolué, pour les langoustes rouges, de 297 tonnes en 1957 (année record) à 121 tonnes en 1972 et 1,3 tonne en 1988 ; pour les langoustes roses, l'année record est 1963 avec 593 tonnes, les chiffres évoluant ensuite en dents de scie (78 tonnes en 1970, 396 tonnes en 1982, 213 tonnes en 1988), ces chiffres ne prenant pas en compte les queues congelées de langoustes roses. En tout, 855 tonnes de langoustes ont été pêchées en 1963 et 387 tonnes en 1987, représentant 69 % de la valeur totale de la pêche camarétoise cette année-là. Dès lors, la situation devient inquiétante pour la population. Les chantiers navals ne reçoivent plus de commandes (leur personnel passe de 151 employés en 1963 à 51 en 1975), le personnel des activités annexes (mareyeurs, commissaires d'achat, fabrique de glace…) travaillent au ralenti. Tout ce monde va disparaître peu à peu au fil des années. Cette pêche "mauritanienne" prend fin en 1989, les autorités mauritaniennes réservant désormais les droits de pêche aux pêcheurs locaux.
La tentative de création d'un port de pêche fraîche, avec la construction d'une criée en 1988 est un échec ; elle ferme en 1994. Aujourd'hui, Camaret compte quelques petites unités de pêche. Cependant, des bâtiments de Douarnenez, de Morlaix et d'autres ports finistériens, viennent se faire réparer aux chantiers de marine camarétois.

##### La pêche en Mauritanie

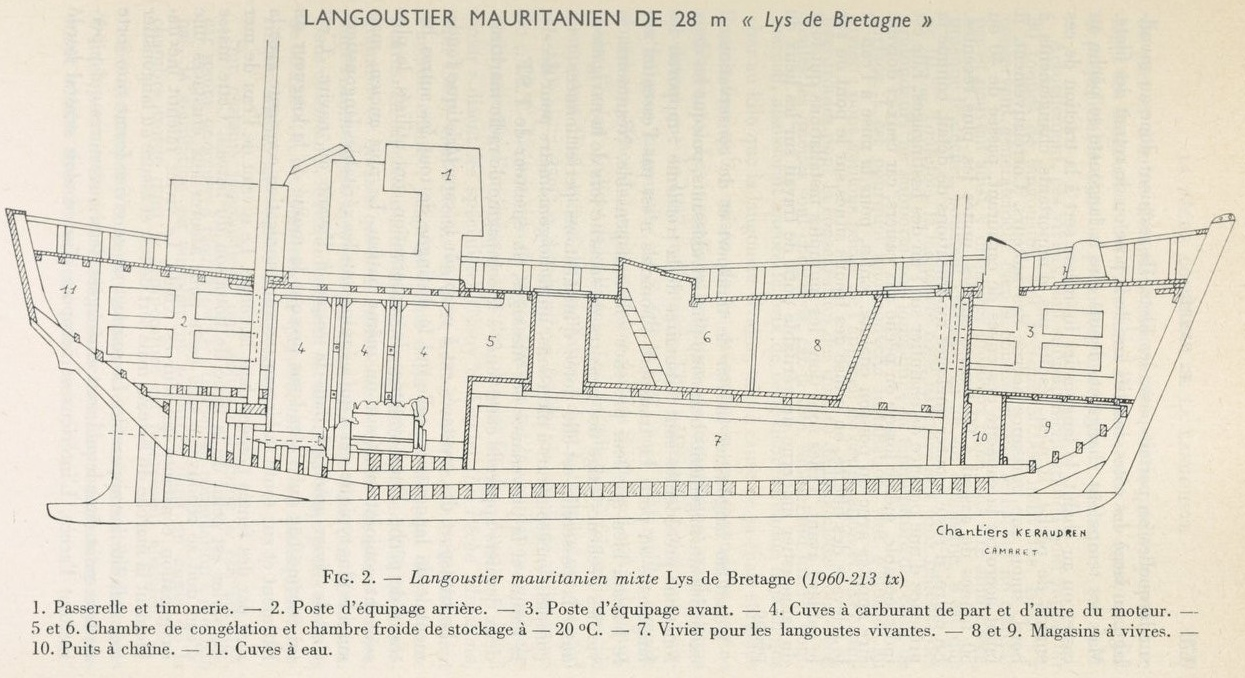
Coupe du langoustier "mauritanien" Lys de Bretagne construit par le chantier naval Keraudren en 1960

Les bateaux "mauritaniens" sont les plus importants, ils font plus de 25 mètres.
Voici quelques exemples :
- Un précurseur Ma Petite Marie, immatriculé CM 3043[64], fut lancé en 1965 aux Sables-d'Olonne et fut déclassé en 1969. De 1970 à 2011 il fut successivement discothèque puis restaurant à Brest, plage du Moulin-Blanc, sous le nom de Ma Petite Folie[65],[66].
- Le Castel-Din était le plus petit mauritanien. Transformé en crabier en 1990 et il est sorti de flotte en octobre 1998. Il termine ses jours sur la grève du sillon à Camaret (grâce à l'action d'une association, il a évité la destruction au bulldozer !).
- En 1989-1990, c'est la fin de la pêche en Mauritanie. Le dernier bateau à avoir fait campagne est le Portzic. Sorti de la flotte en février 1990, il reste à quai durant deux ans puis est vendu à des Anglais en 1992. Ce bateau a été coulé devant Saint-Hélène le 10 septembre 2008[67].
- L'Équateur, sorti de la flotte la même année, est vendu à un patron pêcheur du Conquet pour le crabe. Quelques années plus tard, le bateau coule au large de l'île Molène, aux Pierres noires. L'équipage fut sauvé.
- L'Armorique, resté à quai à Camaret, il est vendu pour la plaisance, puis revendu pour la pêche à Madagascar, perdu au large du Mozambique en 1997.
- Le Saint Riok
- Le Notre-Dame de Rocamadour. Immatriculé DZ 311812, son port d'attache était néanmoins Camaret. Il est visitable au port-musée de Port-Rhu.

Ces mauritaniens ont fait l'objet de nombreux clichés et cartes postales rappelant que Camaret fut le premier port langoustier de France.

##### La pêche au Maroc
En 1970-1973, la pêche au large des côtes marocaines s'arrête. Les bateaux sont alors vendus pour la plupart en Angleterre.
- Le Saint-Rémy a toujours pêché au Maroc. Puis, lors de la fermeture de la zone de pêche, il a été transformé en thonier et s'est équipé d'une chambre froide. Malheureusement, il ne fera qu'une saison et sera vendu en Angleterre.
- Le Marie-Claire et le Stereden Vabro sont également vendus à l'Angleterre.

#### La fabrique de glace
Pour l'ensemble du quartier maritime, il existait une fabrique de glace, Les Glacières Camarétoises, installée rue de la Victoire. La construction démarre en 1941 et se termine en 1942. Détruite pendant la Seconde Guerre mondiale en 1944, elle est reconstruite et remise en service en 1947. La fabrique donne pleinement satisfaction mais travaille en deçà de ses possibilités. Elle livre jusqu'à Morgat et Le Fret. Sa production est normalement de 10 tonnes par 24 heures, avec possibilité d'atteindre 15 tonnes. Les installations sont prévues pour un rendement de 20 à 30 tonnes par jour.
En 1954, elle emploie environ cinq personnes et produit de 1700 à 2 000 tonnes de glace.
L'activité va baisser au fil des années. En 1987, elle est partiellement endommagée par un incendie, puis, en 1996, un autre incident du même genre va mettre fin à son activité. En avril 1997, elle est démolie. L'emplacement est racheté par la commune en vue de la construction et de l'aménagement d'un parking.

#### Les voileries
Quatre voileries ont fonctionné à Camaret (Provost-Le Hir, Meillard, Landrac et Lastennet ; cette dernière, fondée en 1918 a fermé en 2001). Il existe toutefois toujours une voilerie en fonctionnement.

#### Les chantiers de construction navale
La presqu'île de Crozon a été, depuis le XIXe jusqu'au milieu du XXe siècle, la région du savoir-faire de la construction navale. De ces chantiers, il est sorti de magnifiques bâtiments dont certains continuent encore la pêche, et d'autres, reconstruits à l'identique, parcourent les fêtes maritimes. À Camaret, il y avait plusieurs chantiers :
- Le Chantier Kéraudren (1892-1969) : il se situait sur le parking actuel, à l'entrée du Sillon qui mène à la chapelle Notre-Dame-de Rocamadour et à la tour Vauban. Ce chantier fut créé en 1892 par François Keraudren, un charpentier de marine originaire de Roscanvel. En dépit d'un incendie qui ravagea le chantier en décembre 1898, le chantier prospère, employant jusqu'à 80 ouvriers avant la Première Guerre mondiale ; le chantier dut alors ouvrir une annexe dans l'anse de Quélern qui fonctionna de 1923 à 1935. De 1924 à 1926, le chantier Keraudren lance en tout 44 bateaux, répartis sur les deux sites. En 1935, Joseph Keraudren succéda à son père à la direction des chantiers. La période 1950-1965 vit l'apogée de l'activité qui construit alors bon nombre de langoustiers "mauritaniens". Le chantier Keraudren ferme en 1969[42].
- Le Chantier Boennec-Lastennet (1900-1989) : le premier chantier, celui de M. Boennec se situait sur la place en face de l'église paroissiale. Pour la mise à l'eau des bateaux, les charpentiers devaient traverser le bourg qui, à l'époque, n'avait pas la structure actuelle. Puis le chantier s'installa au Styvel, actuellement à l'emplacement de l'hôtel Thalassa. Cet endroit dispose d'une cale de lancement, encore visible de nos jours. Également charpentiers de père en fils, l'entreprise prendra le nom de Lastennet lors de l'association des deux frères Pierre et André vers 1964. De 1982 à 1989, le chantier sera transféré au quai Téphany, dans la zone portuaire.
- Le Chantier Péron (1953-1990) : il se situait au bout du Sillon, face à la tour Vauban. L'essor de la pêche à la langouste en Mauritanie des années 1963 à 1976, apporte une augmentation importante de l'activité dans la construction navale. Avec les problèmes liés à la pêche en Mauritanie qui commencent, ainsi que les règlements européens, les destructions de flottille (plan Mellick) apparaissent et les chantiers voient leur activité diminuer considérablement. En 1989, les chantiers sont mis en liquidation judiciaire. En avril 1991, ils sont rachetés par cinq salariés de l'entreprise et prennent le nom de Charpentiers Marines Camarétois. Ces nouveaux chantiers construisent le Belle Étoile, réplique du dundee langoustier construit en 1938 par le chantier Gourmelon. Lancé en juillet 1992, il sera maté à l'occasion des fêtes de Brest 92.
- Le Chantier Le Bris (1921-1948) : ce chantier est moins important que les deux précédents. Situé à l'angle de la rue du Général Leclerc et de la route du Toulinguet, il en sortira des bateaux d'une grande qualité.
- Le Chantier Corentin-Kéraudren (1952-1966) : le chantier était établi en face de la chapelle Notre-Dame-de-Rocamadour. La baraque en bois toujours debout, a servi lors de la restauration du Bel Espoir II. Ce chantier a notamment construit la Janine, langoustier lancé en 1956 et qui fut par la suite transformé en crabier, ainsi qu'un autre langoustier, le Notre-Dame Des Neiges, désarmé et finissant ses jours sur le sillon.

#### Liste des canots de sauvetage
Depuis 1867, Camaret possède une station de sauvetage de la SNSM (Société nationale de sauvetage en mer).
| Années de service                                                                                                  | Nom du bateau               | Remarque |
| --- | --------------------------- | -------- |
| 1867-1900 | Édouard Hollandre           |          |
| 1900-1914 | Comte et Comtesse du Dognon |          |
| Le canot de sauvetage se trouvait durant la guerre à l'arsenal de Brest et ne fut plus utilisable après le conflit |                             |          |
| 1920-1922 | Saint François              |          |
| 1922-1929 | Amiral Rivet                |          |
| 1929-1954 | Thaï                        |          |
| 1954-1959 | Thaï II                     |          |
| 1960-1984 | Thaï III                    |          |
| 1986-1987 | Vice-Amiral Lacaze          |          |
| Pas de canot de sauvetage stationné à Camaret                                                                      |                             |          |
| 1997-2001 | Patron Noe Devaud           |          |
| depuis 2001 | Notre Dame de Rocamadour    |          |

#### La Seconde Guerre mondiale
Les Allemands construisirent de nombreux blockhaus le long du littoral camarétois, dans le cadre du Mur de l'Atlantique, le plus important étant la batterie de Kerbonn située entre la Pointe de Pen-Hir et la Pointe du Toulinguet, désormais transformée en Musée-mémorial de la bataille de l'Atlantique, mais également à la Pointe du Grand Gouin.

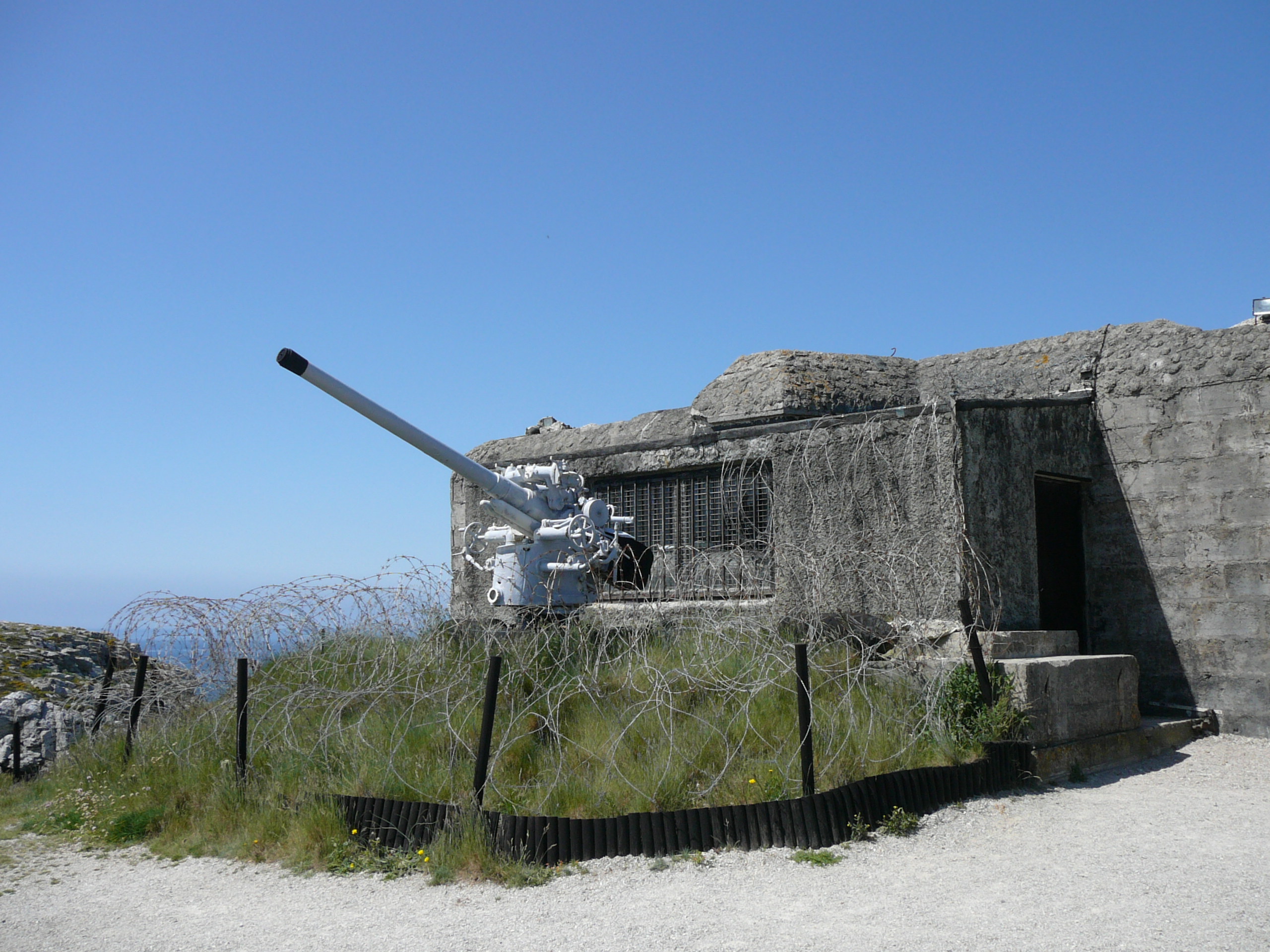
Musée-mémorial de la bataille de l'Atlantique, blockhaus et canon
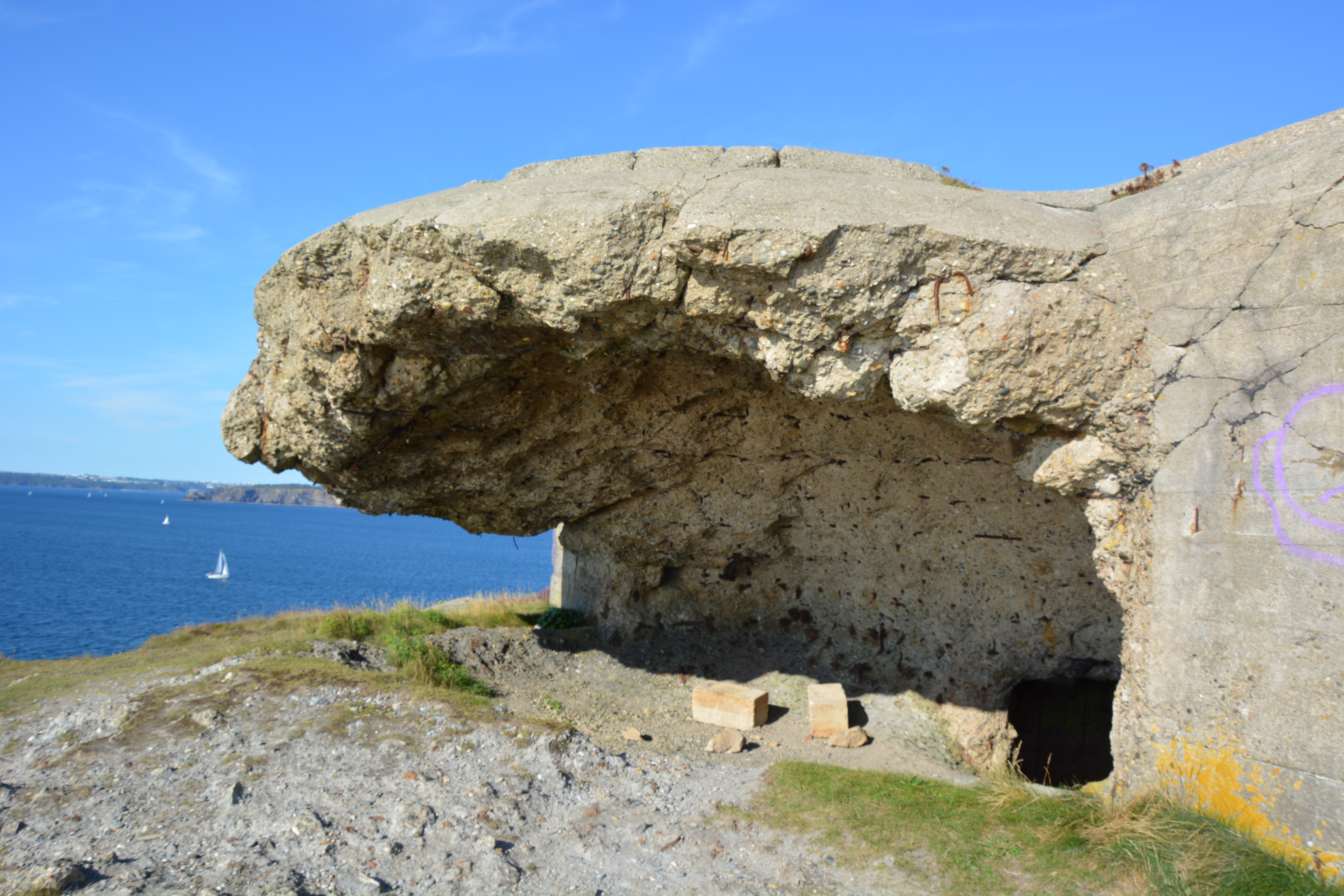
La batterie du Grand Gouin 1
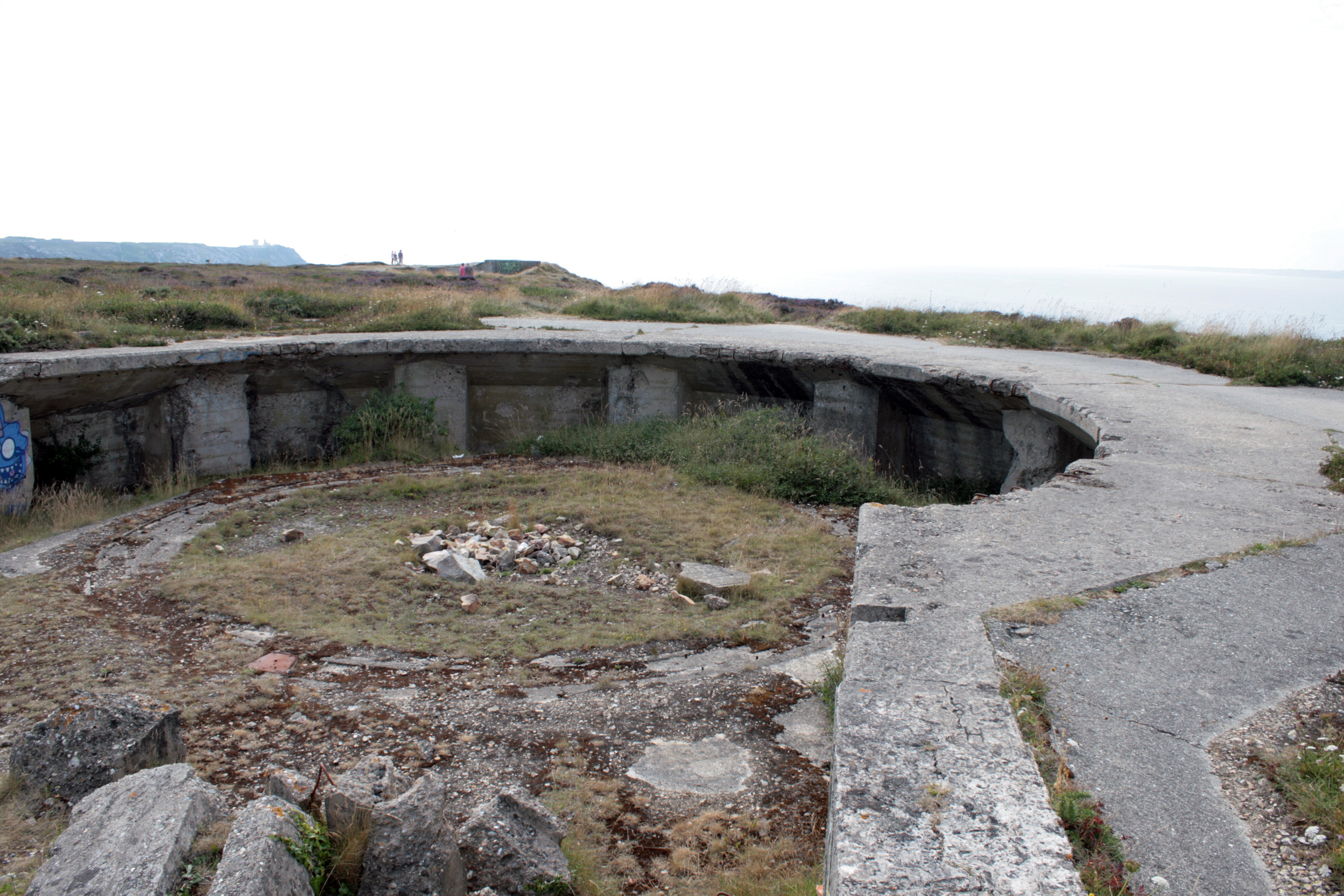
La batterie du Grand Gouin 2
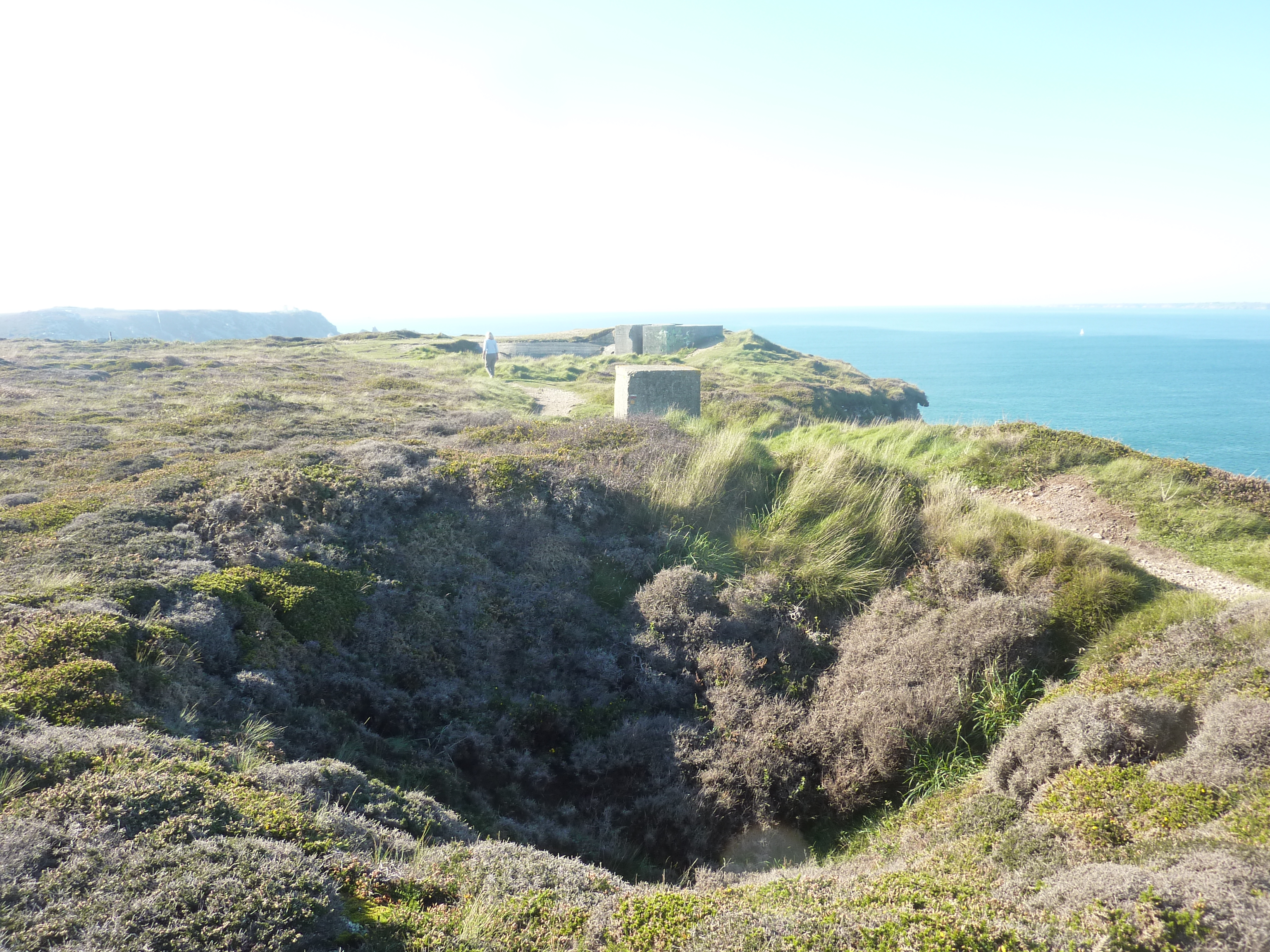
Trou de bombe provoqué par les bombardements alliés près de la batterie allemande du Grand Gouin pendant la Seconde Guerre mondiale

Huit bateaux de Camaret assurèrent des passages clandestins vers l'Angleterre pendant la guerre, notamment le voilier L'Étourdi le 8 octobre 1940, L'Émigrant le 16 décembre 1940, La Monique le 5 janvier 1941 (ce fut un échec), le Foederis Arca le 16 novembre 1942 (échec également) , le Petit Joseph le 14 septembre 1943 (échec), la Suzanne-Renée le 23 octobre 1943 (19 aviateurs alliés, grâce à la famille Vourc'h et à Pierre Merrien, secrétaire de mairie à Camaret, furent convoyés jusqu'à Newlyn.
Des Camarétois ont combattu dans la Résistance : parmi eux, Jean Pennec, dit "Kapo", membre du "bataillon Stalingrad", puis du "bataillon Guy Moquet" au sein des Francs-Tireurs et partisans, arrêté à Gourin le 8 janvier 1944, torturé à la prison Saint-Charles de Quimper, mais qui réussit à s'évader en compagnie d'un autre résistant, Jean Louis Derrien, Roger Signor, ou encore Auguste Rolland.
En tout on comptait à la Libération 24 maisons détruites et 143 endommagées, principalement en raison de bombardements comme ceux des 13 et 14 septembre 1941 (12 bombes détruisent plusieurs maisons), des 11 et 31 août 1944 (bombardements massifs avec morts et blessés), etc...
72 personnes de Camaret-sur-Mer sont mortes pour la France pendant la Seconde Guerre mondiale selon la liste que porte le Monument aux morts situé dans le cimetière communal. Parmi elles, le poète symboliste Saint-Pol-Roux mort à l'hôpital de Brest après le pillage de son manoir de Cœcilian par des soldats allemands, et de nombreuses victimes civiles, touchées par des bombardements alliés, qui détruisirent aussi le manoir de Cœcilian ; Alain Riou, victime du naufrage du paquebot Président Doumer, torpillé par le sous-marin allemand U-304 le 30 octobre 1942.
En janvier 1949 le docteur Vourc'h, résistant, proposa d'édifier à la pointe de Pen-Hir un monument en forme de croix de Lorraine en mémoire des Bretons de la France libre ; le monument fut inauguré le 15 juillet 1951 par le général De Gaulle.

#### L'après-Seconde-Guerre-mondiale

##### Les nouveaux aménagements portuaires
Le quai Téphany est construit entre 1949 et 1956 et, en 1959, la grève située entre le quai Toudouze et le quai Kléber est remblayée, permettant l'aménagement de l'actuelle place Charles De Gaulle.

##### La guerre d'Indochine
Deux Camarétois ont été tués pendant la Guerre d'Indochine, Eugène Yves Lanvoc et Joseph Hippolyte Cadiou.

### LeXXIesiècle

#### L'essor du port de plaisance
Trois ports de plaisance ont été aménagés (Styvel, Notic, Vauban), disposant en tout de 750 places dont 450 places à flot sur pontons. En raison de la situation de Camaret, c'est un port d'escale très fréquenté avec environ 8 000 passages de bateaux de plaisance chaque année. Cette activité de plaisance a remplacé le cimetière de bateaux qui a fait longtemps la notoriété touristique de Camaret-sur-Mer.

## Démographie
En 1975, le nombre d'habitants est de 3295 et en octobre 1978, il en reste environ 3000. Cette chute est provoquée par deux facteurs économiques, la pêche surtout mais aussi l'agriculture qui est en pleine mutation.
| 1793 | 1800 | 1806 | 1821 | 1831  | 1836  | 1841  | 1846  | 1851  |
| ---- | ---- | ---- | ---- | ----- | ----- | ----- | ----- | ----- |
| 685  | 687  | 723  | 873  | 1 003 | 1 040 | 1 181 | 1 136 | 1 163 |

| 1856  | 1861  | 1866  | 1872  | 1876  | 1881  | 1886  | 1891  | 1896  |
| ----- | ----- | ----- | ----- | ----- | ----- | ----- | ----- | ----- |
| 1 153 | 1 233 | 1 258 | 1 374 | 1 632 | 1 933 | 1 950 | 2 003 | 1 978 |

| 1901  | 1906  | 1911  | 1921  | 1926  | 1931  | 1936  | 1946  | 1954  |
| ----- | ----- | ----- | ----- | ----- | ----- | ----- | ----- | ----- |
| 2 201 | 2 429 | 3 257 | 3 291 | 3 528 | 3 528 | 3 644 | 3 469 | 3 435 |

| 1962  | 1968  | 1975  | 1982  | 1990  | 1999  | 2004  | 2006  | 2009  |
| ----- | ----- | ----- | ----- | ----- | ----- | ----- | ----- | ----- |
| 3 649 | 3 593 | 3 272 | 3 047 | 2 933 | 2 668 | 2 618 | 2 624 | 2 576 |

| 2014  | 2019  | 2022  | - | - | - | - | - | - |
| ----- | ----- | ----- | - | - | - | - | - | - |
| 2 570 | 2 466 | 2 448 | - | - | - | - | - | - |

Commentaire : La population de Camaret-sur-Mer a augmenté constamment tout au long du XIXe siècle et du premier tiers du XXe siècle, gagnant 2 959 habitants entre 1793 et 1936 (+ 431,9 % en 143 ans, l'augmentation la plus rapide ayant lieu entre 1906 et 1911, période intercensitaire où la population communale gagne 828 habitants en 5 ans. La population stagne ensuite pendant le deuxième tiers du XXe siècle, atteignant toutefois son pic démographique en 1962 avec 3 649 habitants. Depuis, en raison de la crise et même de la quasi-disparition de la pêche professionnelle, la population décline régulièrement, baissant de 1 047 habitants entre 1962 et 2010 (- 28,7 % en 48 ans), même si ce déclin semble avoir pris fin récemment (16 habitants seulement ont été perdus entre 2004 et 2012). Depuis plusieurs décennies, le solde naturel est constamment négatif (- 0,7 % l'an entre 1975 et 1982, - 1,3 % l'an entre 2007 et 2012) et le solde migratoire l'a été également (- 1,3 % l'an entre 1968 et 1975), mais ce dernier est redevenu positif depuis 1999 (+ 1,2 % l'an entre 2007 et 2012). De 2007 à 2014 inclus, la commune a enregistré 415 décès et seulement 136 naissances.
Le vieillissement de la population (en 2012, 35,4 % de la population est âgée de 65 ans et plus et 15,8 % seulement ont entre 0 et 19 ans) explique la baisse spectaculaire du taux de natalité (14,8 pour mille entre 1968 et 1975, 6,6 pour mille entre 2007 et 2012) et la hausse du taux de mortalité (15,4 pour mille entre 1968 et 1975, 19,7 pour mille entre 2007 et 2012), le taux d'accroissement naturel étant donc de - 13,7 pour mille pour la période 2007-2012.
La densité de population de la commune atteint encore 223,5 habitants par km² en 2012, mais elle était de 308,7 habitants par km² en 1968. Le parc immobilier est constitué principalement de maisons individuelles (84,7 % du total des logements en 2012) ; les résidences secondaires y sont de plus en plus nombreuses (elles étaient 180 en 1968 et 881 en 2012, formant cette année-là 37,9 % du total des logements), la commune étant de plus en plus une station balnéaire, ce que confirme l'existence au 1er janvier 2015 de 4 hôtels disposant en tout de 97 chambres et de 2 terrains de camping disposant en tout de 480 emplacements.

## Politique et administration

### Jumelages
- Rocamadour (France)
- Büsum (Allemagne) depuis 1966
- St Ives (Royaume-Uni)
- Le site officiel du Comité de Jumelage de Camaret-sur-Mer

### Intercommunalité
- Communauté de communes Presqu'île de Crozon-Aulne maritime

## Patrimoine

### Patrimoine militaire

#### Tour Vauban
.

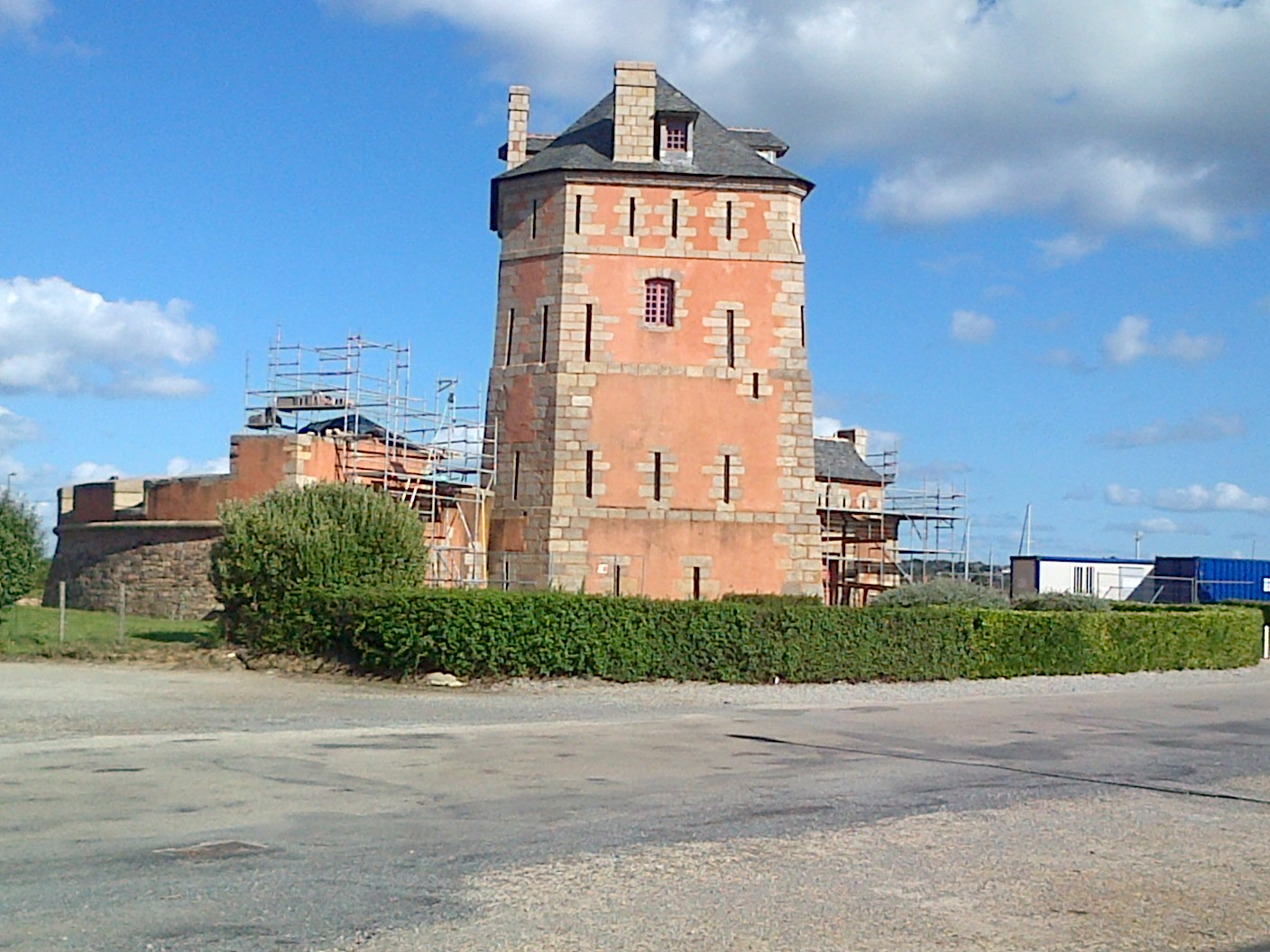
Tour Vauban.

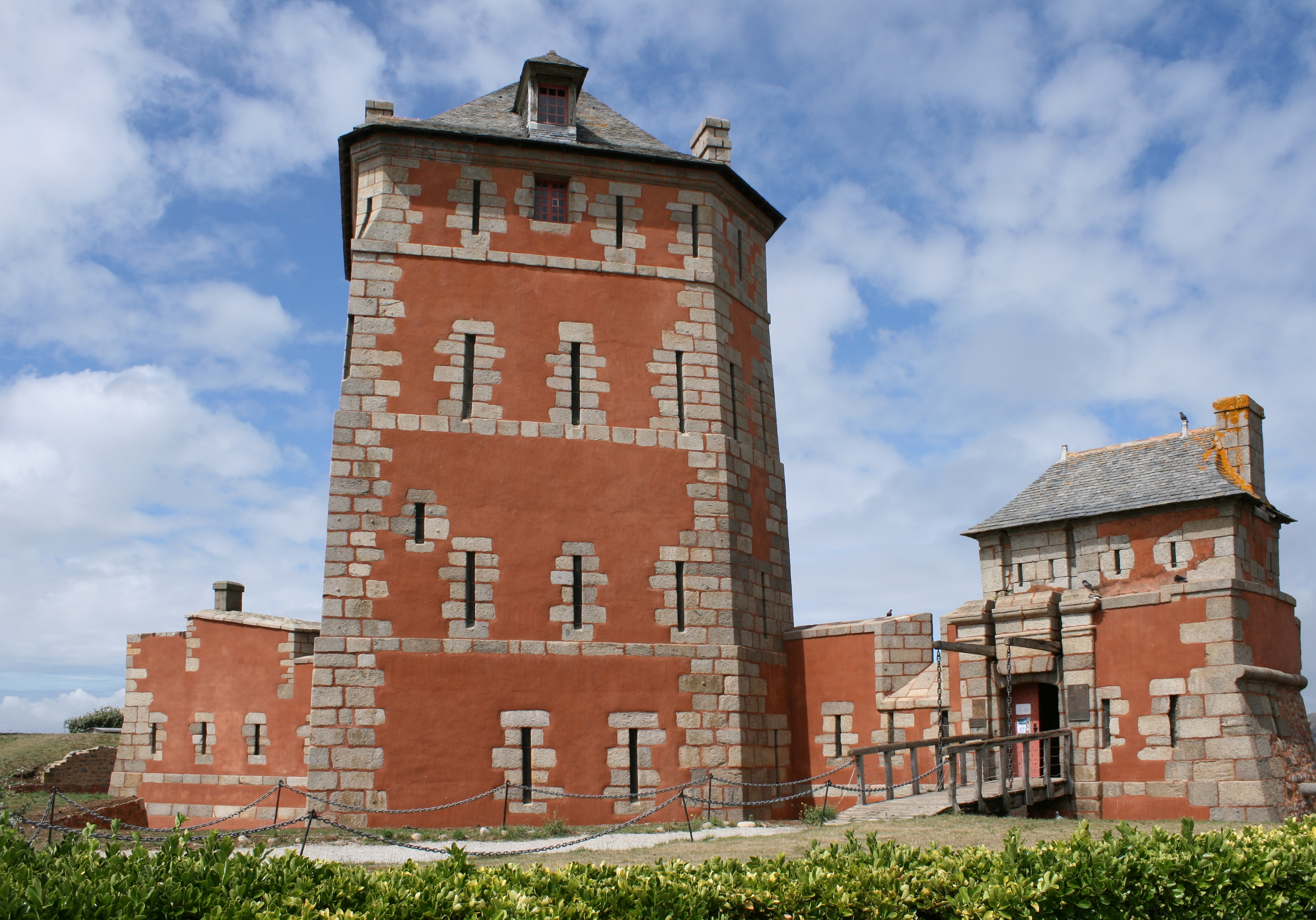
Tour Vauban.

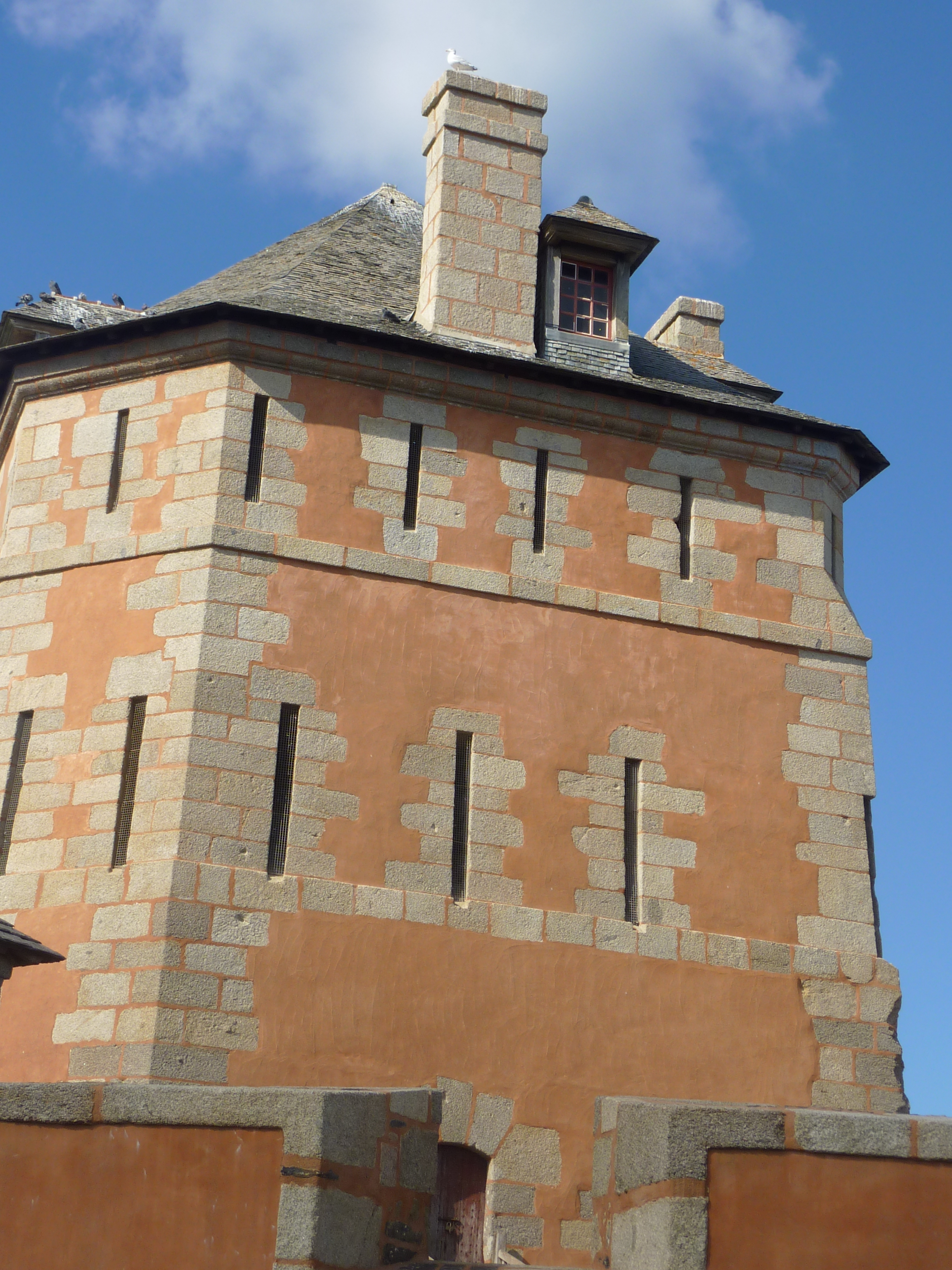
Impacts de boulets sur la tour Vauban.

La Tour Vauban fait l'objet d'un classement au titre des monuments historiques depuis le 18 septembre 1907.
Le port de Camaret possède une tour de défense côtière avec batterie basse construite sur un plan directeur de Vauban. Elle est nommée localement la tour Vauban. Vauban, lui, la nomma la tour dorée. Cette tour polygonale faisant "réduit défensif" est dotée d'un fossé, d'un pont-levis et d'un mur d'enceinte.
Projetée dès 1683, la tour est tracée en 1689 par Vauban. La construction supervisée par l'ingénieur Jean-Pierre Traverse débute en 1693 pour s'achever en 1696. Les onze pièces d'artillerie de la batterie basse croisaient leurs feux avec ceux de la pointe du Gouin, des lignes primitives de Quélern et des nombreuses batteries côtières…
La tour et sa batterie étaient destinées à protéger le mouillage de l'anse de Camaret et à repousser une éventuelle attaque venue de la mer.
Lors de la bataille de Camaret le 18 juin 1694, la batterie, en cours d'achèvement tout comme les deux corps de garde, n'était armée que de 9 canons de 24 livres de balle (boulets de 12 kg) et 3 mortiers de fer de 12 pouces. Cette victoire valut à Camaret d'être exemptée de fouages jusqu'à la Révolution.
Le four à boulets a été construit lors de la période révolutionnaire.
Camaret-sur-Mer est membre de l'association de Villes Réseau des sites majeurs de Vauban. Depuis le 7 juillet 2008 la Tour Vauban, ainsi que onze autres sites font partie du Patrimoine mondial de l'UNESCO.

#### Batterie de Kerbonn
Le site de Kerbonn se situe entre la pointe de Penhir et la pointe du Toulinguet. Elle fait partie du dispositif de défense du goulet de Brest. Elle comprend une forte diversité d'ouvrages. Les premières fortifications militaires sur le site de Kerbonn sont datées de 1889-1891. Le fort de Kerbonn est une batterie de côte, dont le rôle était de lutter contre les navires dans la rade de Brest. Entre 1942 et 1944, les Allemands ont construit sur le site des casemates. Elle est constituée principalement de 4 casemates de tir pour canon de 164 mm français, 6 abris passifs, 1 poste directeur de tir et 3 cuves pour canon de défense contre avions (DCA).
Une des casemates allemandes abrite aujourd'hui le Mémorial de la Bataille de l'Atlantique.

#### Batterie du Toulinguet
Sur la Pointe du Toulinguet est situé un sémaphore de deuxième catégorie de la Marine nationale.

#### Batterie du Grand Gouin
La batterie allemande du Grand Gouin est la défense côtière la plus importante de la presqu'île de Crozon. Elle était composée de quatre batteries de 220 mm, chacune étant accompagnée de quatre bunkers, ainsi que d'un poste directeur de tir et plusieurs pièces contre avion.

#### Croix de Pen-Hir
Le Monument aux Bretons de la France Libre, dite Croix de Pen-Hir, est un monument commémoratif aux Bretons de la France libre, inauguré le 15 juillet 1951 par le général de Gaulle. Il est destiné à porter témoignage du sacrifice de Français libres Bretons, qui ont notamment fondé Sao Breiz en Grande-Bretagne pendant la Seconde Guerre mondiale. Elle a été construite de 1949 à 1951 par l'architecte Jean-Baptiste Mathon et le sculpteur François Bazin. Au dos de la Croix se trouve une inscription en breton : « Kentoc'h mervel eget em zaotra », signifiant « Plutôt la mort que la souillure », devise de la Bretagne attribuée à Alain Barbetorte. Sur la face ouest de la Croix de Pen-Hir, à son pied, on trouve également l'inscription « Homme libre, toujours tu chériras la mer », de Charles Baudelaire.
Il fait l'objet d'une inscription au titre des monuments historiques depuis le 21 mai 1996.

### Patrimoine civil

#### Alignements de Lagatjar
L'alignement mégalithique de Lagatjar fait l'objet d'un classement au titre des monuments historiques par arrêté depuis le 18 juin 1883.
Alors que le Chevalier de Fréminville nous rapporte dans son livre Antiquités du Finistère que le site compte 600 menhirs, les alignements ne comportent plus de nos jours que 65 menhirs seulement. Il faudra attendre 1928 pour que les alignements de Lagatjar soient restaurés. Les alignements de Lagatjar sont composés de trois files de menhirs. L'ensemble dessine une ligne orientée N 35°E et S 35°O, d'où partent, à angle droit, deux lignes parallèles. Cette orientation laisse présumer un caractère astronomique, que Georges-Gustave Toudouze associe à la constellation des Pléiades, celle-ci s'appelant en breton ar yar (la poule), d'où peut-être la toponymie du lieu-dit de Lagad-yar (l'œil de poule).

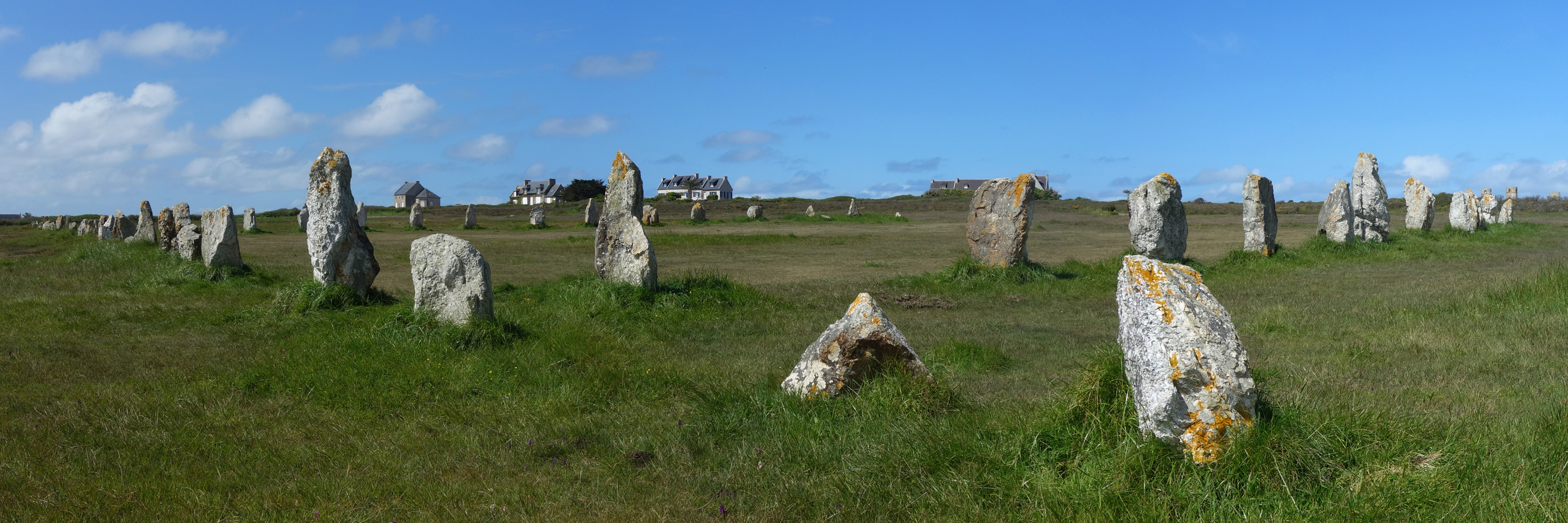
Les « Alignements de Lagatjar » - Camaret-sur-Mer (Avril 2024)

#### Le manoir de Cœcilian

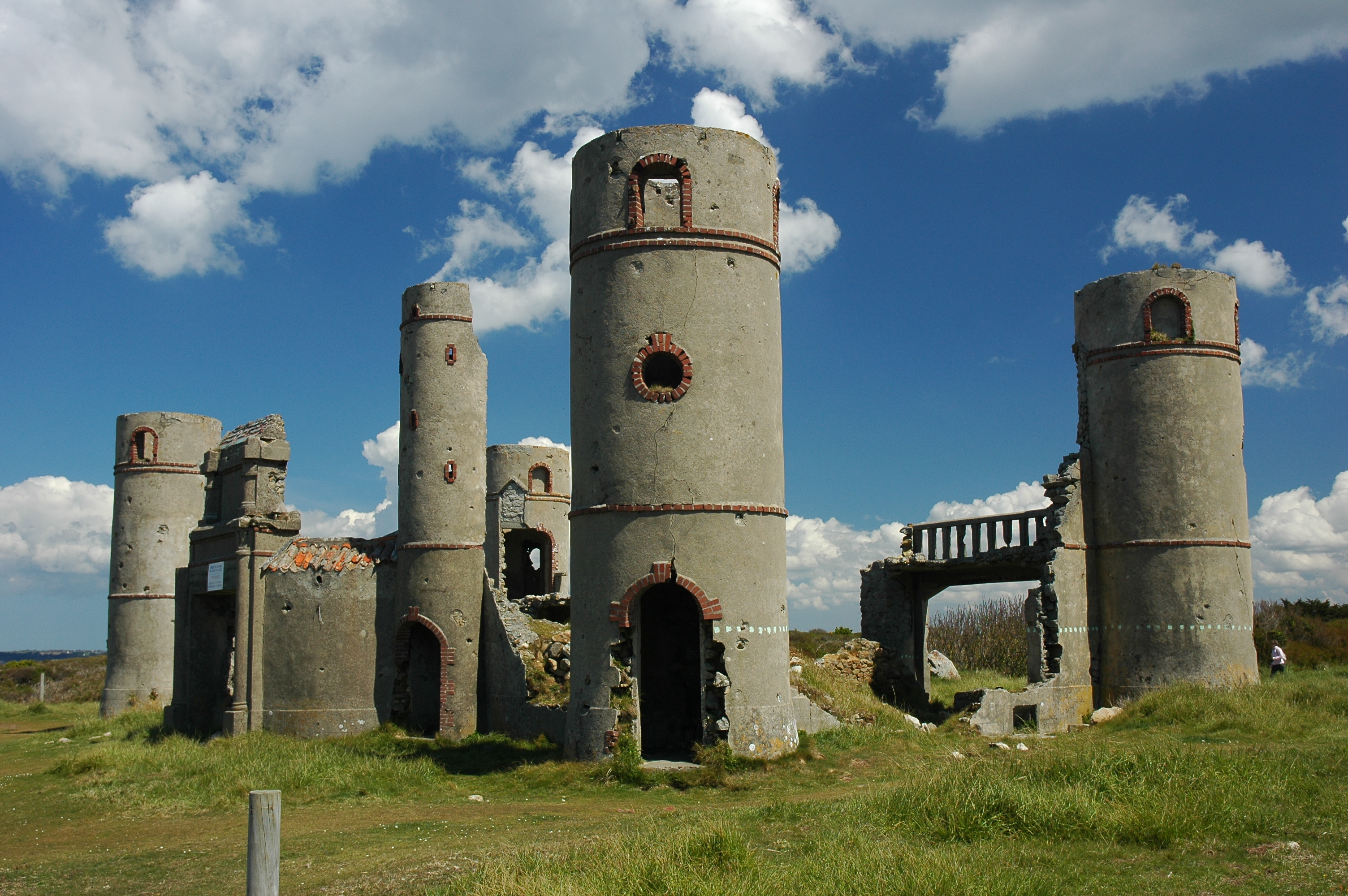
Les ruines du manoir de Cœcilian.

Saint-Pol-Roux achète en 1903 une maison de pêcheurs surplombant la plage de Pen-Had et la transforme en un manoir exotique pourvu de huit tourelles, le « manoir de Boultous ». À la mort de son fils Cœcilian, tué près de Verdun en 1914, il le rebaptise « manoir de Cœcilian ». Pendant l'entre-deux-guerres, il y reçoit de nombreux écrivains et artistes.
En juin 1940, le manoir est investi par des soldats allemands, sa fille Divine blessée, la servante tuée et le manoir livré au pillage et incendié. En août 1944, le manoir est bombardé par l'aviation alliée. Il n'en subsiste que des ruines.

#### Phare du Toulinguet
Sur la Pointe du Toulinguet est situé le phare du même nom.

#### Le port de Camaret
Longeant la mer pour atteindre le sillon, le quai Toudouze, principal quai du port, traverse le centre Camaret.
En 1835, un projet de quai est mis à l'étude aux Ponts et Chaussées. La construction débute en 1842. Il a une longueur de 350 m et une largeur de 30 m et possède quatre cales. En 1895, il est agrandi. Au bout de ce dernier, c'est le quai du Styvel avec sa cale de lancement construite après 1926. Sur la grève, un cimetière de bateaux de pêche abritait jusqu'à dix langoustiers souvent cédés pour un euro symbolique à la commune. Nombre d'entre eux ont été retirés en raison de leur dégradation et ceux qui restent ont eu leur coque percée afin qu'elle ne flotte pas lors des marées hautes de vives-eaux. Parmi ces bateaux caractérisés par leur « moustache blanche » à l'avant, on pouvait notamment voir le Belle Étoile, classé Monument historique en 1983 (ayant continué à s'ensabler dans le port, c'est une réplique labellisée bateau d'intérêt patrimonial qui est construite pour le concours des bateaux des côtes de France de 1992, et à bord de laquelle on peut faire des croisières et des balades en mer). En face se trouve le port de plaisance. En 1963, une nouvelle digue est construite pour abriter les pontons réservés à la plaisance. Après avoir emprunté le sillon qui mène à la tour Vauban et à la chapelle ND de Rocamadour, on accède au terre-plein de la capitainerie du port. À l'extrémité du môle, le phare vert a été construit de 1842 à 1857.
En 2010, Camaret-sur-Mer a été désigné « port exemplaire », pour son projet de réhabilitation de la criée, comprenant l'extension du port de plaisance et la création d'une gare maritime, projet abandonné un temps.
En 2016, le projet de gare maritime est repris. Celle ci devrait se trouver à la place de l'ancienne station service quai Louis Auguste Tephany.

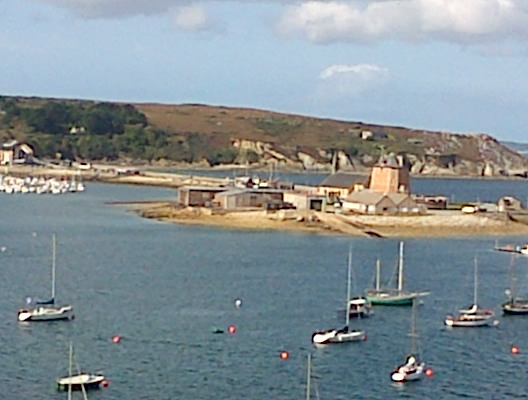
Le port.
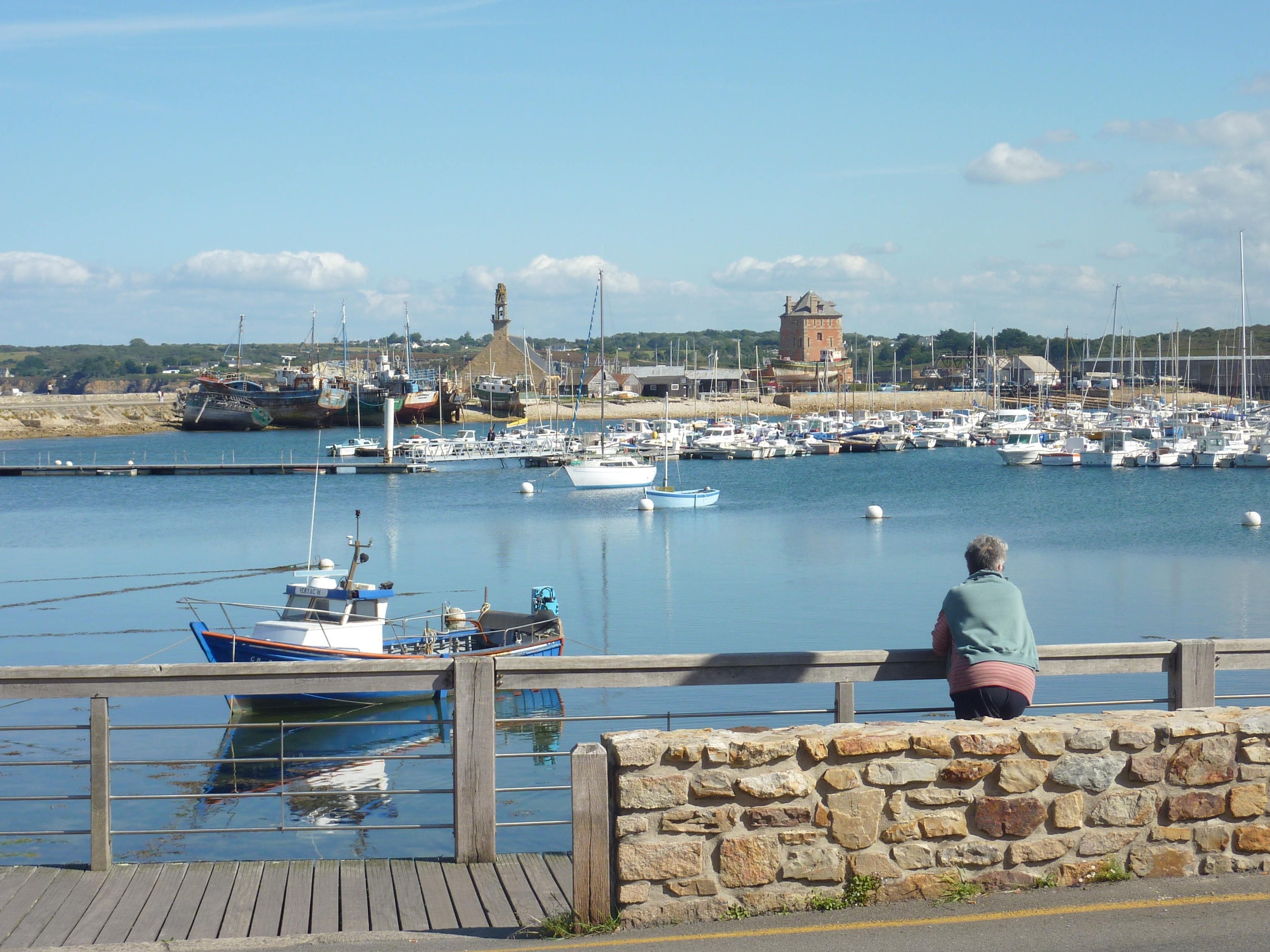
Le port et le « sillon » à l'arrière-plan, avec la tour Vauban et la chapelle Notre-Dame-de-Rocamadour.
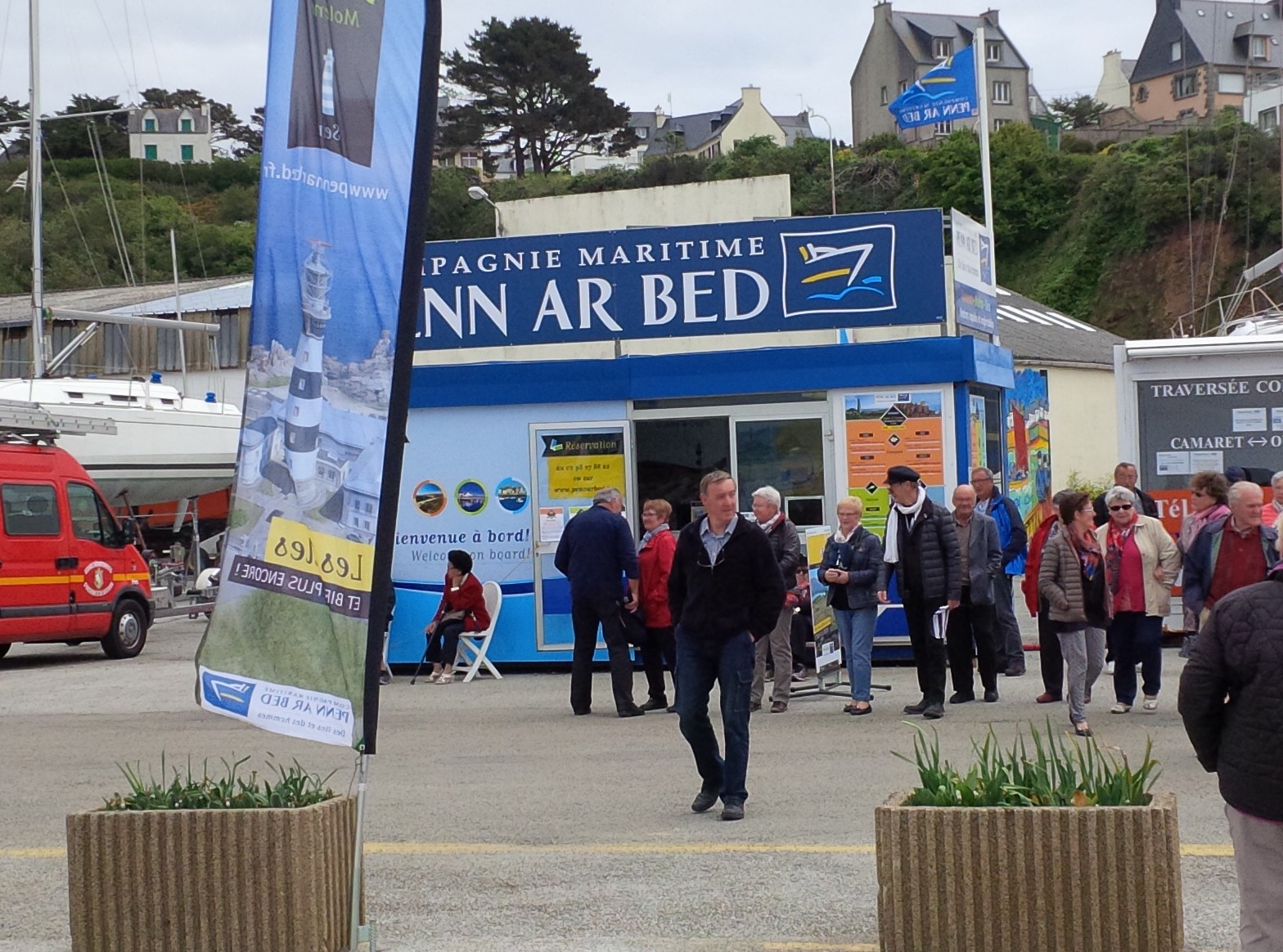
Gare maritime.
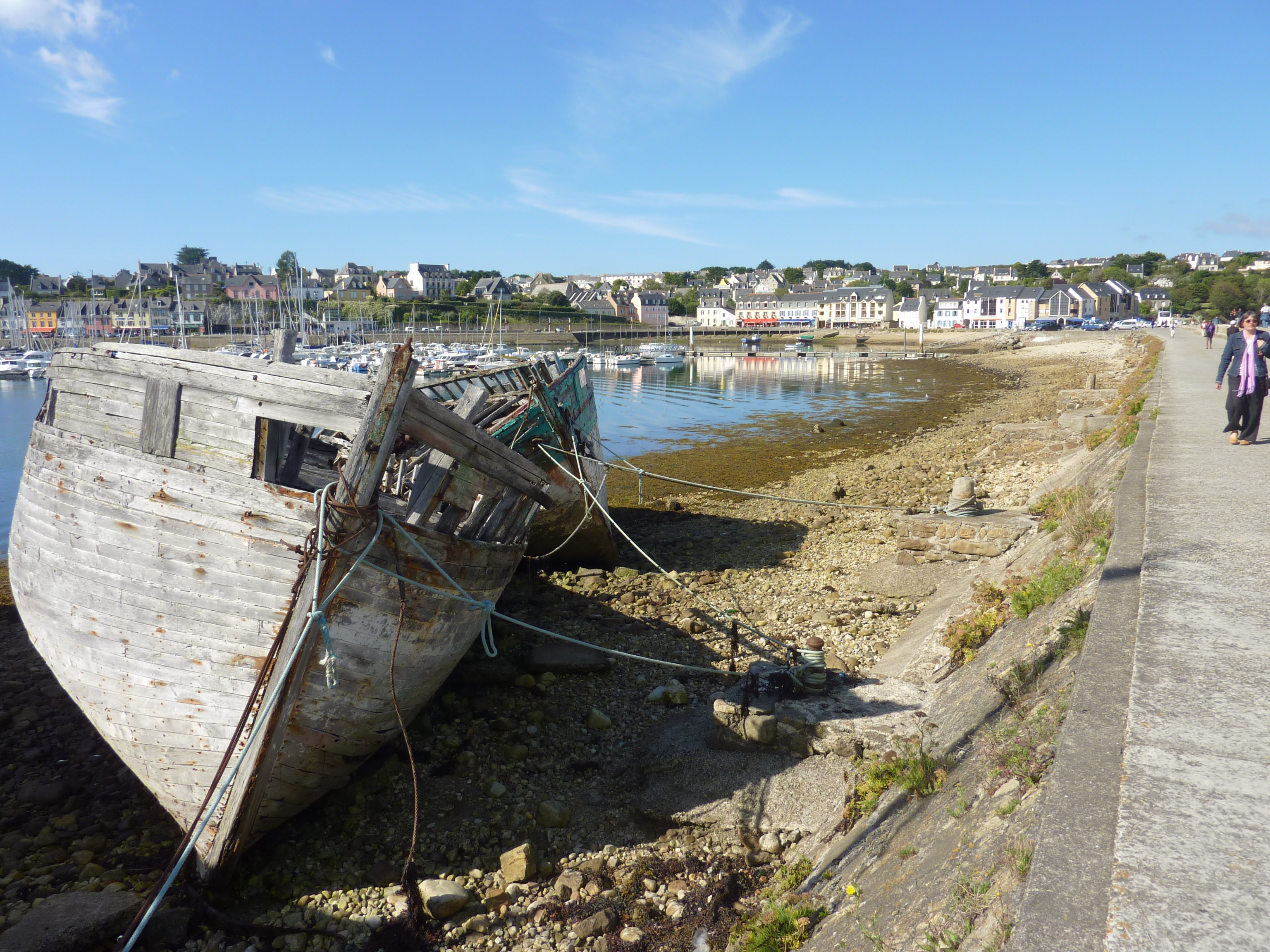
Le port et épaves de langoustiers.
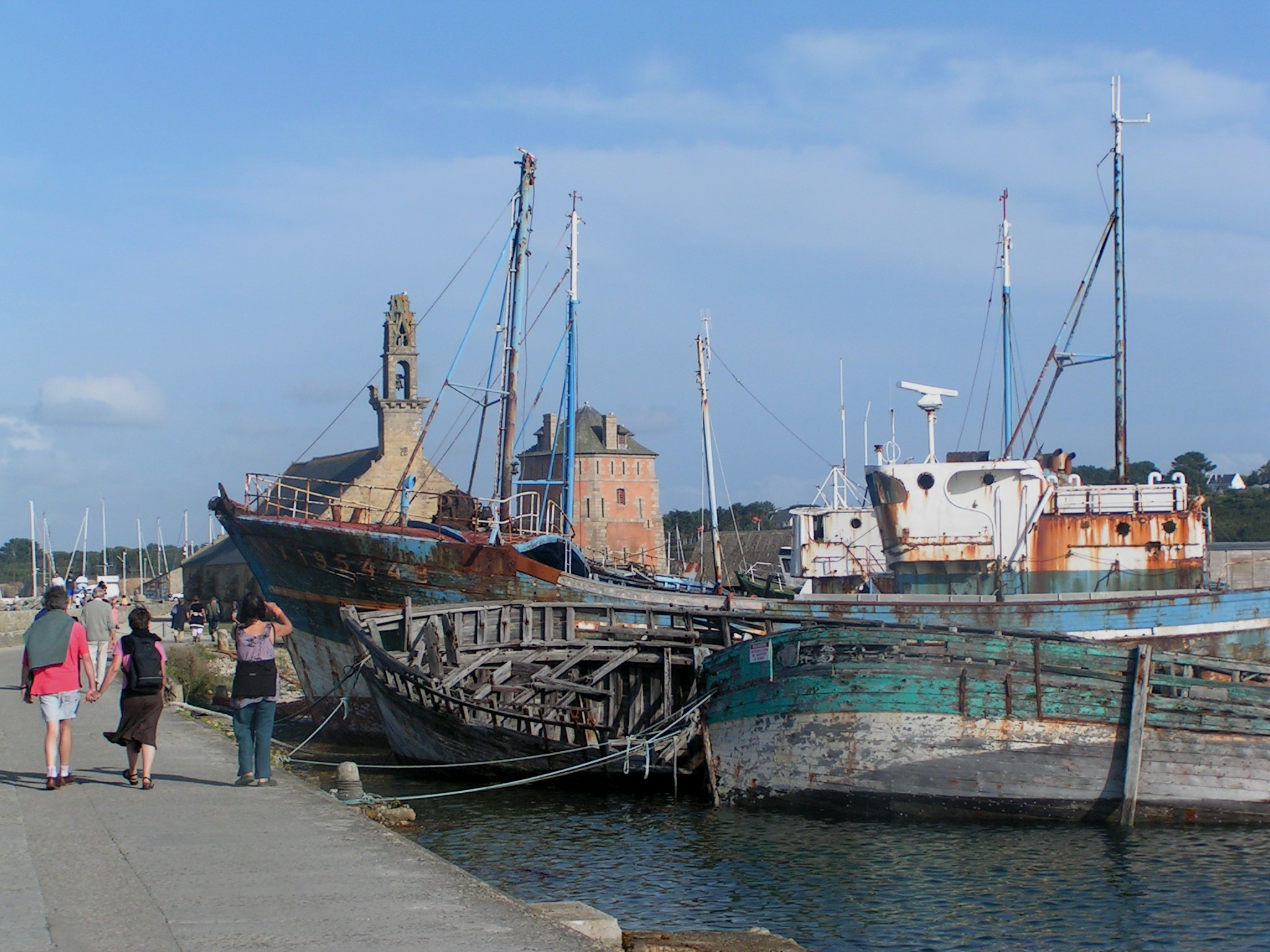
Carène du langoustier à vivier flottant La Salle[95].
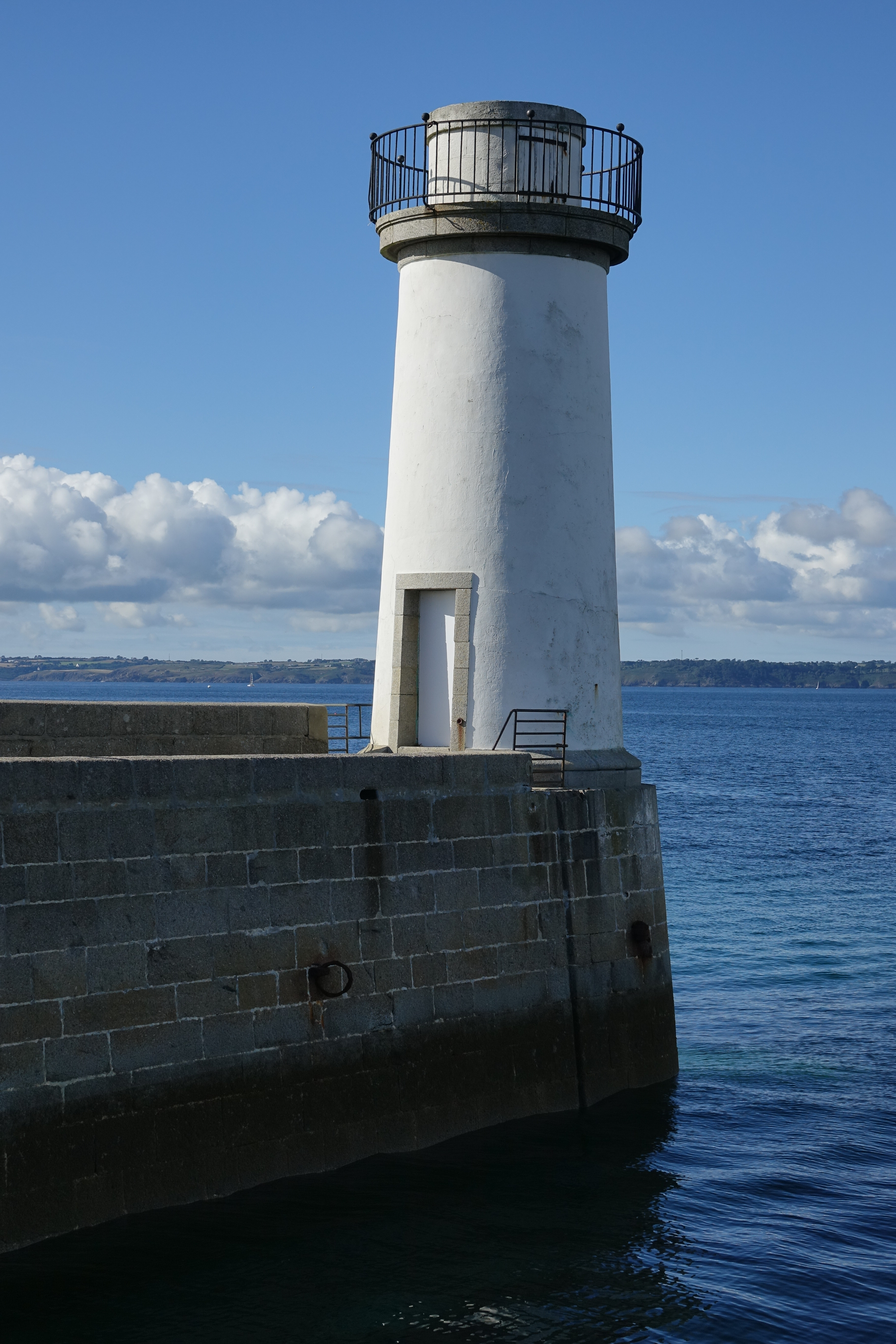
Le fanal.

### Patrimoine religieux

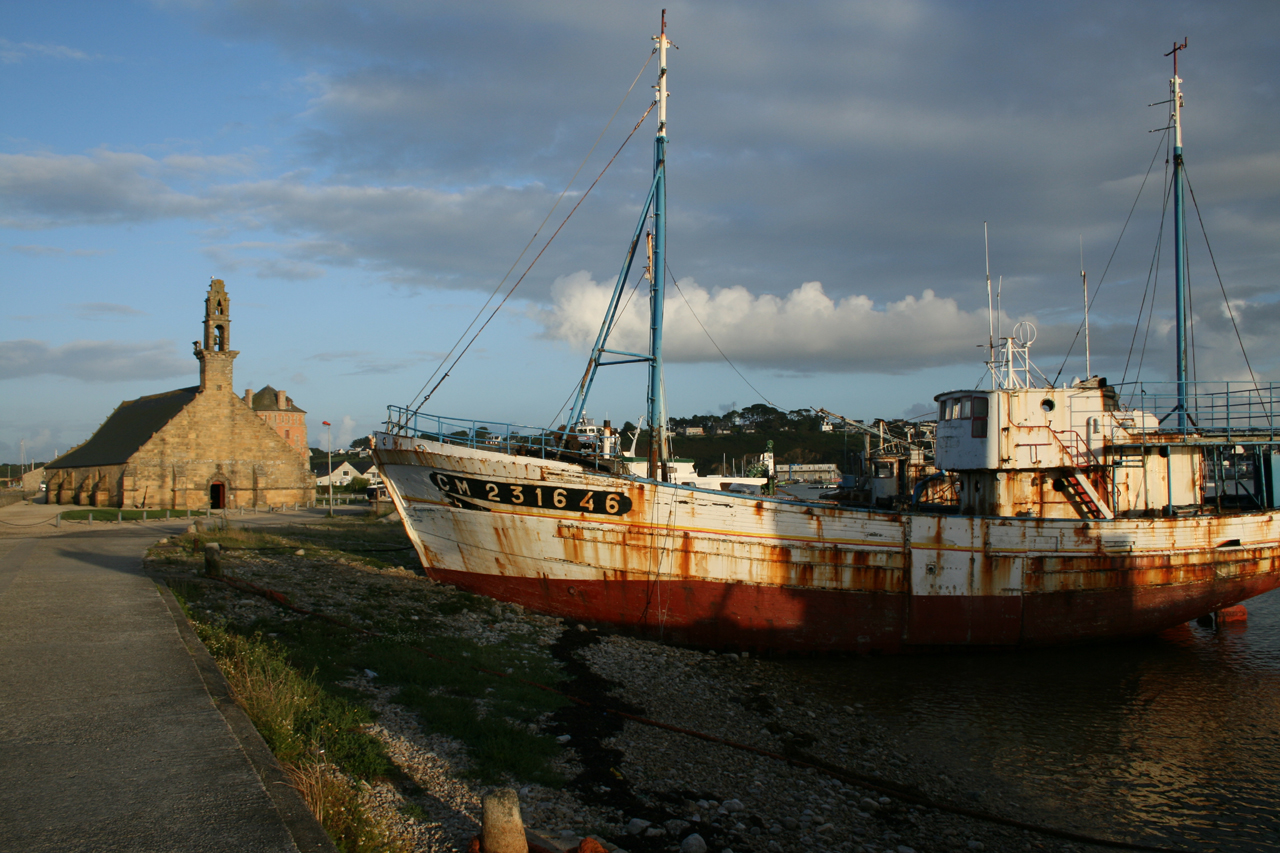
Chapelle Notre-Dame-de-Rocamadour sur le Sillon.

#### Chapelle Notre-Dame-de-Rocamadour
La chapelle Notre-Dame-de-Rocamadour, située sur le Sillon, fait l'objet d'une inscription au titre des monuments historiques depuis 1935.
Les villes de Camaret-sur-Mer et Rocamadour, dans le Lot, sont jumelées.

#### Église Saint-Rémi
L'église Saint-Rémi, consacrée en 1931, succède à une église plus petite du XVIIIe siècle,.

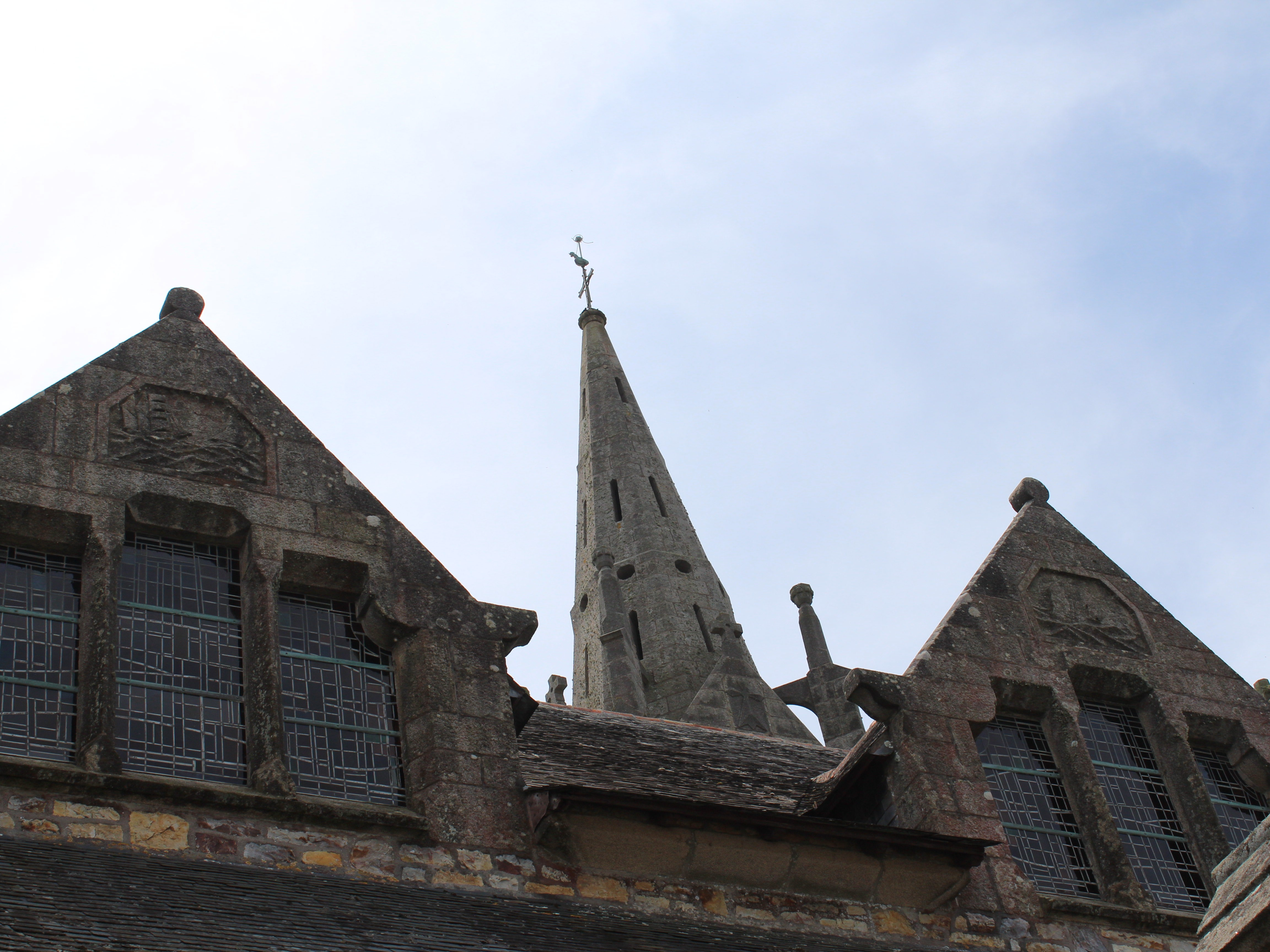
Vue sur la flèche de l'église Saint-Rémi.
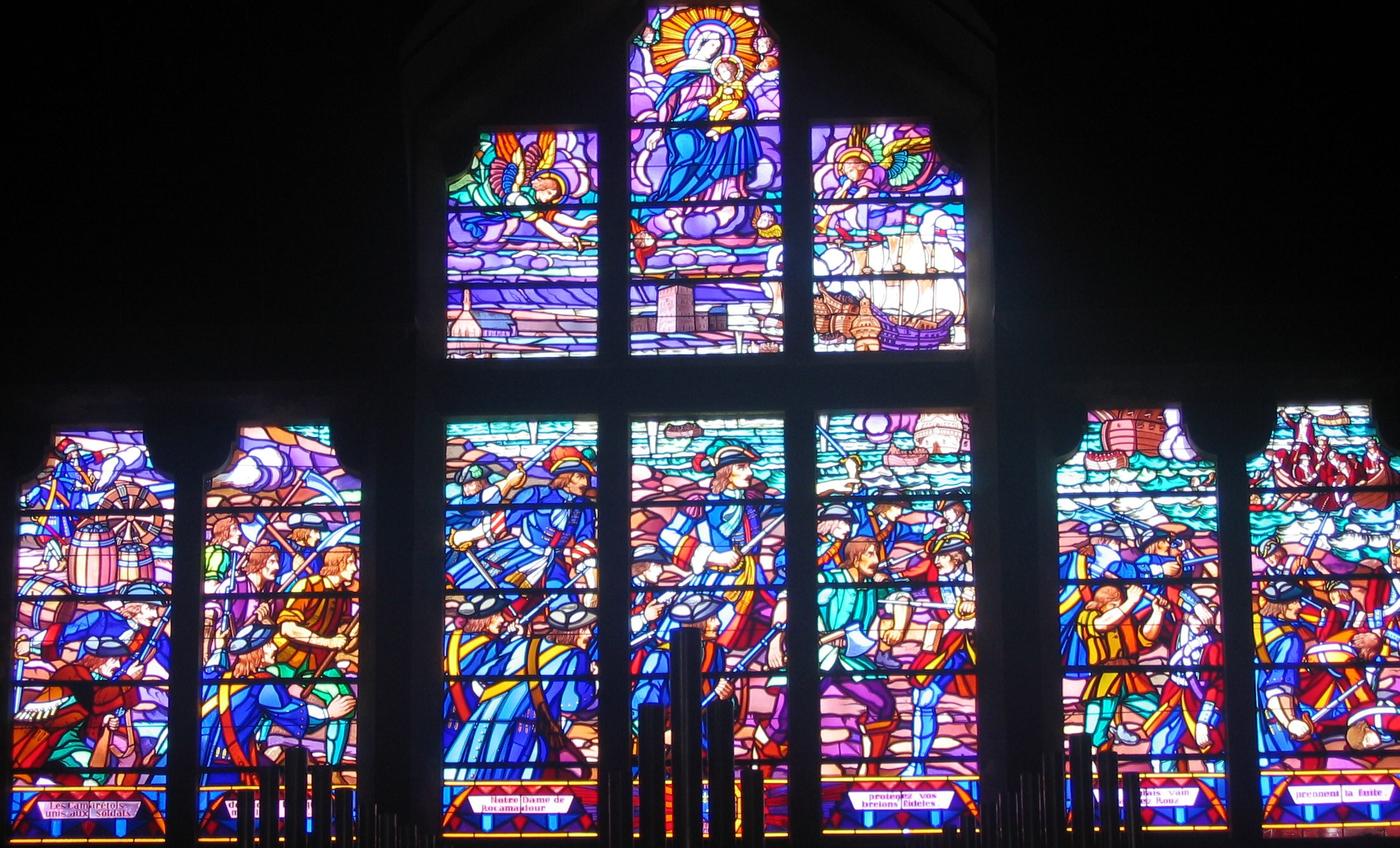
Vitrail de l'église.
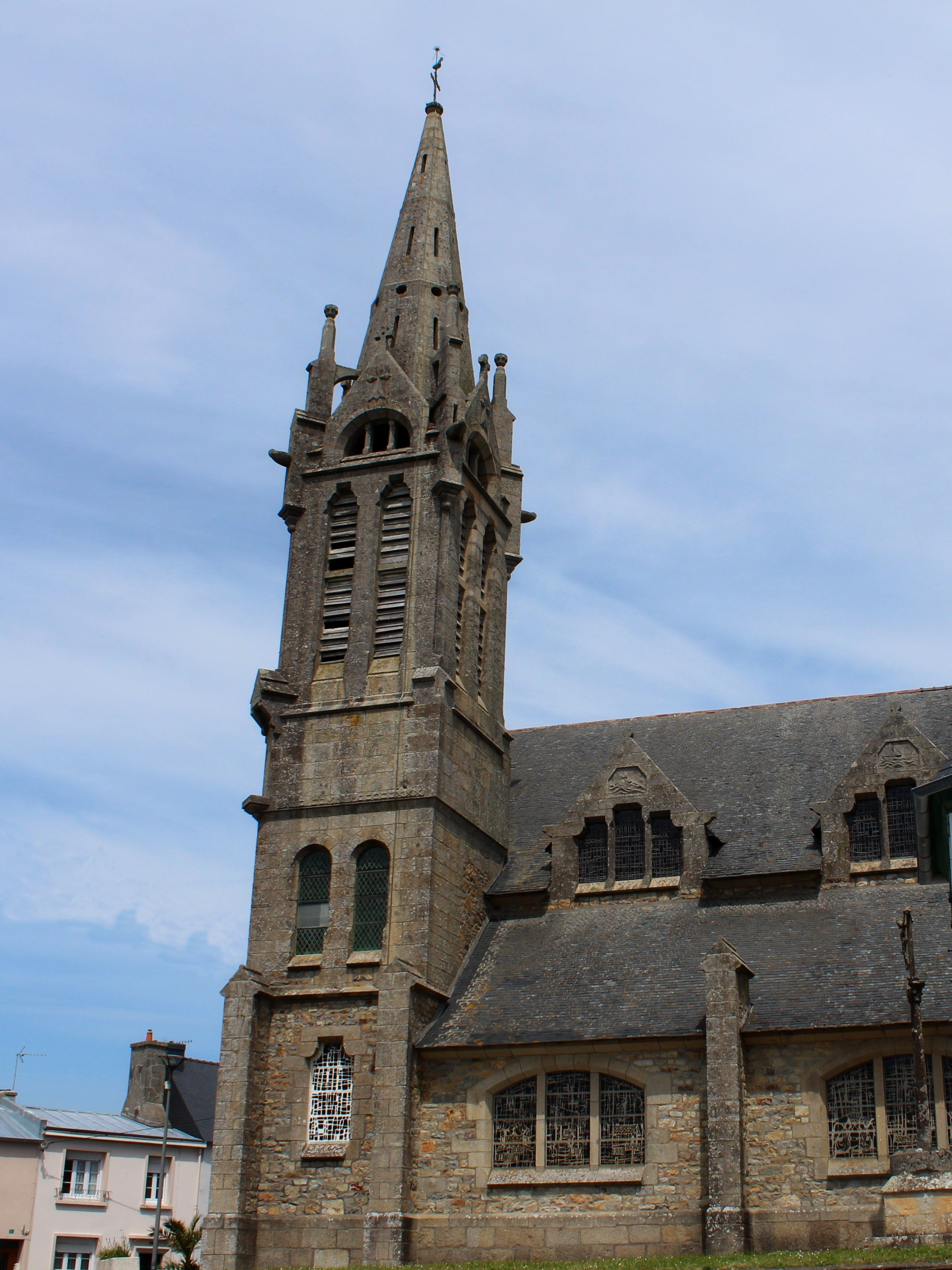
Vue du côté sud.
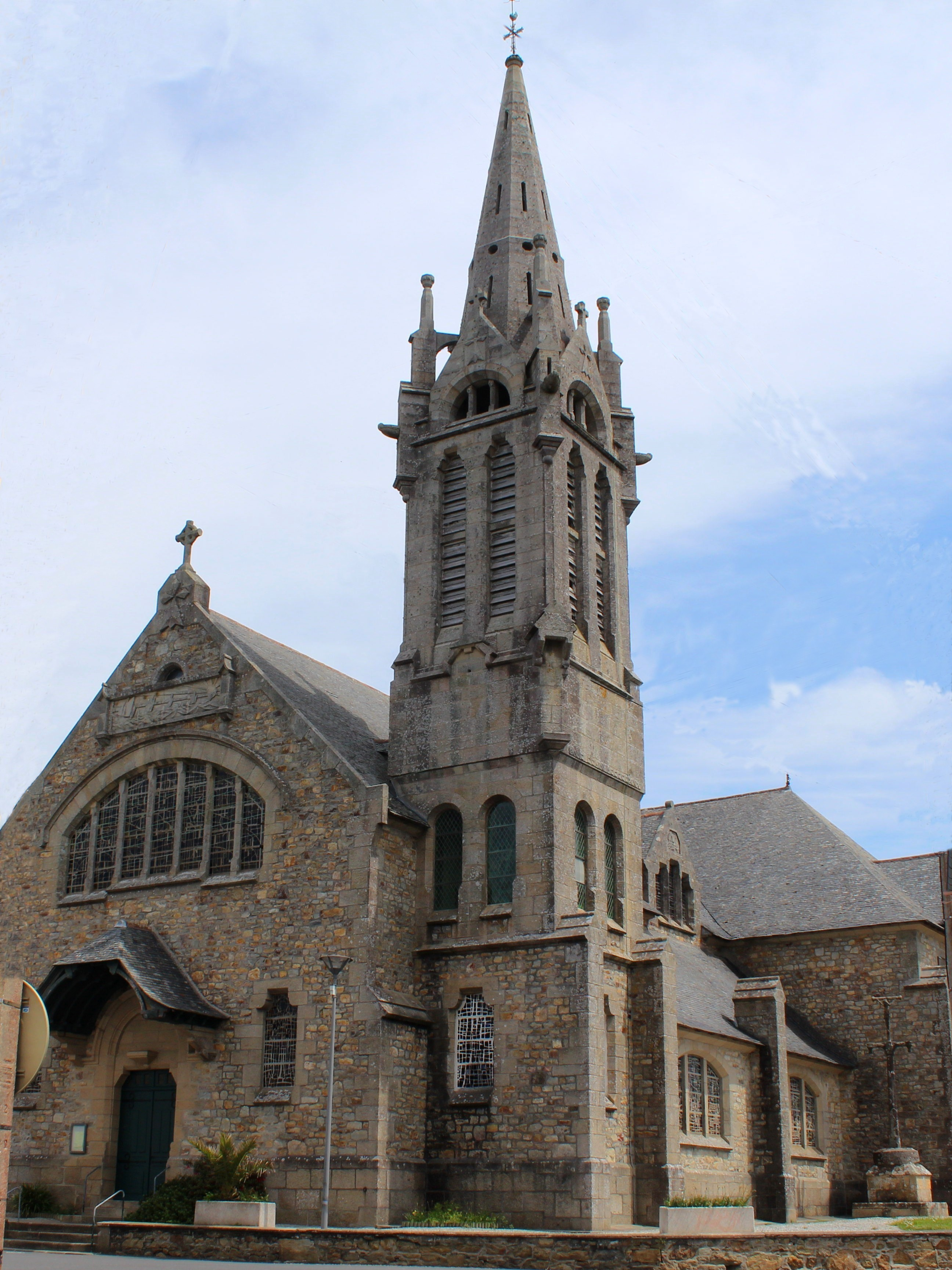
Façade occidentale.

### Patrimoine naturel

#### Tas de pois

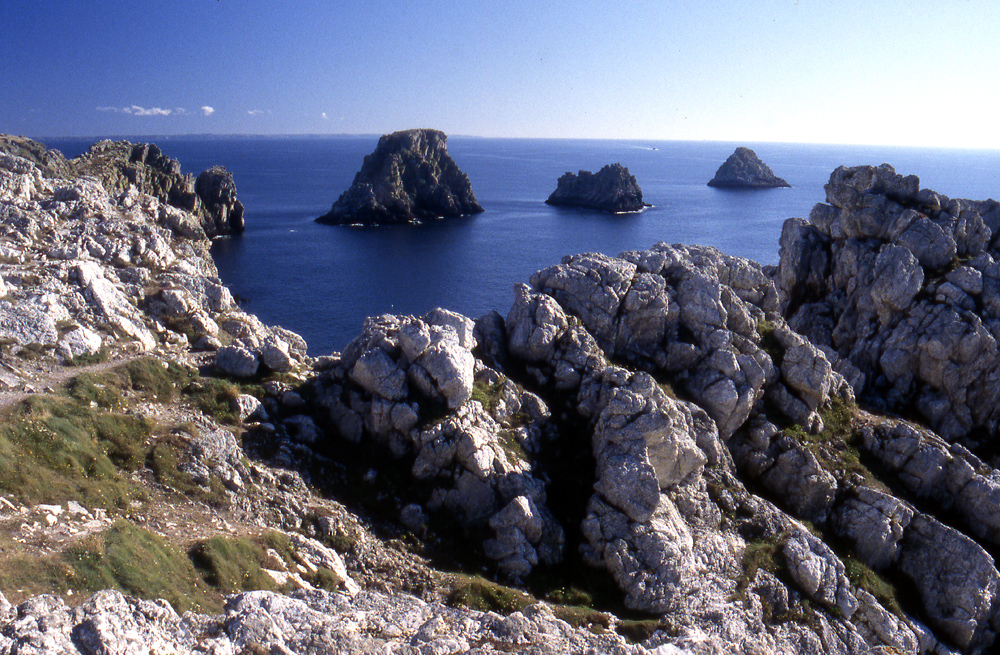
Pointe de Penhir, les « Tas de pois ».

Anciennement nommés à cause de leur forme en breton Pézeaux ou Tas de Foin avant d'être rebaptisés au milieu du XIXe siècle Tas de Pois, ces cinq rochers (dahouet) offrent un panorama inoubliable de la pointe de Penhir sur la mer d'Iroise. La pointe de Penhir est aussi une réserve ornithologique.

#### Étang de Kerloc'h
L'étang de Kerloc'h est particulièrement réputé pour la diversité et la richesse de sa faune et de sa flore. Cet endroit est une réserve naturelle protégée où les roselières cachent des animaux discrets et rares, par exemple la loutre d'Europe.

## Personnalités liées à la commune
- Saint-Pol-Roux (1861-1940), écrivain et poète symboliste né à Marseille, camarétois d'adoption, a aménagé le « manoir de Coecilian ». Il est l'un des plus authentiques poètes ayant chanté la Bretagne. Saint-Pol-Roux est mort à Brest le 18 octobre 1940 et repose au cimetière de Camaret.
- Jim Sévellec (1897-1971), artiste français, peintre officiel de la Marine, né à Camaret.
- Gustave Toudouze (1847-1904), écrivain français décrivant la vie camarétoise dans plusieurs livres.
- Son fils Georges-Gustave Toudouze (1877-1972), écrivain et historien français. À l'âge de 10 ans, il vient à Camaret avec son père. Il s'intègre parfaitement à cette cité comme à ses habitants. Il y passe de longs mois chaque année. Il meurt le 4 janvier 1972 après avoir évoqué avec éloquence, sous l'égide de l'Union artistique camarétoise et devant un public nombreux, le séjour de Vauban dans la presqu'île.
- Monique Keraudren (1928-1981), botaniste, née à Camaret.
- René Vautier (1928-2015), réalisateur et scénariste français né à Camaret.
- André Antoine (1858-1943), homme de théâtre et cinéaste. Possède une maison à Camaret et fait de nombreuses références dans ses mémoires à cet endroit qu'il aimait tant. Il repose au cimetière de Camaret.
- Eugène Boudin (1824-1898), précurseur des impressionnistes, initiateur de Claude Monet, fréquente Camaret essentiellement de 1870 à 1873. Il y peint « sur le motif », une soixantaine de toiles.
- Robert Fulton (1765-1815): peintre, ingénieur et inventeur américain, il réalise en août 1801 des essais du sous-marin Nautilus[103]. Depuis le port, il s'introduit dans la rade de Brest et réussit à faire exploser un navire cible. Son invention ne peut cependant s'attaquer à des navires en mouvement : la propulsion humaine n'étant pas assez performante.

## Musique
Camaret-sur-Mer doit une part de sa célébrité à la chanson paillarde Les Filles de Camaret (ou Le Curé de Camaret dans certaines versions). Celle-ci aurait été écrite entre 1904 et 1914 par Laurent Tailhade pour se venger de son départ précipité de Camaret, sous la protection des gendarmes.
Le rocker anglais Robin Foster est installé à Camaret depuis la fin des années 1990 ; en 2013, son album PenInsular est dédié à sa ville d'adoption en présentant une carte postale des lieux et autres hommages, aux bateaux (Magellan), monuments (Tour Vauban) et personnes.

## Littérature
- Gustave Toudouze : Péri en mer, Paris, Flammarion, 1905 (dans ce roman, l'auteur décrit Camaret à la Belle Époque).
- Georges-Gustave Toudouze : Camaret et Vauban, Paris, éditions Alpina, 1967 (dans ce livre, l'auteur décrit la bataille de Camaret et l'épisode de la « Mort anglaise », survenu le 18 juin 1694, du nom du rocher situé sur la plage de Trez Rouz où Talmash, lieutenant général de la flotte anglaise, fut blessé mortellement et de nombreux marins anglais furent tués).

## Cinéma et télévision
Certaines scènes du film La Prisonnière d'Henri-Georges Clouzot et Que la bête meure de Claude Chabrol furent tournées à Camaret-sur-Mer.
En 2007, la saison 5 de Kaamelott a été tournée en partie à Camaret-sur-Mer, notamment au phare vert et sur la pointe de Pen-Hir.
En 2012, la série télévisée chinoise intitulé Fleurs et brumes produite pour la chaîne Hunan TV, a été tournée en grande partie en Bretagne, notamment à Camaret-sur-Mer.
En 2019, Le Mystère Henri Pick de Rémi Bezançon inclut des scènes tournées à Camaret, en particulier sur le sillon.

## Tableaux
De nombreux peintres ont représenté Camaret et sa région. Parmi eux :
- Eugène Boudin : Camaret : le port (plusieurs tableaux portent ce titre) ;
- Charles Cottet : L'église brûlée ou Lamentation des femmes de Camaret autour de la chapelle brûlée de Rocamadour, musée des beaux-arts de Quimper[108] ;
- Théodore Gudin : Le port de Camaret vers 1830, musée des beaux-arts de Quimper[109] ;
- Louis-Marie Désiré-Lucas : Le port de Camaret (1830, musée des beaux-arts de Vannes) ;
- Alexandre Benois[110] :
  - Camaret, la place du village (aquarelle, 1925, collection particulière),
  - Camaret, le village voisin (aquarelle, 1925, collection particulière),
  - Camaret, vieille ferme isolée (aquarelle, 1925, collection particulière),
  - Camaret, le port, la chapelle Notre-Dame-de-Rocamadour et la Tour Vauban (aquarelle, 1925, collection particulière) ;
- Zinaïda Serebriakova :
  - Plage près de Camaret-sur-Mer (gouache, 1925, collection fondation Sérébriakoff, Paris)[111],
  - Les Tas de Pois (gouache, 1925, collection fondation Sérébriakoff, Paris),
  - Femme (de Camaret) faisant du crochet (pastel, 1926, collection fondation Sérébriakoff, Paris),
  - Peintre dessinant la plage à Camaret-sur-Mer (gouache sur carton, 1926, collection fondation Sérébriakoff, Paris,
  - Portrait d'Anne Cornu (Camaret) (pastel, 1926, collection fondation Sérébriakoff, Paris) ;
- Alexandre Serebriakoff[112] :
  - Camaret-sur-Mer (gouache, 1925, collection fondation Sérébriakoff, Paris),
  - Les sardiniers à Camaret (gouache, 1927, collection fondation Sérébriakoff, Paris),
  - Buvette à Camaret (gouache, 1927, collection fondation Sérébriakoff, Paris) ;
- André Derain : Barques à Camaret (1930, Musée de l'abbaye Sainte-Croix, Les Sables d'Olonne).
- Émile Dezaunay : Camaret, bateaux à flot (vers 1920).
- Ernest Guérin : Camaret, Bretagne (aquarelle et gouache sur papier, non daté).

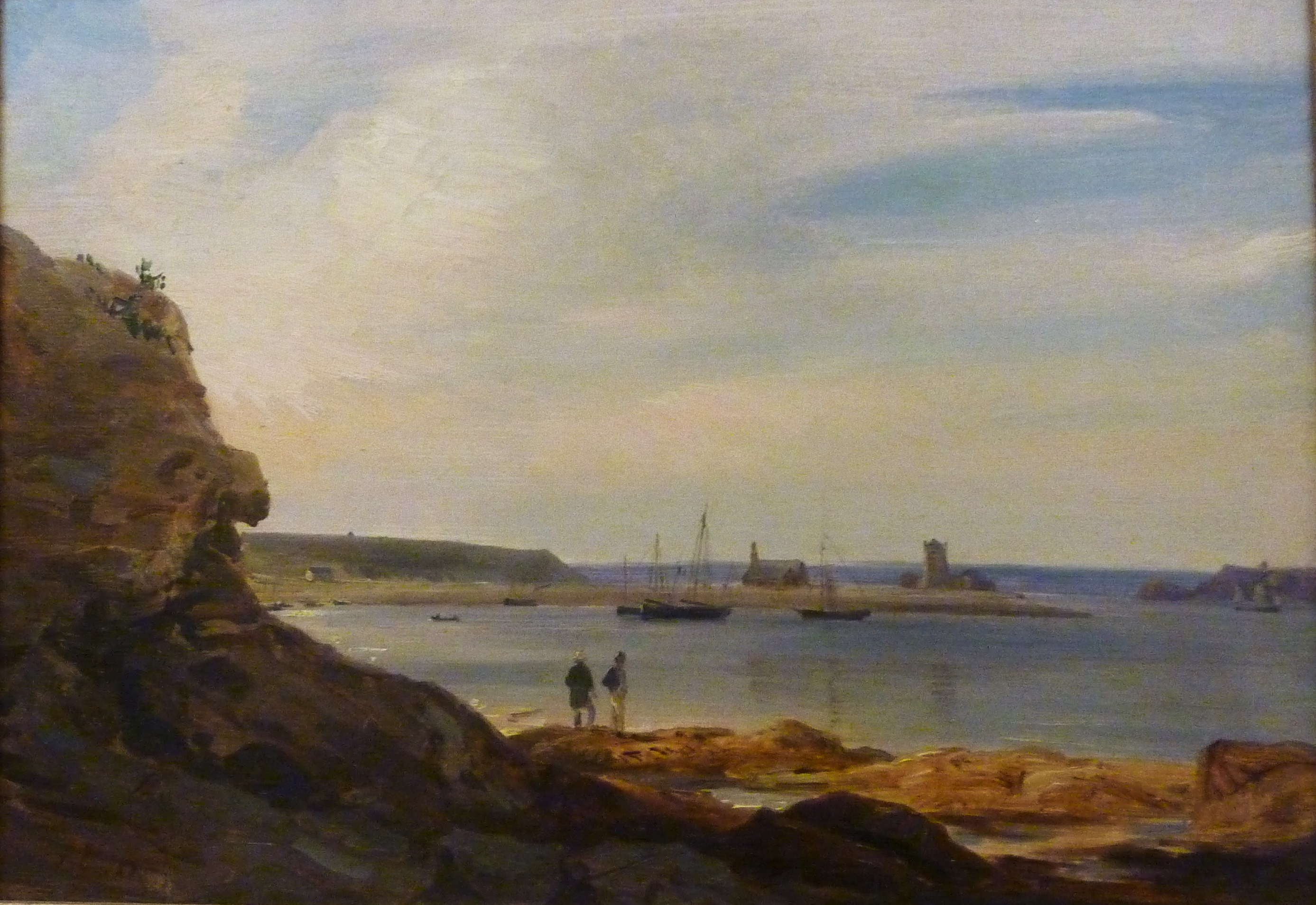
Théodore Gudin : Le port de Camaret vers 1830 (musée des beaux-arts de Quimper).
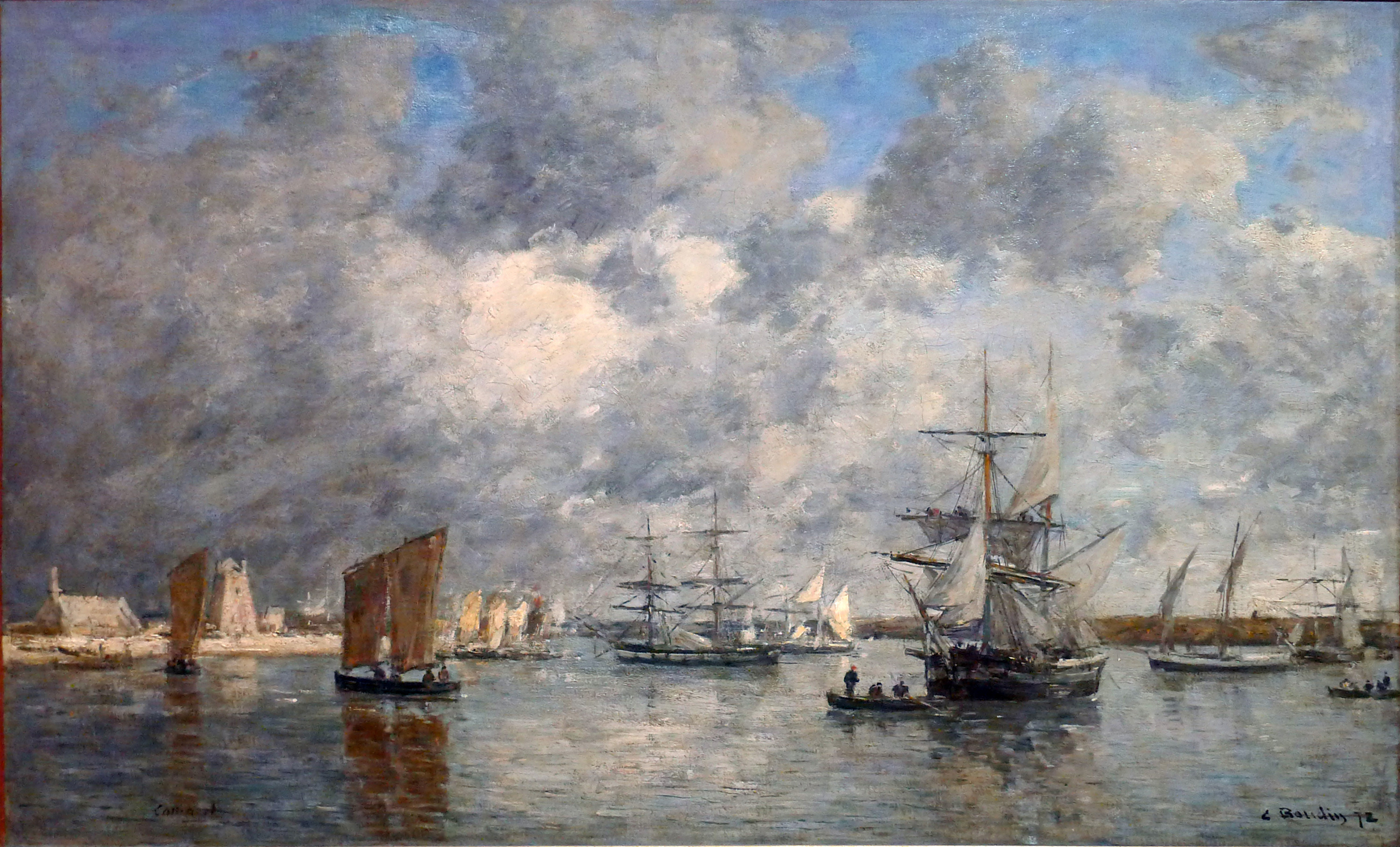
Eugène Boudin : Port de Camaret, 1872 (musée des Beaux-Arts d'Angers, dépôt du musée d'Orsay).
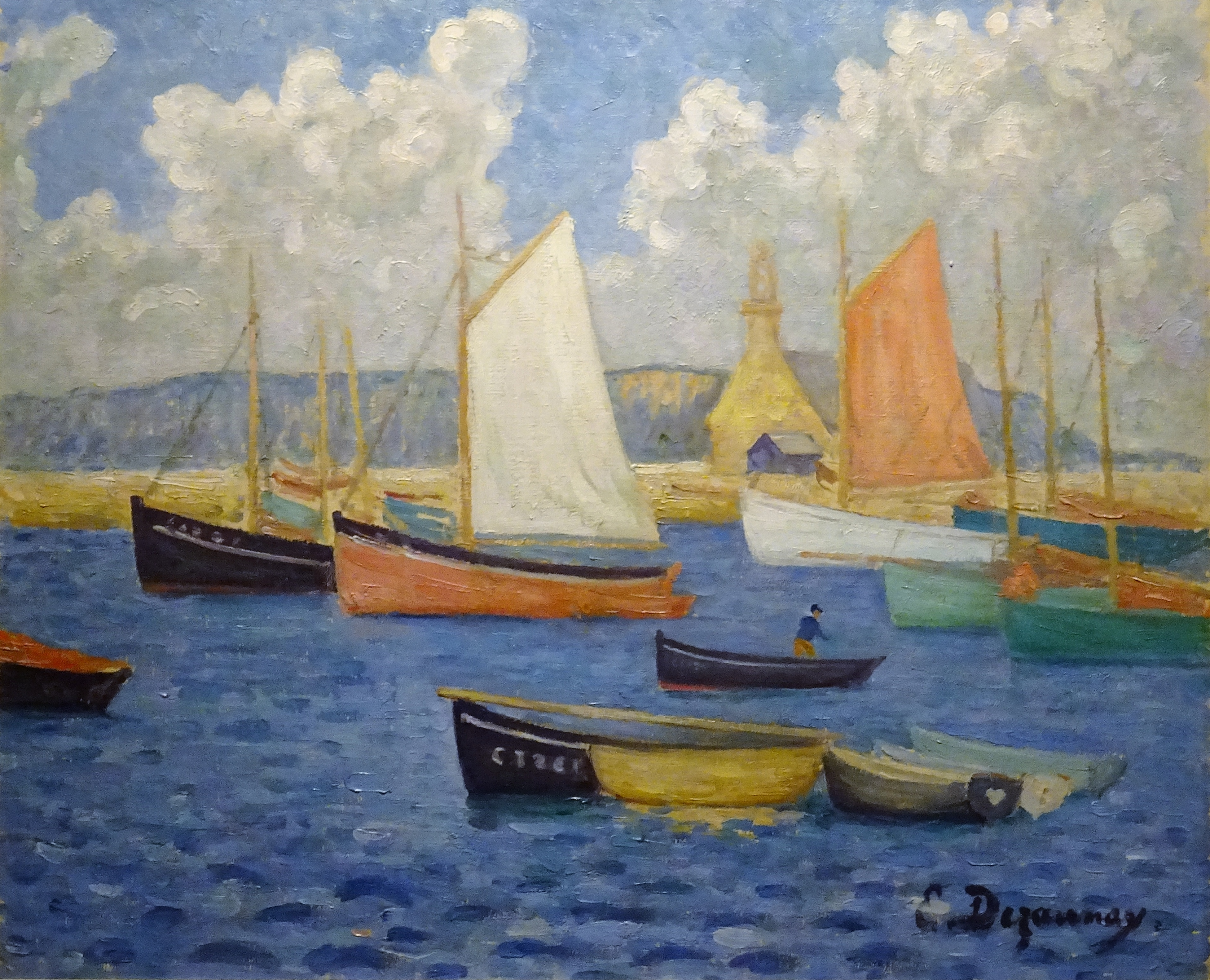
Émile Dezaunay : Camaret, bateaux à flot (vers 1920).
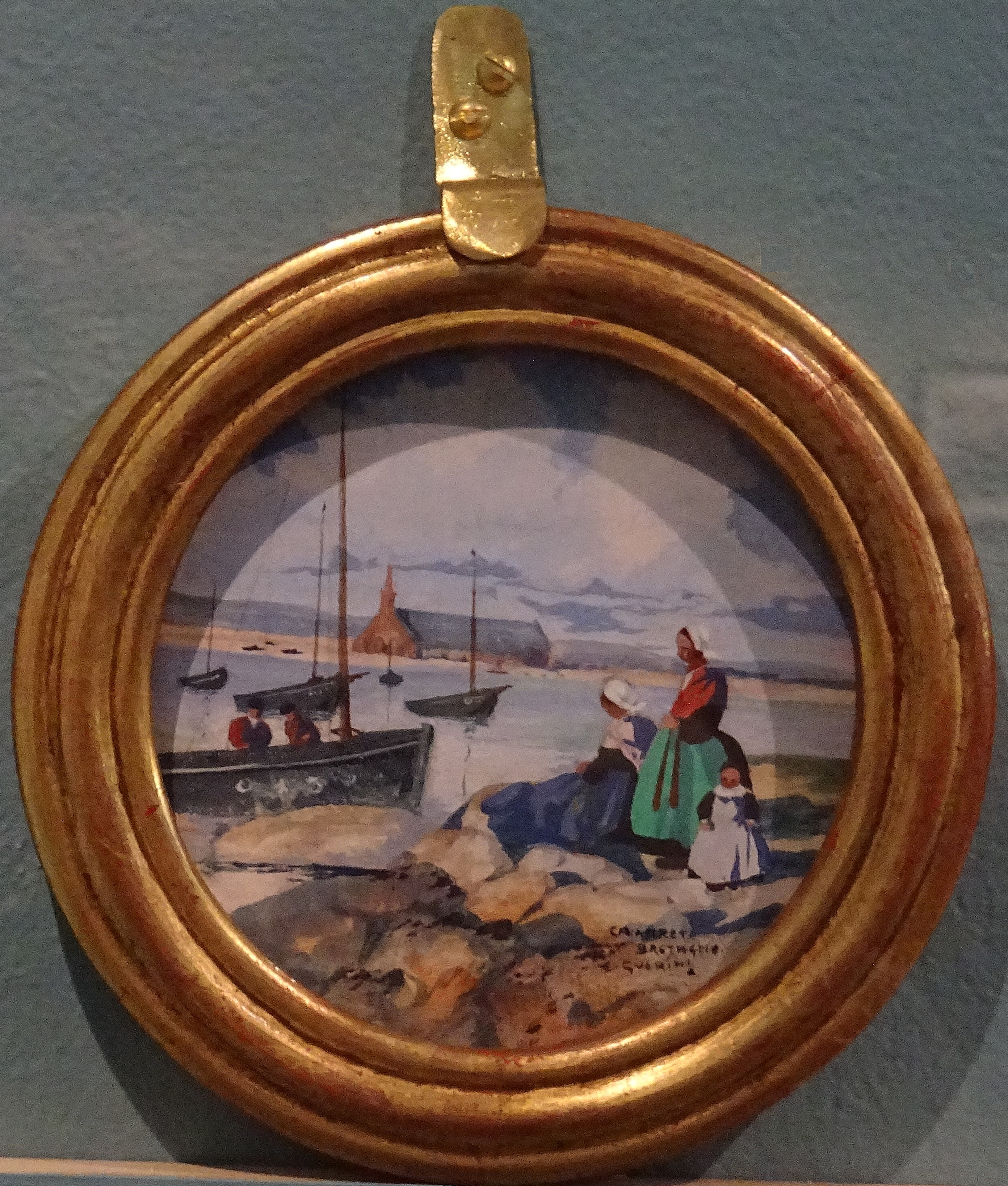
Ernest Guérin : Camaret, Bretagne (aquarelle et gouache sur papier, non daté).